# Historia republicana del Perú
La historia republicana del Perú compone los hechos históricos del país acontecidos desde su independencia de España, periodo que se prolonga hasta la actualidad. Oficialmente, la historia del Perú independiente empieza el 28 de julio de 1821, día en el que el general rioplatense José de San Martín, jefe de la Expedición Libertadora, proclamó la independencia del Perú en Lima, la capital del entonces Virreinato del Perú. Para el historiador Jorge Basadre el punto de partida del nacimiento de la República del Perú es la instalación del Primer Congreso Constituyente del Perú el 20 de septiembre de 1822.

## Inicios de la república (1821-1835)

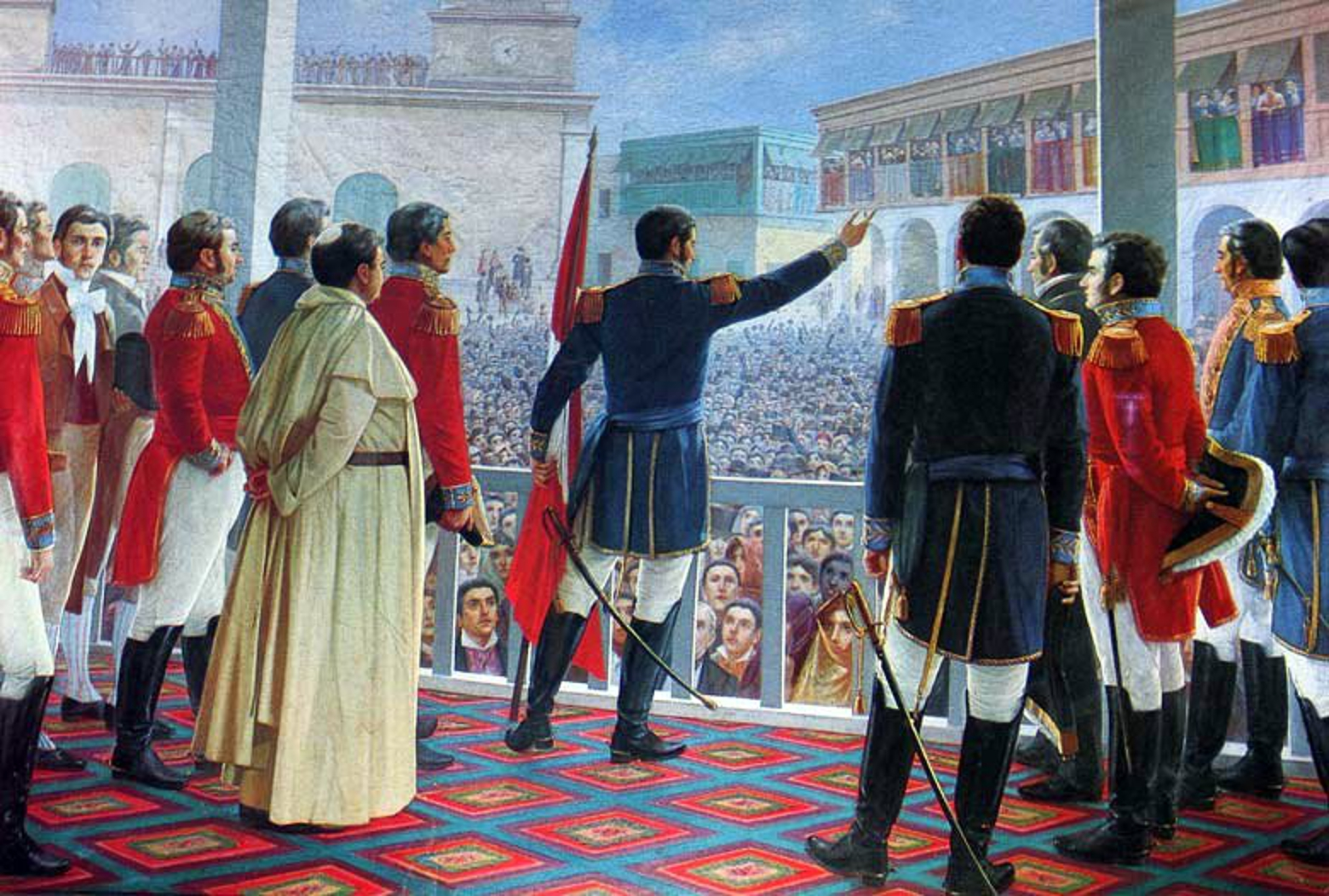
Proclamación de la Independencia del Perú, por parte del general rioplatense José de San Martín. Óleo de Juan Lepiani.

Al período de veinte años, que va de 1821 a 1842, el historiador Jorge Basadre denomina la "Época Fundacional de la República".
San Martín, tras proclamar la independencia del Perú, asumió el mando político militar de los departamentos libres del Perú, bajo el título de Protector, según decreto dado el 3 de agosto de 1821. Dio también al flamante Estado Peruano su primera bandera, su primer escudo, su himno, su moneda, así como su inicial estructura y sus primeras instituciones públicas.
El 27 de diciembre de 1821, San Martín convocó por primera vez a la ciudadanía con el fin de que eligiera libremente un Congreso Constituyente, que tendría la misión de establecer la forma de gobierno que en adelante regiría al Perú, así como dar una Constitución Política adecuada. Dicho Congreso se instaló el 20 de septiembre de 1822 y su primer presidente fue el clérigo Francisco Xavier de Luna Pizarro.
San Martín, no pudo, sin embargo, culminar la guerra contra los españoles. Si bien todo el norte del Perú se había sumado voluntariamente a la causa patriota, el centro y el sur del país permanecían ocupadas por las tropas virreinales. San Martín consideró necesaria la ayuda militar externa y en pos de ella fue a entrevistarse en Guayaquil con el libertador Simón Bolívar, que al mando de la Expedición Libertadora del Norte, había logrado la independencia de los actuales territorios de Venezuela, Colombia y Ecuador, este último, con ayuda de tropas peruanas. En la entrevista de Guayaquil, realizada entre los días 26 y 27 de julio de 1822, los Libertadores discutieron tres importantes cuestiones:
- La suerte de Guayaquil, que siendo territorio peruano, fue anexado por Bolívar a Colombia.
- La ayuda que debía prestar Bolívar para el fin común de la independencia del Perú.
- La forma de gobierno que debían adoptar las nacientes repúblicas americanas.

La entrevista no llegó ningún resultado concreto. En lo que respecta al primer punto, Bolívar ya había decidido que Guayaquil perteneciera a la Gran Colombia y no admitió ninguna discusión al respecto. En cuanto al segundo punto, Bolívar ofreció enviar al Perú una fuerza auxiliar grancolombiana de 2000 hombres, que San Martín consideró insuficiente. Y en lo referente al tercer punto, Bolívar era decididamente republicano, contraponiéndose así al monarquismo del Libertador rioplatense. Desilusionado, San Martín retornó al Perú, ya convencido de que debía retirarse para dar pase al Libertador del Norte. Renunció ante el recién instalado Congreso del Perú, que acto seguido, entregó el Poder Ejecutivo a tres de sus miembros, que conformaron un cuerpo colegiado de tres miembros denominado la Suprema Junta Gubernativa y cuya cabeza era el general José de La Mar (21 de septiembre de 1822). Los otros integrantes de dicha junta eran Manuel Salazar y Baquíjano y Felipe Antonio Alvarado.
La Junta Gubernativa quiso acabar la guerra de la Independencia por cuenta propia y organizó la Primera Campaña de Intermedios, que culminó en fracaso, tras las derrotas en Torata y Moquegua. Temerosos de un avance realista a la capital, los oficiales del Ejército se sublevaron en el llamado Motín de Balconcillo y presionaron al Congreso para que destituyera a la Junta y nombrara como Presidente del Perú a José de la Riva-Agüero (28 de febrero de 1823).

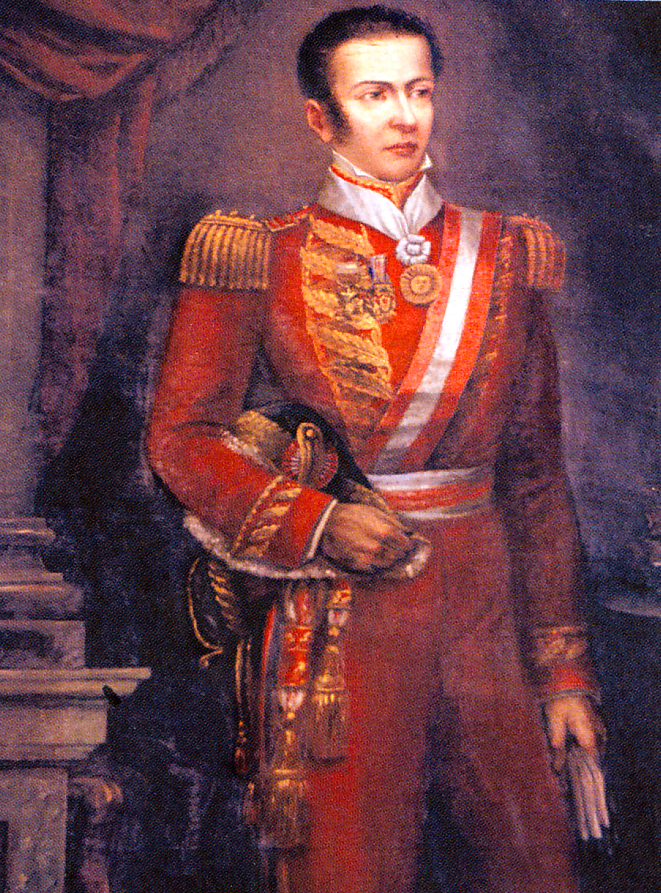
José de la Riva-Agüero, primer Presidente de la República del Perú (1823).

Riva Agüero quiso también derrotar a los españoles que aún resistían en el centro y sur del Perú, y organizó una Segunda Campaña de Intermedios, cuyo mando encomendó a Andrés de Santa Cruz. Los patriotas avanzaron hasta el Alto Perú, y tras ganar la batalla de Zepita, emprendieron una desordenada retirada hacia la costa, culminando así, esta expedición igualmente en fracaso.
Desacreditado ante la opinión pública, Riva Agüero tuvo una abierta disputa con el Congreso. Se trasladó a Trujillo, donde instaló su gobierno, mientras que en Lima el Congreso nombraba como nuevo Presidente a José Bernardo de Tagle, más conocido como el marqués de Torre Tagle. El Congreso, vista la crítica situación, acordó llamar a Bolívar y a su Ejército Libertador.
El 1 de septiembre de 1823 arribó al Callao el Libertador Bolívar. El día 10 de septiembre el Congreso de Lima le otorgó la suprema autoridad militar en toda la República. Seguía siendo Torre Tagle presidente, pero debía ponerse de acuerdo en todo con Bolívar. El único obstáculo para Bolívar era Riva Agüero, que instalado en Trujillo con un ejército de 3000 hombres, dominaba toda la región aledaña. Sin embargo, los mismos oficiales de Riva Agüero, apresaron a este y lo enviaron al destierro. Así se pudo finalmente unificar el mando del país en manos de Bolívar.
El 5 de febrero de 1824, se produjo un motín en las fortalezas del Callao, de resultas del cual los realistas recuperaron este importante bastión. Ante tal delicada situación, el Congreso dio el 10 de febrero un memorable decreto entregando a Bolívar la plenitud de los poderes para que hiciera frente al peligro, anulando la autoridad de Torre Tagle. Se instaló así la Dictadura.
Tras reunificar el mando del país, Bolívar instaló su cuartel general en Trujillo y organizó la campaña final de la Independencia, contando con la ayuda decisiva de los peruanos, tanto en soldados, como en dinero, abastecimientos y recursos de toda índole. Tras las batallas de Junín y Ayacucho, el 6 de agosto y 9 de diciembre de 1824 respectivamente, se logró derrotar definitivamente a las tropas realistas del Perú. Los últimos episodios de esta guerra fueron la campaña del Alto Perú, donde el general realista, Pedro Antonio Olañeta, fue apresado y fusilado por sus propios subordinados en Tumusla (1825); y el sitio de la fortaleza del Callao, donde resistió el brigadier José Ramón Rodil hasta enero de 1826.
Consumada la guerra de la independencia, la ciudadanía peruana esperaba el final de la dictadura bolivariana y la instalación de un gobierno auténticamente peruano. Pero Bolívar se mantuvo en el poder, empujado por su deseo de gobernar sobre todos las naciones por él liberadas, bajo su mando vitalicio. El Libertador delegó sus funciones ejecutivas en un Consejo de Gobierno, entre cuyos titulares se contaron Hipólito Unanue y Andrés de Santa Cruz, y si bien retornó a la Gran Colombia en septiembre de 1826, dejó todo encaminado para que se jurara en el Perú la Constitución Vitalicia, lo que se hizo el 9 de diciembre de 1826, en medio de la indeferencia pública. Sin embargo, la influencia bolivariana finalizó en enero de 1827, cuando una reacción liberal y nacionalista, alentada por Manuel Lorenzo de Vidaurre y Francisco Javier Mariátegui y Tellería, expulsó de suelo peruano a las tropas colombianas que aún permanecían allí.
Establecido formalmente el Estado Peruano bajo el molde republicano, los primeros años de vida independiente se desarrollaron entre luchas caudillescas organizadas por los militares para alcanzar la presidencia de la naciente República.

### Guerra contra la Gran Colombia
Tras el gobierno provisorio de una Junta de Gobierno presidida por Andrés de Santa Cruz, el mariscal José de La Mar fue elegido presidente por el Congreso Constituyente, el 9 de junio de 1827. Durante su mandato promulgó la Constitución Liberal de 1828. Ocurrió también el terremoto de Lima de 1828. En el aspecto internacional, un ejército peruano al mando del general Agustín Gamarra invadió a Bolivia, donde puso fin a la influencia bolivariana, expulsando al presidente de ese país, el mariscal Antonio José de Sucre (1828). Asimismo, el Perú libró una guerra con la Gran Colombia, conflicto que fue desatado por Bolívar, irritado por el fin de su influencia en el Perú y Bolivia; otra razón fue su ambición por ocupar los territorios peruanos de Tumbes, Jaén y Maynas. La guerra tuvo dos escenarios, el marítimo y el terrestre. En el primero de ellos, el Perú triunfó y ocupó Guayaquil, pero en el segundo no le fue bien, sufriendo un revés en la batalla del Portete de Tarqui (27 de febrero de 1829), que si bien no fue una derrota decisiva, motivó que se abrieran las negociaciones de paz, pues ambas naciones no tenían interés en proseguir las hostilidades. Se firmó así el llamado Convenio de Girón. Se hallaba La Mar todavía en plena negociaciones con los colombianos, cuando fue derrocado por el general Agustín Gamarra y desterrado a Costa Rica, en junio de 1829. Gamarra firmó un armisticio con los grancolombianos y enrumbó hacia Lima, donde asumió el gobierno de manera provisoria. Luego se hizo elegir presidente constitucional e instauró un gobierno conservador.

### Caudillaje militar

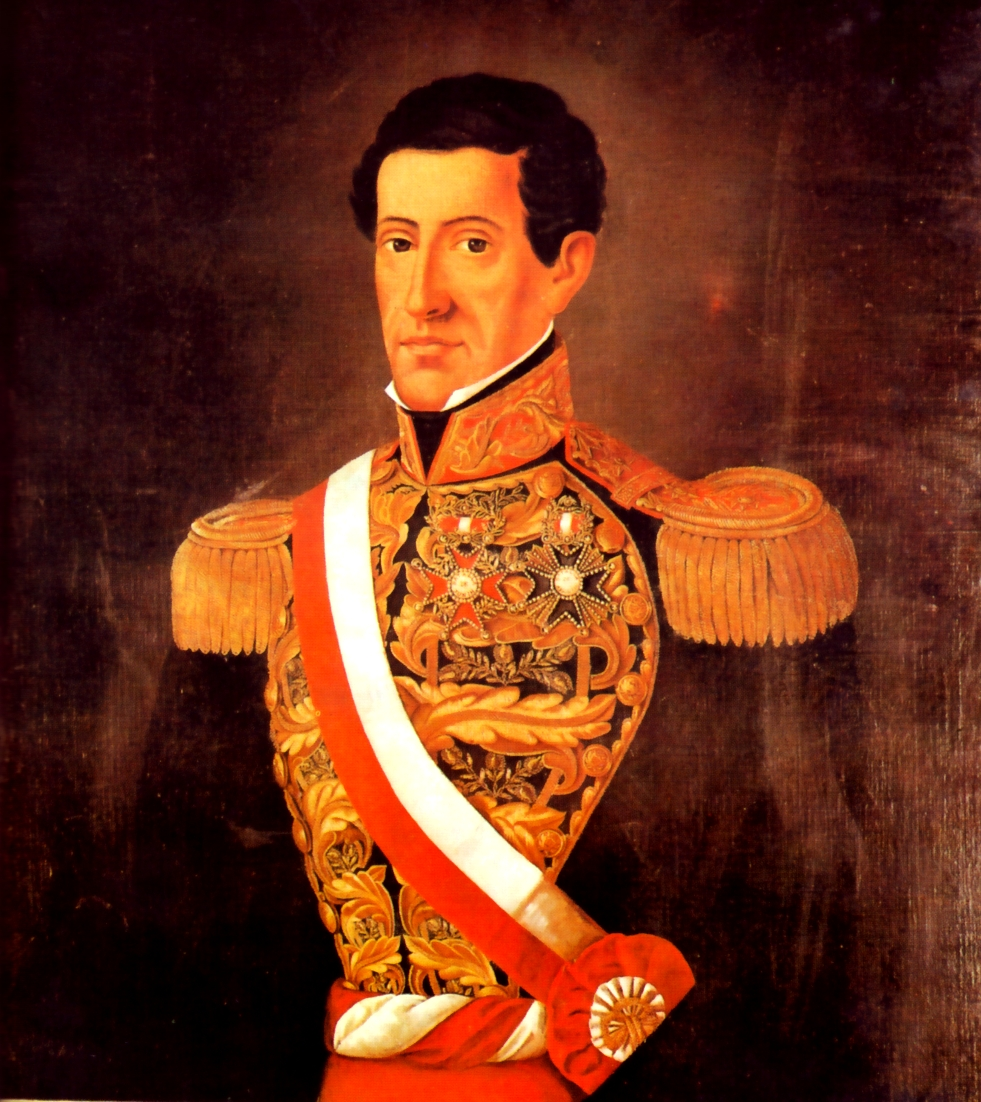
Agustín Gamarra, presidente del Perú (1829-1833 y 1839-1841).

Este primer gobierno de Gamarra (1829-1833) estuvo marcado por numerosas rebeliones internas. En el plano internacional, puso fin a la guerra con la Gran Colombia, firmando un Tratado de Paz, Amistad y Límites o Tratado de Guayaquil por el que se mantuvo el ''statu quo'' fronterizo previo al inicio de hostilidades (1829). En 1831 quiso declarar la guerra a Bolivia pero ante la negativa del Congreso de darle la autorización necesaria, abrió negociaciones diplomáticas con dicha república, logrando finalmente ese mismo año firmar un tratado de paz y amistad con Bolivia, en Arequipa. También firmó un tratado con la recién fundada República del Ecuador, el llamado Tratado Pando-Noboa (1832), por el que los ecuatorianos reconocían los límites vigentes con el Perú. Ya por finalizar su gobierno, Gamarra convocó a una asamblea constituyente, denominada Convención Nacional, que se encargó de elegir a su sucesor.
Como el gobierno de Gamarra finalizaba en diciembre de 1833 sin haberse elegido a su sucesor (las elecciones de ese año se frustraron), la Convención Nacional, dominada por los liberales, eligió como presidente provisorio al general Luis José de Orbegoso. Descontentó Gamarra con el resultado de esta elección, que implicaba la hegemonía de los liberales en el poder, incitó a uno de sus partidarios, el general Pedro Pablo Bermúdez, a alzarse contra Orbegoso. La sublevación militar estalló en enero de 1834 y derivó en una guerra civil, que finalizó cuando los rebeldes bermudistas se reconciliaron con el gobierno, en el llamado Abrazo de Maquinhuayo, en abril del mismo año.
La Convención Nacional dio finalmente una nueva Constitución Liberal, que fue promulgada en julio de 1834. No obstante, las amenazas de quiebra del orden constitucional continuaron. Orbegoso realizó una gira por las provincias del sur, a fines de 1834, lo que fue aprovechado por el general Felipe Salaverry, para alzarse en armas en el Callao. Rápidamente, Salaverry tomó el control de gran parte del país y se autoproclamó Jefe Supremo en 1835. Orbegoso, cuyo gobierno se redujo a Arequipa, llamó en su auxilio al presidente de Bolivia, el mariscal Andrés de Santa Cruz, quien invadió al Perú, desatándose un sangriento conflicto, denominado la guerra por el establecimiento de la Confederación peruano-boliviana.
Para enfrentar la invasión extranjera, Salaverry y Gamarra se aliaron. La guerra tuvo dos fases: la guerra entre Gamarra y Santa Cruz, y la guerra entre Salaverry y Santa Cruz. Santa Cruz derrotó a Gamarra en la batalla de Yanacocha (13 de agosto de 1835) y a Salaverry en la batalla de Socabaya (7 de febrero de 1836), tras lo cual estableció la Confederación Perú-Boliviana, que reunía a Bolivia con los dos estados en que quedó dividido el Perú: el Estado Nor-Peruano y el Estado Sud-Peruano. Para discutir y aprobar las bases de la estructura administrativa de la nueva entidad geopolítica se reunió el Congreso de Tacna, el cual aprobó la Ley fundamental de la Confederación Perú-Boliviana, más conocido como el Pacto de Tacna (1837).

## Confederación Perú-Boliviana (1836-1839)

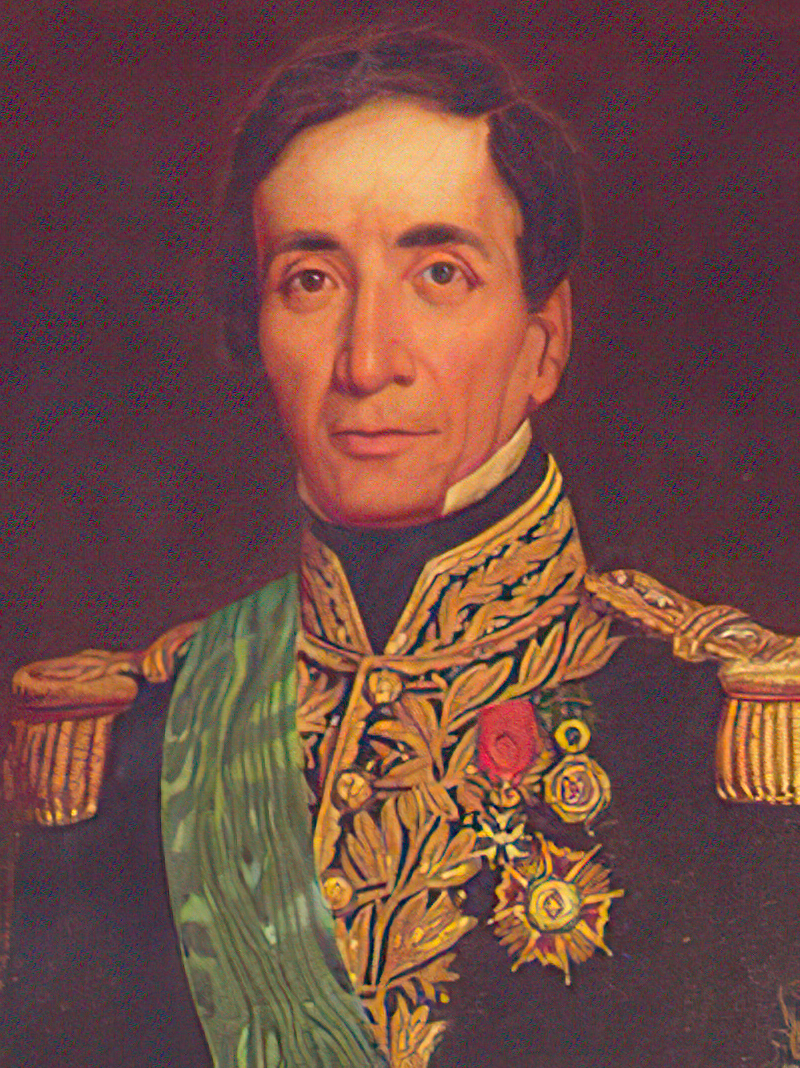
Andrés de Santa Cruz, protector de la Confederación Perú-Boliviana.

Santa Cruz realizó en el Perú una gran labor administrativa y dio la tranquilidad necesaria para su bienestar y progreso. Sin embargo, la Confederación generó resistencias entre varios grupos de ambos países, que resintieron la dilución de las identidades nacionales, y también provocó gran alarma en los países vecinos. El poder potencial de esta confederación despertó la oposición de Argentina y, sobre todo, de Chile, debido no solo a su gran extensión territorial sino también a la percepción de amenaza que un estado tan rico significaba para la zona.
Un número importante de políticos peruanos que se oponían a la idea de la Confederación huyeron a Chile, donde recibieron apoyo, lo que desembocó en la Guerra de la Confederación.

### Guerra contra la Confederación

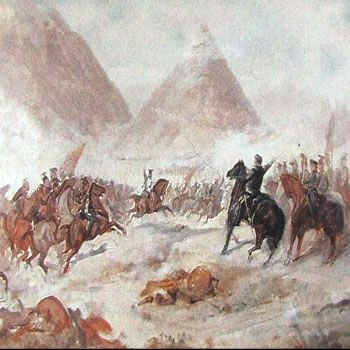
Carga final de la caballería chilena en la última fase de la batalla de Yungay.

El ministro chileno Diego Portales alertó a sus conciudadanos del peligro que significaba la consolidación de la Confederación para los planes expansionistas chilenos. Una alianza entre Chile y los emigrados peruanos enemigos de Santa Cruz posibilitó la conformación del llamado Ejército Unido Restaurador con el propósito de invadir el Perú y “restaurar” su situación política tal como era antes de 1835. La guerra de los restauradores contra los confederados tuvo dos fases. En la primera, un ejército restaurador al mando del marino chileno Manuel Blanco Encalada desembarcó en el sur peruano y se adentró hasta Arequipa, pero no logró el apoyo de los lugareños, y fue cercado por las fuerzas de Santa Cruz. Los restauradores se rindieron y firmaron el Tratado de Paucarpata (17 de noviembre de 1837). Pero el gobierno chileno desconoció este acuerdo y envió una segunda expedición restauradora al mando del general Manuel Bulnes y con Gamarra a la cabeza de los emigrados peruanos. Tras desembarcar en Ancón, los restauradores marcharon a Lima, donde les salió al encuentro Orbegoso, presidente del Estado Nor-Peruano, el cual se había separado de la Confederación y quería expulsar tanto a chilenos como a bolivianos. Se produjo la batalla de Portada de Guías, en las afueras de Lima (21 de agosto de 1838), donde fueron derrotados los orbegosistas, debido a su inferioridad numérica. Los restauradores entraron en Lima y Gamarra fue proclamado como presidente provisional del Perú, en sesión de Cabildo abierto del 25 de agosto de ese año. Pero en noviembre los restauradores tuvieron que abandonar la capital, que fue recuperada por los confederados.
Los restauradores decidieron entonces cambiar el escenario de la lucha. Se retiraron al Callejón de Huaylas, donde se aprovisionaron y reorganizaron. El encuentro final se libró en la batalla de Yungay (20 de enero de 1839). Santa Cruz fue derrotado y huyó apresuradamente hacia Arequipa, para luego partir al destierro. La Confederación se disolvió, volviendo a ser el Perú y Bolivia estados individuales.

## Restauración peruana (1839-1841)

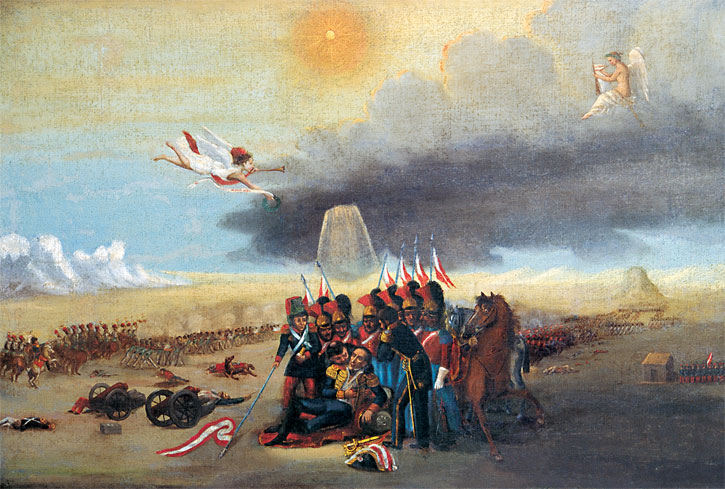
La batalla de Ingavi y muerte de Gamarra. Óleo anónimo del Museo Nacional de Historia de Lima.

Gamarra, como presidente provisorio, convocó un Congreso General en Huancayo, el mismo que dio la Constitución Conservadora de 1839. Luego Gamarra se hizo elegir presidente constitucional en 1840.
Durante este segundo gobierno, Gamarra siguió los mismos lineamientos del primero, al ser autoritario y conservador, ya que así lo exigían las circunstancias, luego de varios años de guerra civil. Enfrentó el reto de pacificar el país, teniendo que enfrentar la revolución “regeneradora” que en Arequipa encabezó Manuel Ignacio de Vivanco proclamándose Jefe Supremo (1841). Para combatirlo fue enviado el ministro de guerra Ramón Castilla, quien después de sufrir la derrota en Cachamarca, triunfó sobre los vivanquistas en Cuevillas. Vivanco huyó a Bolivia.

### Guerra contra Bolivia
Obsesionado con la idea de reunir nuevamente a Bolivia con el Perú, invadió dicho país. Para justificarse, arguyó una serie de razones, como el hecho de que aún continuaban actuando en Bolivia los partidarios de Santa Cruz, quien por entonces se hallaba desterrado en el Ecuador. Declarada la guerra, el ejército peruano acantonado en Puno invadió Bolivia, avanzando por Huancané, Moho y Sorata, y el 19 de octubre de 1841 ocupó La Paz, en donde acampó. Los bolivianos dejaron de lado sus rencillas políticas y se congregaron en torno del general José Ballivián.
El 18 de noviembre de 1841 ambos ejércitos se encontraron en la llanura de Ingavi, al este de La Paz. Se dice que Gamarra, al ver que en el cielo destacaban los colores del arco iris, en tono de presagio dijo: "Si fuera romano aplazaría la batalla, porque miro reflejados en el cielo los colores de Bolivia". Pero ordenó el ataque, y a poco de empezada la refriega cayó mortalmente herido. El encuentro finalizó con la derrota de los peruanos y las tropas bolivianas invadieron el sur peruano, pero fueron contenidas por el pueblo peruano organizado en guerrillas. La paz entre Perú y Bolivia se firmó en el Tratado de Puno, el 7 de junio de 1842.

## La anarquía (1841-1845)

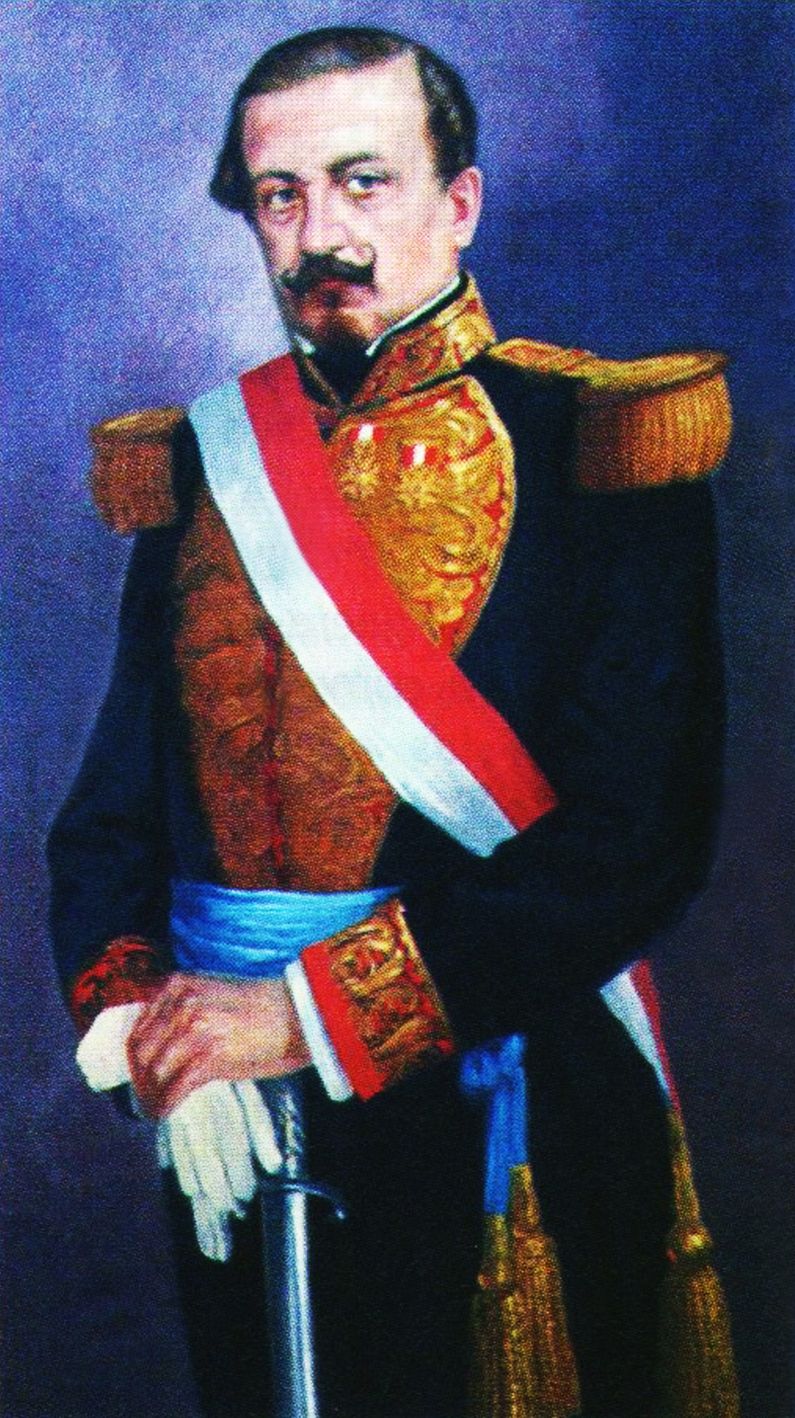
Manuel Ignacio de Vivanco, gobernante de facto del Perú (1841 y 1843-1844).

Tras la muerte de Gamarra estalló un período de anarquía. Numerosos caudillos militares entablaron la lucha por el poder, desconociendo la autoridad de Manuel Menéndez, presidente del Consejo de Estado (cargo equivalente al de vicepresidente). Estos caudillos fueron el general Juan Crisóstomo Torrico, jefe del ejército del Norte; Antonio Gutiérrez de la Fuente, jefe del ejército del Sur; Domingo Nieto y Juan Francisco de Vidal, quienes formaban parte del ejército del Sur, y el general Manuel Ignacio de Vivanco, quien anteriormente había encabezado en Arequipa la llamada “revolución regeneracionista” de 1841.
Torrico derribó a Menéndez y se proclamó Jefe Supremo del Perú, el 16 de agosto de 1842. Mientras tanto, el ejército del Sur se pronunció en el Cuzco a favor del general Vidal, quien aceptó encabezar la lucha contra el usurpador Torrico, en su calidad de 2.º vicepresidente del Consejo de Estado. Las fuerzas de ambos rivales se enfrentaron en la batalla de Agua Santa, cerca de Pisco, el 17 de octubre de 1842. Torrico fue completamente derrotado y se vio obligado a partir hacia Chile. Vidal asumió la presidencia del Perú el día 20 de octubre y desempeñó su alto cargo con probidad y desinterés. Hizo cuanto estuvo a su alcance por remediar los males de la administración pública. Logró que disminuyera la deuda contraída por el estado y que gravara sobre las aduanas; también merece citarse su esfuerzo por mejorar la educación de la juventud; pero la anarquía política vino a frustrar sus planes. Tuvo que afrontar la revolución acaudillada por el general Vivanco, que se autoproclamó Supremo Director de la República, el 14 de febrero de 1843. No queriendo desatar una guerra civil, Vidal declinó el mando en Justo Figuerola, que era el 1.º vicepresidente del Consejo de Estado (15 de marzo de 1843). Figuerola asistió al día siguiente a Palacio y recibió de manos de Vidal la banda presidencial. Días después, el mismo Figuerola se vio obligado a arrojar dicha banda desde el balcón de su casa, a los vivanquistas que lo pedían a gritos, según lo cuenta Ricardo Palma en una de sus tradiciones (19 de marzo de 1843).
Vivanco, que denominó a su régimen como el Directorio, representaba al sector más rígido del conservadurismo peruano. Se rodeó de hombres cultos, implantando una especie de Despotismo Ilustrado, pues creía que el país progresaría con el imperio del orden sobre la libertad. Poco a poco, la popularidad con que fue encumbrado fue disminuyendo y el descontento se hizo notar rápidamente, puesto que todas sus actividades las desenvolvió en medio del lujo, con detrimento de la hacienda pública.

### Guerra civil peruana de 1843-1844

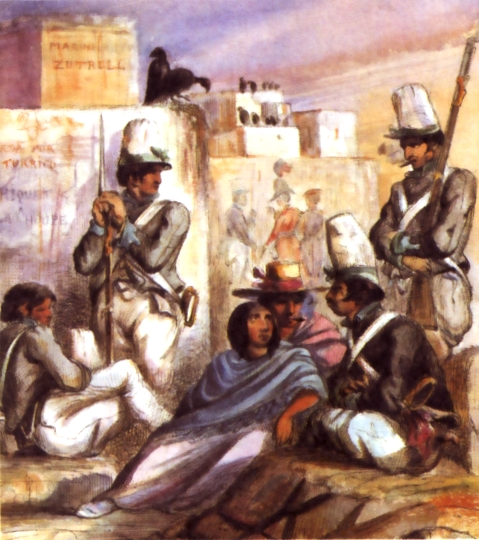
Milicia peruana (1843).

Atendiendo al descontento popular, en el Sur, más precisamente en Tacna y Moquegua, se sublevaron los generales Ramón Castilla y Domingo Nieto, en defensa de la constitucionalidad (1843). Se propusieron devolver el mando de la República a quien legítimamente le correspondía, es decir, a Meléndez. Estalló así la guerra civil. Castilla y Nieto, al mando de milicias, derrotaron a las fuerzas regulares del gobierno en los combates de Pachía y San Antonio. Para combatir a los rebeldes, Vivanco se trasladó a Arequipa, lo que fue aprovechado por el prefecto de Lima, Domingo Elías, para proclamarse Jefe de la Nación. Ante el peligro de que los vivanquistas comandados por el general José Rufino Echenique invadieran Lima, Elías preparó la defensa de la capital durante la llamada "Semana Magna" (julio de 1844). Finalmente, Echenique optó por no atacar, al darse cuenta de que la guerra iba a decidirse en el sur. En efecto, cerca de Arequipa se trabó la sangrienta batalla de Carmen Alto, entre las fuerzas de Castilla y las de Vivanco. Castilla resultó ganador (22 de julio de 1844).
Después de la guerra civil, Castilla y Elías se pusieron de acuerdo y devolvieron el poder a quien constitucionalmente le correspondía: Manuel Menéndez. A su vez, este convocó a elecciones, en las que triunfó Castilla.

## Era del guano (1845-1866)

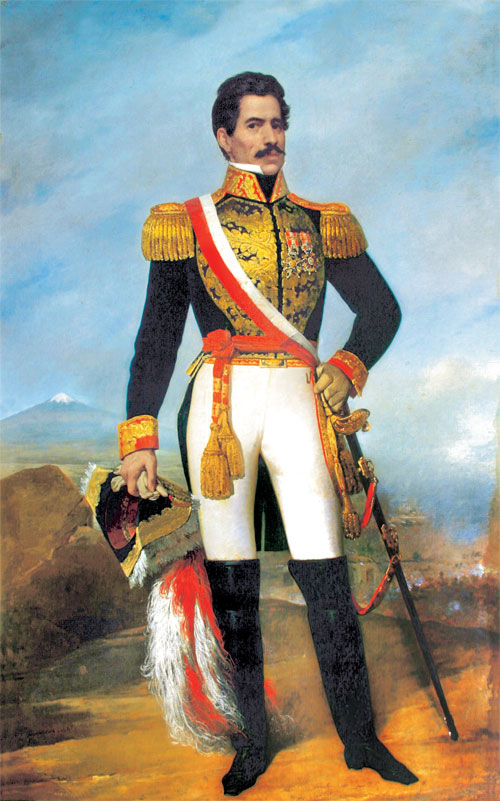
Ramón Castilla, presidente del Perú (1845-1851, 1855-1862 y 1863).

Se conoce como la Era del Guano a un período de estabilidad y prosperidad que vivió el Perú entre 1845 y 1866, cuando el Estado Peruano fue sostenido por los importantes ingresos generados por la exportación del guano, principalmente hacia Europa, donde se desarrollaba la revolución agrícola. La fecha de inicio de la Era del Guano se fija comúnmente en 1845, año en el que Castilla comenzó su primer gobierno. El historiador Basadre denomina esta etapa como el de la Prosperidad Falaz, pues la bonanza fue efímera y terminó poco después de la guerra con España de 1865-1866.
La ascensión al poder del general Ramón Castilla como presidente constitucional el 20 de abril de 1845 significó el comienzo de una etapa de calma institucional. Aunque las luchas personales continuaron en las décadas siguientes, la habilidad política de Castilla logró que disminuyeran los brotes conspirativos y las guerras civiles. Contando con esta tranquilidad y con el respaldo de la bonanza financiera proveniente de la venta del guano, se dedicó a organizar el Estado Peruano. Ordenó la economía nacional con el régimen de los presupuestos, canceló la deuda externa, dio al Perú una posición internacional relevante en el continente, fomentó el progreso intelectual y material, inició el desarrollo de la Amazonía, fundó el servicio diplomático, reformó la administración pública, inició la reforma educativa abandonando los moldes coloniales, modernizó el ejército y creó una fuerza naval respetable. Como signo del progreso material alcanzado se construyó el ferrocarril de Lima al Callao, que fue inaugurado en 1851, siendo el primero en serlo en Sudamérica.
Castilla completó tranquilamente su período presidencial de 6 años, siendo el primer presidente del Perú en hacerlo. En las elecciones de 1851 se postularon tres candidatos que representaban a los tres grupos en que estaba dividida la sociedad peruana. Uno de ellos era el general José Rufino Echenique, apoyado por Castilla; el otro fue el general Manuel Ignacio de Vivanco, antiguo enemigo de Castilla; y el tercero era el agricultor y empresario Domingo Elías, la primera candidatura de un civil en la historia republicana peruana.

### Revolución liberal y guerra civil peruana de 1856-1858

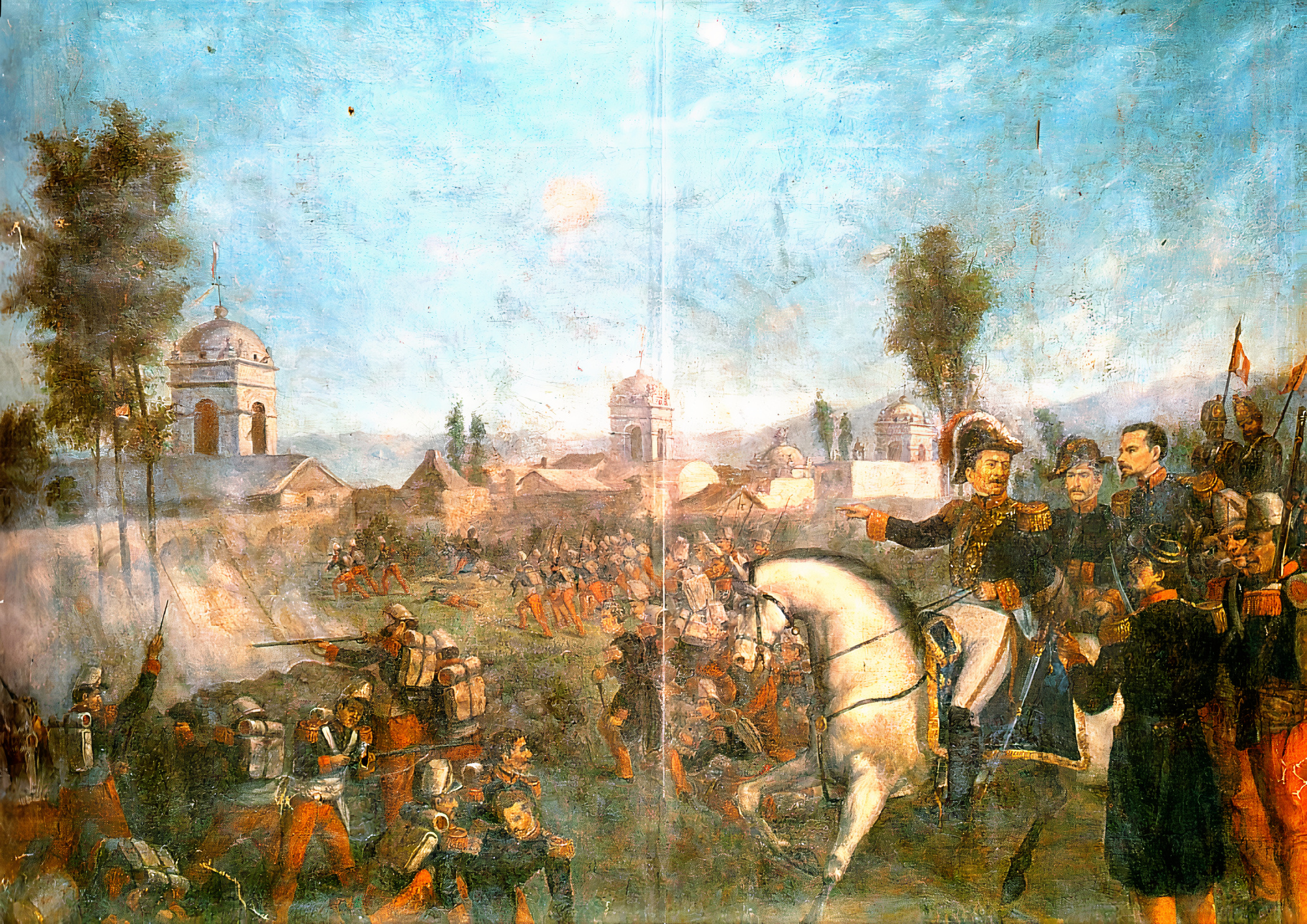
El asalto de Arequipa del 6 al 7 de marzo de 1858.

El triunfo correspondió a Echenique, quien asumió la presidencia el 20 de abril de 1851. La situación política del país era estable y había una idea de progreso material que estaba muy arraigada en la población. El gobierno de Echenique realizó muchas obras y supo rodearse de hombres muy capaces. Sin embargo, se vio envuelto en un escándalo de corrupción relacionado con la llamada Consolidación de la Deuda Interna, por el cual el Estado pagó la deuda que tenía con particulares desde los días de la independencia, pero desgraciadamente muchos se hicieron pasar por acreedores sin serlo. Estalló entonces una revolución liberal en 1854 encabezada por Castilla y apoyada por los liberales, quienes auspiciaron, en pleno conflicto, dos medidas importantísimas: la abolición de la esclavitud y del tributo indígena. Echenique fue derrotado en la batalla de La Palma, el 5 de enero de 1855, debiendo renunciar a la presidencia y abandonar el país.
Castilla asumió nuevamente el poder, como presidente provisorio. Convocó a una Convención Nacional (asamblea constituyente) cuyos representantes fueron elegidos por sufragio directo y universal, instalándose el 14 de julio de 1855. Esta Convención dio la Constitución Liberal de 1856. De este período provisorio hay que destacar también la ley de la libertad de prensa (25 de marzo de 1855) y la organización del Consejo de Ministros (1856). Apareció entonces la figura del Presidente del Consejo de Ministros del Perú.
Descontentos con el régimen liberal que se iba implantando, los conservadores se alzaron en Arequipa, en torno al caudillo Manuel Ignacio de Vivanco, viejo rival de Castilla. Estalló una sangrienta guerra civil, que culminó con el triunfo de Castilla tras la toma de Arequipa (7 de marzo de 1858).
No obstante, Castilla, pulsando el sentir ciudadano (que tradicionalmente era contrario al liberalismo anticlerical), se desligó de los políticos liberales que le habían apoyado e instauró un gobierno conservador. La Convención Nacional fue disuelta en noviembre de 1857. En 1858 se realizaron elecciones generales, en las cuales triunfó Castilla, asumiendo como presidente constitucional el 24 de octubre de ese año. En 1860 Castilla convocó a un Congreso Ordinario, el mismo que se arrogó la facultad de Constituyente y dio una nueva Constitución, que fue de tendencia moderada, es decir sin llegar a los extremismos conservadores o liberales; ésta ha sido la carta magna de más duración en la historia republicana peruana, pues estuvo vigente hasta 1920.
En su segunda presidencia constitucional, Castilla tuvo una intensa actividad política en el campo internacional. Se opuso enérgicamente a las intromisiones de las potencias europeas en América (Santo Domingo, México), convocando a la unidad americana. De otro lado, enfrentó una guerra victoriosa con el Ecuador (1858-1860). En el aspecto interno continuó el impulso dado al desarrollo de la Amazonía y al equipamiento de las fuerzas armadas, así como el fomento del progreso material con la adopción de los grandes adelantos técnicos como el telégrafo y el alumbrado a gas.

### Guerra contra España

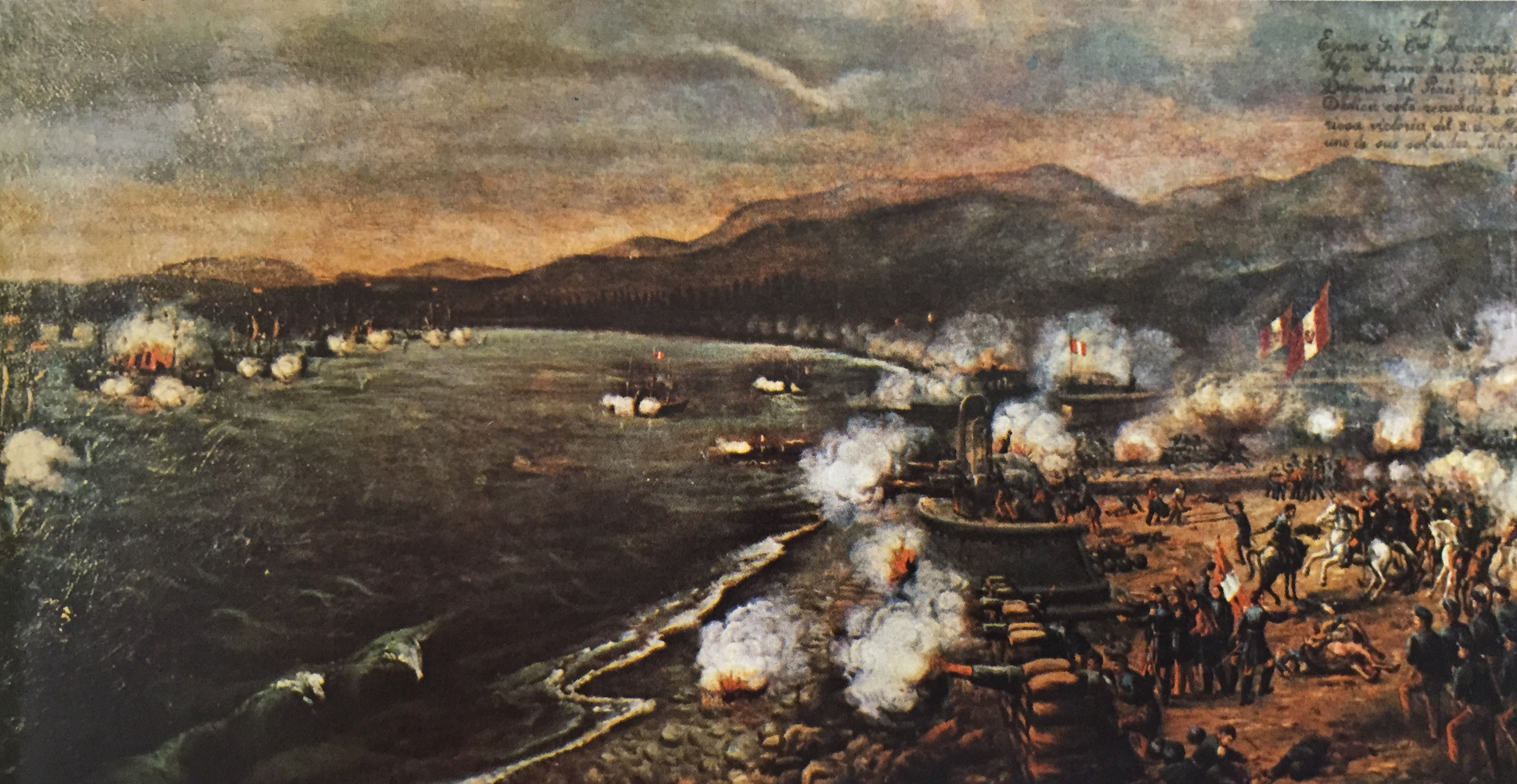
Combate del Callao del 2 de mayo de 1866.

En las elecciones de 1862 Castilla apoyó al general Miguel de San Román, quien ganó y asumió la presidencia el 24 de octubre de 1862, pero murió meses después, víctima de una enfermedad (3 de abril de 1863). Lo sucedió el primer vicepresidente, general Juan Antonio Pezet, quien debió enfrentar un conflicto con España motivado por la presencia hostil de la Escuadra Española del Pacífico en las costas sudamericanas. Arrogantemente, los españoles ocuparon las islas guaneras de Chincha, exigiendo al gobierno peruano reparaciones por supuestas ofensas y agresiones inferidas a súbditos españoles. Naturalmente, la población peruana reaccionó contra lo que se consideró un agravio a la dignidad nacional y una violación a la integridad territorial.
Pezet fue acusado de traidor a la patria por negociar con los españoles y firmar el humillante Tratado de Vivanco-Pareja, del 27 de enero de 1865, por el cual se indemnizaba a los españoles por los gastos hechos durante su campaña naval y se establecían las bases para el pago de la deuda de la independencia, pago este que se había acordado en la capitulación de Ayacucho de 1824. Una revolución liderada por el coronel Mariano Ignacio Prado tomó el poder y Pezet se embarcó hacia Europa. Prado se proclamó Dictador, declaró nulo el tratado Vivanco-Pareja, formó la Cuádruple Alianza con Chile, Ecuador y Bolivia y le declaró la guerra a España. Las defensas del Callao rechazaron con éxito la agresión de la escuadra española, en el combate del 2 de mayo de 1866. En 1871, por mediación de los Estados Unidos, se firmó un pacto de tregua y en 1879 quedó suscrito el definitivo tratado de paz en París. La deuda de la independencia no fue pagada.
Los gastos ocasionados por la guerra con España afectaron severamente a la economía del Perú. El llamado “boom guanero” empezaba ya a declinar.

## Crisis hacendaria (1867-1879)

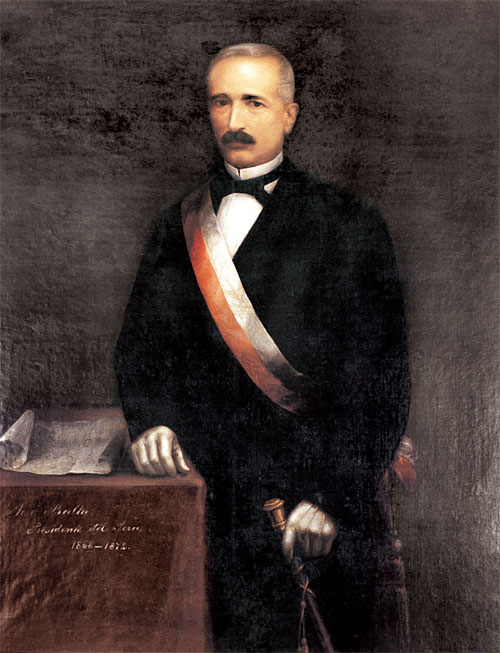
José Balta y Montero, presidente del Perú (1868-1872).

Tras la guerra contra España, el dictador Mariano Ignacio Prado fue nombrado presidente provisorio. Pese a las críticas, Prado se presentó como candidato a la presidencia sin abandonar el poder, obteniendo el triunfo. Convocó también a un Congreso Constituyente, que se encargó de dar una nueva Constitución: la Constitución Liberal de 1867. Pero una revolución acaudillada por el general Pedro Diez Canseco en Arequipa y por el coronel José Balta en Chiclayo, trajo abajo a su régimen y restituyó la Constitución de 1860, a principios de 1868. Diez Canseco ejerció un gobierno interino y convocó a elecciones. Se presentaron dos candidatos de líneas opuestas. Uno era el coronel José Balta, representante del antiguo militarismo; y el otro, el civil Manuel Toribio Ureta, representante del liberalismo. Balta resultó vencedor y asumió el poder el 6 de agosto de 1868.
El gobierno de Balta se inició con una lenta tarea de reorganización. El problema más acuciante era el económico, principalmente por los gastos generados por la guerra contra España. Balta nombró como ministro de Hacienda al entonces desconocido joven Nicolás de Piérola, quien logró un acuerdo con la Casa judía-francesa Dreyfus Hnos. de París para la explotación del guano, firmándose el llamado Contrato Dreyfus (5 de julio de 1869). El gobierno peruano vendía a la Casa Dreyfus dos millones de toneladas de guano, valorados en 73 millones de soles; por su parte, la Casa Dreyfus adelantaba al Estado dos millones de soles, y se comprometía a pagar a razón de 700 mil soles cada mes y a cubrir los intereses de la deuda externa peruana. Posteriormente se hicieron algunas ampliaciones. En teoría este contrato era muy conveniente para el Estado Peruano y ponía fin a los abusos de los consignatarios peruanos, hasta entonces intermediarios en el negocio guanero. Estos demandaron ante la justicia al Estado por daños y perjuicios, pero el contrato terminó por ser aprobado por el Congreso y el gobierno siguió adelante en su ejecución.
Contando con la garantía del guano, el gobierno peruano celebró grandes empréstitos con la misma Casa Dreyfus, con los que inició un ambicioso programa de obras públicas, principalmente la construcción de ferrocarriles, siendo los más notables los de penetración de la costa a la sierra. El gobierno actuó irresponsablemente y se endeudó crecidamente, confiado en las rentas del guano, que no serían duraderas.
Un año antes del término legal de su mandato, Balta convocó a elecciones en medio de una gran crisis económica. Varios candidatos se presentaron, pero entre todos destacó la figura de Manuel Pardo y Lavalle, líder del recién fundado Partido Civil, el primer partido propiamente dicho fundado en el Perú como respuesta al predominio militar en la política peruana y que agrupaba a profesionales liberales, comerciantes, empresarios, hacendados, que conformaban la naciente burguesía nacional. Pardo triunfó, pero faltando pocos días para que asumiera el poder, Balta fue derrocado y apresado por los coroneles Gutiérrez (que eran cuatro hermanos), originando así un golpe de Estado conocido como la rebelión de los coroneles Gutiérrez. Estos fueron incitados a realizar tal acción pues temían perder sus privilegios castrenses con la ascensión al poder del civilismo. El mayor de dichos hermanos, Tomás Gutiérrez, se autoproclamó Jefe Supremo; unos días después Balta era asesinado en la prisión (26 de julio de 1872), lo que provocó una violenta reacción de la ciudadanía, que asesinó en las calles a tres de los Gutiérrez (entre ellos Tomás) y restituyó la constitucionalidad.

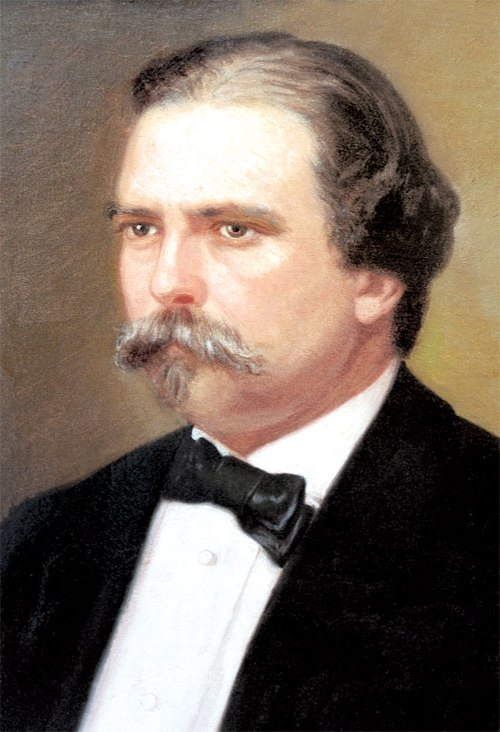
Manuel Pardo y Lavalle, primer presidente civil del Perú (1872-1876).

Manuel Pardo, que había huido a Pisco, retornó a Lima y tomó el mando de la nación el 2 de agosto de 1872. Pese a las medidas que tomó para contrarrestar la grave crisis económica (entre ellas la nacionalización de la riqueza salitrera), no tuvo éxito. El contrato Dreyfus ya no rendía pues la Casa Dreyfus se negó a dar más adelantos con garantía del guano, arguyendo que el Estado peruano le debía.
Durante el gobierno de Pardo se firmó el Tratado de Alianza Defensiva entre Perú y Bolivia, el 6 de febrero de 1873, que luego sería usado como pretexto por Chile para desatar la guerra del Pacífico.
En 1876 la transmisión del mando se produjo sin incidentes. Los principales candidatos eran el expresidente Mariano Ignacio Prado y el contralmirante Lizardo Montero. El triunfador fue Prado.
Durante su gobierno, Prado enfrentó el problema de la cuantiosa deuda externa y la galopante crisis económica y hacendaria. Tratando de paliar la situación, Prado declaró disuelto el Contrato Dreyfus y firmó un nuevo contrato para la venta del guano con la firma inglesa Raphael e Hijos, el llamado Contrato Raphael, pero no tuvo éxito. El precio del guano iba por entonces cayendo en el mercado internacional y ya no constituía un negocio rentable. La crisis se agudizó. El Estado peruano se declaró en bancarrota y anunció la moratoria de su deuda externa.
Para colmo, Prado tuvo que enfrentar la oposición de Nicolás de Piérola, que acaudilló dos revoluciones, que si bien fueron sofocadas, causaron un gasto a la ya exhausta caja fiscal. Suceso luctuoso de este período fue el asesinato de Manuel Pardo, entonces presidente del Senado, el 16 de septiembre de 1878. Al año siguiente estalló la guerra con Chile, pese a los intentos de Prado de evitarla diplomáticamente. Chile, con su característica perfidia, esperó el momento adecuado para atacar al Perú, es decir cuando este se hallaba en plena bancarrota y prácticamente desarmado.

## Guerra del Pacífico (1879-1883)
La guerra desencadenada por Chile contra el Perú y Bolivia en 1879 fue denominada la "Guerra del Pacífico" por el historiador chileno Benjamín Vicuña Mackenna y así se ha impuesto en la historiografía actual, pero se trata de una denominación equívoca, pues no fue una guerra absolutamente marítima, sino que la mayor parte de las acciones militares se desarrollaron en escenario terrestre, y se definió en el mismo. La más apropiada es la denominación que le dio el historiador peruano Mariano Felipe Paz Soldán, en una de sus obras: la Guerra de Chile contra el Perú y Bolivia. Otro historiador, el venezolano Jacinto López, la definió también de manera acertada: la Guerra del guano y del salitre.
Efectivamente, está fuera de duda de que la causa principal de la guerra fue el expansionismo chileno: Chile ambicionaba los yacimientos peruanos y bolivianos de salitre, y adicionalmente, los de guano, que por entonces alcanzaban precios ingentes en el mercado mundial. Pero no se habría lanzado a una aventura como esa si no hubiera sido movido, armado, preparado y animado por las potencias europeas, principalmente Inglaterra. Las razones por las que las potencias europeas se pusieron contra el Perú fueron las siguientes:
- La política salitrera peruana, contraria al liberalismo propiciado por Inglaterra y otras potencias.
- Las maniobras antiperuanas de los acreedores del Perú, principalmente Dreyfus.
- La interrupción de los servicios de la deuda externa peruana.[4]

En cuanto al pretexto esgrimido por Chile, fue el famoso impuesto de 10 centavos por quintal de salitre exportado, que Bolivia impuso a la Compañía de Salitres y Ferrocarril de Antofagasta, empresa con capitales chilenos asentada en el litoral boliviano. A decir de Chile, este impuesto violaba el Tratado boliviano-chileno de 1874, que prohibía elevar los impuestos durante 25 años a los ciudadanos chilenos. Bolivia argumentó que la compañía no era «ciudadano chileno» sino una sociedad mercantil constituida de acuerdo a las leyes de Bolivia, y sujeta, por lo tanto, al ius imperium de ésta. Ante la negativa de la Compañía a pagar el impuesto, el gobierno boliviano reivindicó las salitreras y anunció el remate de las propiedades y material de la compañía (1 de febrero de 1878). El gobierno de Chile inició entonces las hostilidades, enviando a su flota a Antofagasta, donde desembarcaron sus tropas. Todo el litoral boliviano fue ocupado por los chilenos. El Perú envió una misión diplomática para mediar en el conflicto, la misma que estuvo encabezada por José Antonio de Lavalle y que fue vejada por una turba desaforada al arribar a Valparaíso. El gobierno chileno no aceptó la mediación peruana y adujo que acababa de descubrir la existencia del Tratado de Alianza Defensiva entre Perú y Bolivia de 1873, lo cual era falso, pues si bien dicho pacto fue firmado con carácter de secreto, lo cierto es que la cancillería chilena estuvo desde un principio al corriente del mismo. La versión chilena sostiene que el Tratado peruano-boliviano de 1873, si bien era defensivo en la forma, era ofensivo en el fondo, por lo que considera la mediación de Perú como una forma de ganar tiempo, mientras se realizaban preparativos de guerra. Sin embargo, la cruda realidad era que el Perú no tenía ningún interés en ir a la guerra, ya que se hallaba sumido en una total bancarrota y era consciente de su inferioridad bélica; por ello el presidente Prado agotó todos los recursos para solucionar el conflicto por la vía diplomática, pero fracasó ante la intransigencia chilena. Chile exigió al Perú que se mantuviera neutral en el conflicto, a lo cual el Perú se negó pues el Tratado de 1873 lo obligaba a ayudar a Bolivia. Acto seguido, Chile declaró la guerra al Perú el 5 de abril de 1879; ya Bolivia lo había hecho a Chile, el 14 de marzo.
A partir de este momento dio comienzo la guerra, en la cual se pueden distinguir cinco fases.

### La campaña marítima

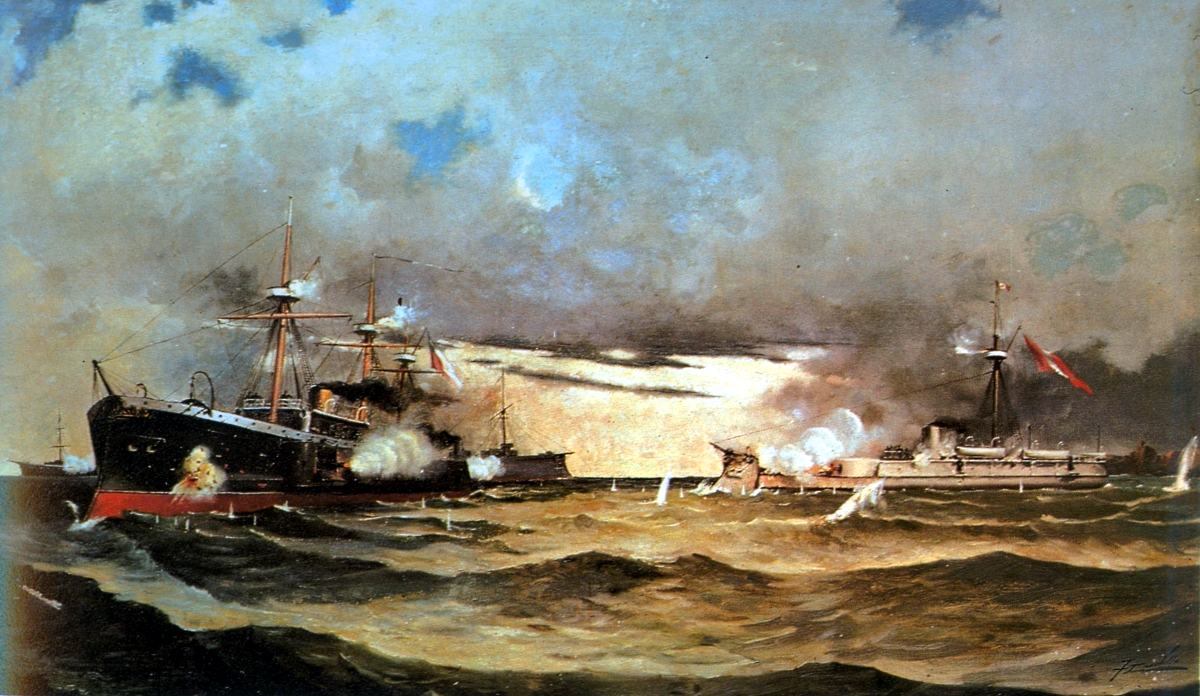
Combate naval de Angamos, óleo de Teófilo Castillo Guas.

La campaña marítima se desarrolló de abril a octubre de 1879, entre la escuadra chilena y la peruana, pues Bolivia carecía de marina. La superioridad de Chile era abrumadora y se cimentaba en sus dos buques blindados, el Blanco Encalada y el Cochrane. Mientras que los buques principales de Perú eran la fragata Independencia y el monitor Huáscar, adquiridos en la década de 1860 e inferiores en poderío frente a cualquiera de los blindados rivales. La flota de Chile empezó bloqueando el puerto peruano de Iquique; a mediados de mayo de 1879 partió rumbo al Callao para enfrentar a los buques peruanos, dejando en el bloqueo de Iquique a la corbeta Esmeralda y a la goleta Covadonga. Pero la flota peruana se adelantó y el 21 de mayo de 1879 arribó a Iquique con el objetivo de levantar el bloqueo. Se trabó el combate naval de Iquique. El Huáscar, al mando de Miguel Grau, hundió a la Esmeralda y puso en fuga a la Covadonga, que fue perseguida por la Independencia, la cual encalló y se hundió en Punta Gruesa. Si bien ambas flotas perdieron una de sus naves, la peor parte la llevó el Perú, que perdió a su principal buque de guerra. En los meses que siguieron, los buques peruanos desarrollaron una política de hostigamiento en los puertos de Chile. El Huáscar, siempre al mando de Grau, practicó numerosas incursiones que resultaron muy perjudiciales para Chile, siendo la más sonada la captura del vapor Rímac, a bordo del cual iba un regimiento chileno completo, los carabineros de Yungay. Finalmente, la flota chilena pasó a la ofensiva y acorraló al Huáscar frente a Angamos, librándose un combate desigual, el 8 de octubre de 1879. Allí murió Grau, convirtiéndose desde entonces en el mayor héroe del Perú. Al margen de su heroísmo, se debe destacar en el jefe peruano la nota de humanidad y su respeto a las leyes de la guerra que imprimió en todos sus actos durante el desarrollo del conflicto, lo que le valió el apelativo de «El caballero de los mares».
Libres de peligro en el mar, los chilenos iniciaron la campaña terrestre.

### La campaña de Tarapacá

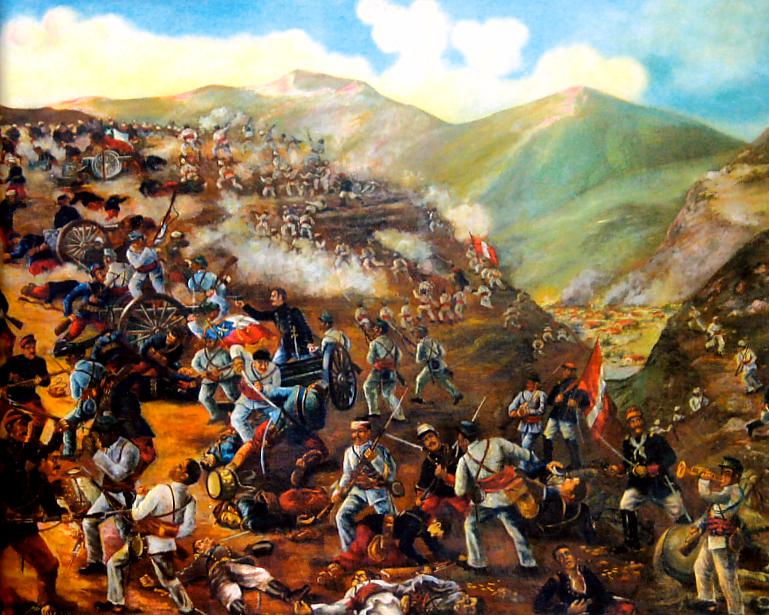
Óleo de Aguirre Jaramillo que representa a la batalla de Tarapacá, del 27 de noviembre de 1879.

La campaña de Tarapacá, primera fase de la campaña terrestre, se desarrolló en el mes de noviembre de 1879. Chile invadió la provincia peruana de Tarapacá, de importante valor económico debido a sus yacimientos de guano y salitre. Esta campaña comenzó el 2 de noviembre con el desembarco chileno en Pisagua, puerto que fue defendido por mil soldados aliados peruanos y bolivianos al mando de Isaac Recavarren, los que, naturalmente, no pudieron contener el masivo desembarco de diez mil chilenos. El ejército aliado acantonado en Tarapacá estaba al mando del general Juan Buendía y sumaba diez mil hombres (6000 peruanos y 4000 bolivianos). Se esperaba la llegada del presidente boliviano Hilarión Daza y su ejército de 3000 efectivos que se hallaban en Tacna, para poder realizar una maniobra conjunta contra los invasores. Pero desde el primer momento hubo descoordinación entre las fuerzas aliadas. Daza pasó a Arica y continuó hacia el sur, pero al llegar a la quebrada de Camarones retrocedió «abrumado» por el desierto. Mientras que en Tarapacá, Buendía, que ignoraba la deserción de Daza, avanzaba para recuperar Pisagua. Los chilenos, por su parte, se fortificaban en el cerro San Francisco. En la tarde del 19 de noviembre, avanzadas del ejército peruano, sin que mediara orden del comando, trabaron escaramuzas con el enemigo, hasta que la lucha se extendió. Se libró así la batalla de San Francisco, conocido por la historiografía chilena como batalla de Dolores. Héroe de la jornada fue el coronel cuzqueño Ladislao Espinar, que al frente de sus batallones trepó el cerro San Francisco para capturar la artillería enemiga. Con gran esfuerzo los chilenos rechazaron la embestida y se hicieron finalmente del triunfo. Las tropas peruanas retrocedieron, pero días después, el 27 de noviembre, tuvieron aun fuerzas para ganar la batalla de Tarapacá, donde destacaron Belisario Suárez y Andrés Avelino Cáceres. Sin embargo, este triunfo no cambió el curso de la guerra y las fuerzas aliadas continuaron su retirada hacia Tacna, cruzando el abrasador desierto. En enero de 1880, toda la provincia de Tarapacá pertenecía ya a Chile, y la exportación del salitre comenzó a dar réditos a su gobierno.

### La campaña de Tacna y Arica

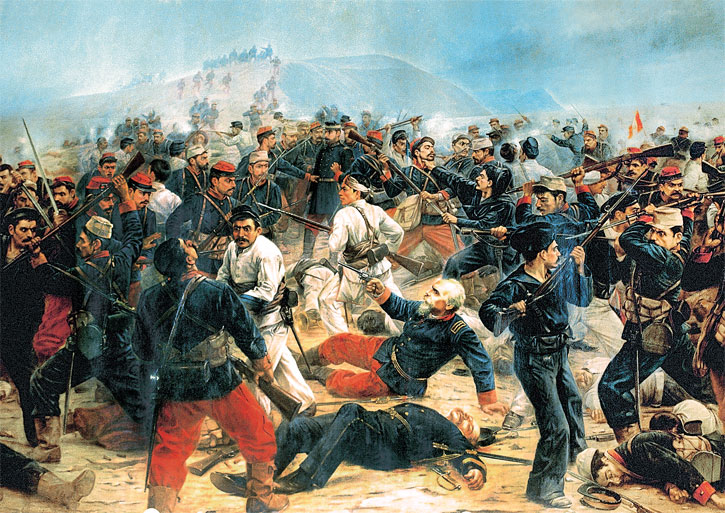
Batalla de Arica, óleo de Juan Lepiani.

Esta campaña fue iniciada en mayo de 1880 por Chile, temeroso de que el ejército aliado intentara recuperar desde el norte la provincia de Tarapacá. Por entonces habían ocurrido cambios políticos en los países aliados. En el Perú asumió al poder Nicolás de Piérola el 21 de diciembre de 1879, luego de que el presidente Prado saliera del país para agilizar la compra de armamentos. En Bolivia, Daza fue derrocado por el coronel Eliodoro Camacho y luego tomó el poder de manera provisoria el general Narciso Campero. En el teatro de operaciones, los aliados contaban con 6000 peruanos a órdenes de Lizardo Montero, y 4,000 bolivianos al mando de Eliodoro Camacho. Por su parte, las tropas chilenas de 15 000 efectivos bajo el mando del general Manuel Baquedano desembarcaron entre Ilo y Pacocha y avanzaron hacia Tacna. Narciso Campero tomó el mando de las tropas aliadas y se posesionó para esperar al enemigo en la meseta del Intiorko, que desde entonces se llamó el Alto de la Alianza, situado a seis millas al norte de la ciudad de Tacna. El encuentro se produjo el 26 de mayo de 1880 y se conoce como la batalla del Alto de la Alianza o batalla de Tacna. La resistencia de los aliados fue tenaz y en algún momento se presagió su victoria. Ante ello, los chilenos debieron emplear hasta sus cuadros de reserva para poder conseguir el triunfo, luego de cuatro horas de sangrienta lucha. Tacna fue ocupada por las fuerzas chilenas, la alianza peruano-boliviana se rompió y Bolivia abandonó la guerra.
El último episodio de esta campaña fue el sitio de Arica, defendido por el anciano coronel Francisco Bolognesi al mando de 2000 hombres, quienes se negaron a rendirse. La batalla de Arica, librada el 7 de junio de 1880, constituyó otro acto de la heroica y esforzada resistencia peruana. Bolognesi, muerto en el campo de batalla, se alzó como un nuevo héroe a la par de Grau.

### La campaña de Lima

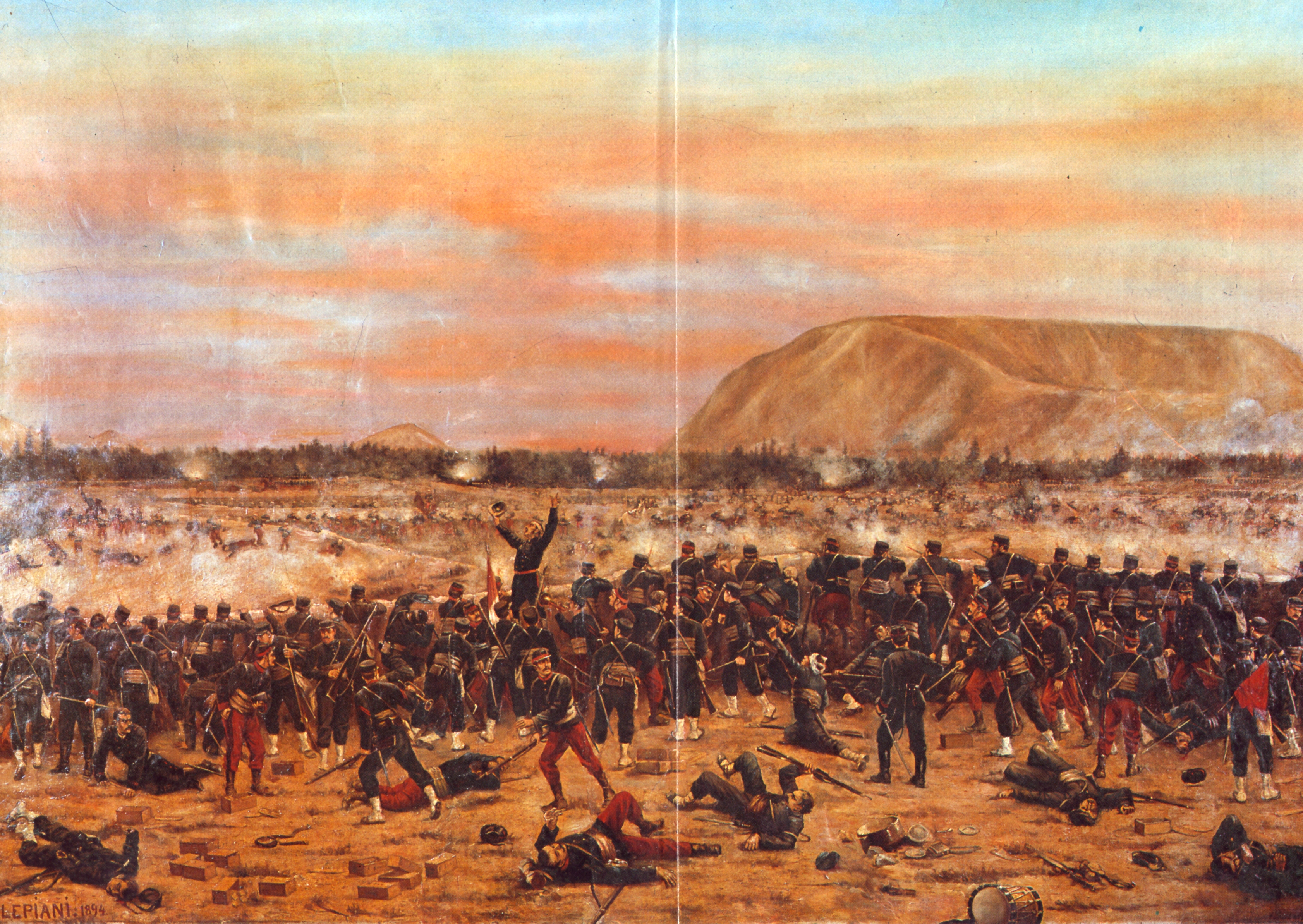
La defensa de los peruanos en uno de los reductos de Miraflores. Óleo del pintor peruano Juan Lepiani.

Esta campaña fue organizada por el gobierno chileno tras el fracaso de las negociaciones de paz realizadas bajo mediación de los Estados Unidos, en las que el Perú se negó a firmar la paz con cesión territorial. Previamente al inicio de la campaña de Lima, los chilenos enviaron una expedición de rapiña a lo largo de la costa norte peruana, al mando del capitán Patricio Lynch. Piérola organizó la defensa de Lima, tendiendo dos líneas defensivas. La primera línea partía del Morro Solar, en Chorrillos y pasaba por la hacienda Villa y los llanos de San Juan, hasta llegar a Monte Rico Chico. La segunda línea partía de la quebrada de Armendáriz, pasaba por las afueras de la villa de Miraflores y terminaba en Monte Rico Grande. Si bien los peruanos contaban con 20 000 hombres, estos en su mayor parte estaban mal preparados y peor equipados. Por su parte, los chilenos, bajo el mando del general Baquedano, desembarcaron en Pisco y Chilca; luego acamparon en Lurín, al sur de la capital peruana. Sumaban en total 25 000 soldados. Avanzaron hacia Lima y se enfrentaron a la primera línea defensiva peruana, librándose la batalla de San Juan y Chorrillos, el 13 de enero de 1881. Baquedano debió usar todas sus reservas para doblegar la tenaz resistencia peruana, especialmente en el Morro Solar. La villa de Chorrillos fue saqueada e incendiada. La última batalla de la defensa de Lima se dio en la línea de Miraflores, defendida mayormente por civiles, quienes se batieron con valor y denuedo en los llamados «reductos» (15 de enero de 1881). Consumada la derrota peruana, Piérola se retiró a la sierra central, quedando en Lima como única autoridad peruana el alcalde Rufino Torrico, que entregó de manera pacífica la ciudad a los invasores, el 17 de enero de 1881. Los chilenos nombraron a su vez como gobernador a Patricio Lynch. Posteriormente, se formó en La Magdalena (suburbio de Lima) un nuevo gobierno peruano, encabezado por el doctor Francisco García Calderón, que se instaló el 12 de marzo de 1881. Este presidente resistió las presiones de los chilenos para firmar una paz con cesión territorial, por lo que fue apresado y enviado a Chile. Por su parte, Piérola renunció también al mando supremo y marchó al extranjero.

### La campaña de la Breña

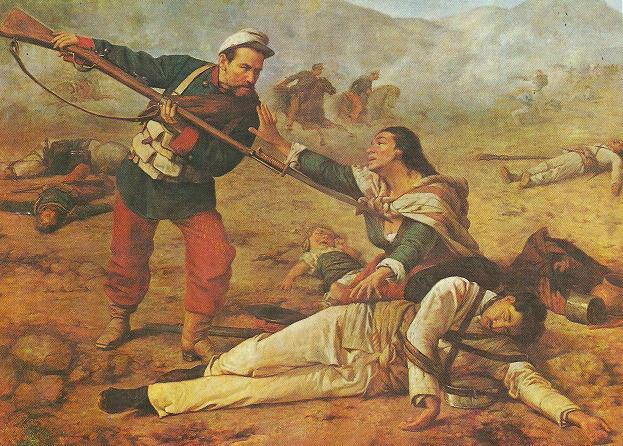
Consecuencias de la batalla de Huamachuco. Óleo de Ramón Muñiz.

Se conoce con el nombre de Campaña de la Breña a la resistencia peruana en la sierra central y norte, dirigida por el general Andrés Avelino Cáceres entre 1881 y 1883. Cáceres estableció como su centro de poder el valle del Mantaro y a Ayacucho como su reserva. En su momento máximo tuvo más de 3000 hombres a su mando, denominado el Ejército del Centro, comandado por el coronel Francisco de Paula Secada. Era, efectivamente, un ejército orgánico, compuesto, en parte, de veteranos; junto a él actuaban también guerrilleros, pero solo como tropas de choque. Pero para los chilenos todas estas fuerzas en conjunto eran solo guerrillas o montoneras, y como tales, fuera de las formalidades de la guerra. Contra estos «montoneros», el mando chileno envió una primera expedición contra Cáceres, comandada teniente coronel Ambrosio Letelier, que avanzó hasta Huancayo, pero tuvo que retroceder ante el acoso de los breñeros; en el trayecto de retorno una de las compañías chilenas fue derrotada en el combate de Sangrar (26 de junio de 1881). Una segunda expedición chilena, bajo el mando del coronel Estanislao del Canto, tampoco tuvo éxito. Cáceres salió airoso en el Primer Combate de Pucará (5 de febrero de 1882) y posteriormente obtuvo un triple triunfo: Segundo combate de Pucará, Marcavalle y Concepción, entre el 9 y 10 de julio del mismo año. Los chilenos huyeron en apresurada retirada hacia Lima. Todo el departamento de Junín quedó libre de invasores. También en el norte del Perú, los pobladores de Cajamarca se levantaron contra los abusos de los chilenos a los que derrotaron en la sangrienta batalla de San Pablo, el 13 de julio de 1882. Por entonces, los chilenos presionaban al presidente peruano Francisco García Calderón (entonces confinado en Chile) a que firmara la paz con cesión territorial. Las mismas presiones sufría el contralmirante Lizardo Montero, el vicepresidente establecido en Arequipa. Ambos mandatarios rechazaron tales exigencias, pero sucedió entonces el llamado Grito de Montán, el 31 de agosto de 1882, proclamado por el general peruano Miguel Iglesias, jefe de las tropas del norte, quien consideraba necesario firmar ya la paz, incluso con cesión territorial, antes que los chilenos continuaran destruyendo lo poco valioso que quedaba en el Perú. Cáceres rechazó tal planteamiento y anunció su voluntad de continuar la lucha. Los chilenos organizaron una tercera expedición contra los breñeros, mucho más poderosa. Cáceres entonces, junto al Ejército del Centro y a su Comandante en Jefe, Coronel Francisco de Paula Secada, deciden movilizarse hacia el norte para reforzar su posición y además para debilitar a Iglesias. Atravesaron el Callejón de Huaylas, cruzaron la Cordillera Blanca y llegaron hasta Huamachuco, donde trabaron con la división chilena del coronel Alejandro Gorostiaga la batalla de Huamachuco (10 de julio de 1883). Los peruanos estuvieron a punto de ganar la batalla pero el agotamiento de sus municiones y la falta de bayonetas permitieron voltear el resultado a favor de los chilenos. Pero Cáceres y el Ejército del Centro no se dieron por vencidos y pasaron Ayacucho, con la intención de organizar nuevamente la resistencia. Una cuarta expedición, al mando de Martiniano Urriola, se internó en la sierra en busca de Cáceres, pero este logró evadirla. Pero por entonces Miguel Iglesias, proclamado presidente provisorio del Perú por una asamblea legislativa de los departamentos del norte, firmaba en Ancón la paz con Chile, por lo que las tropas chilenas recibieron la orden de abandonar la sierra central y replegarse a Lima.

### Tratado de Ancón
El Tratado de Ancón, firmado el 20 de octubre de 1883, reconoció la derrota peruana y dio por terminada la guerra con Chile. El Perú cedió a Chile perpetua e incondicionalmente la provincia de Tarapacá, y las provincias de Tacna y Arica quedaron sujetas a la legislación chilena por un período de diez años más, tras el cual se debía realizar un plebiscito para decidir su destino final. Por otra parte, en 1884, se firmó un Pacto de Tregua entre Chile y Bolivia, en el que se estipuló una paz no definitiva.

## Reconstrucción nacional (1884-1895)

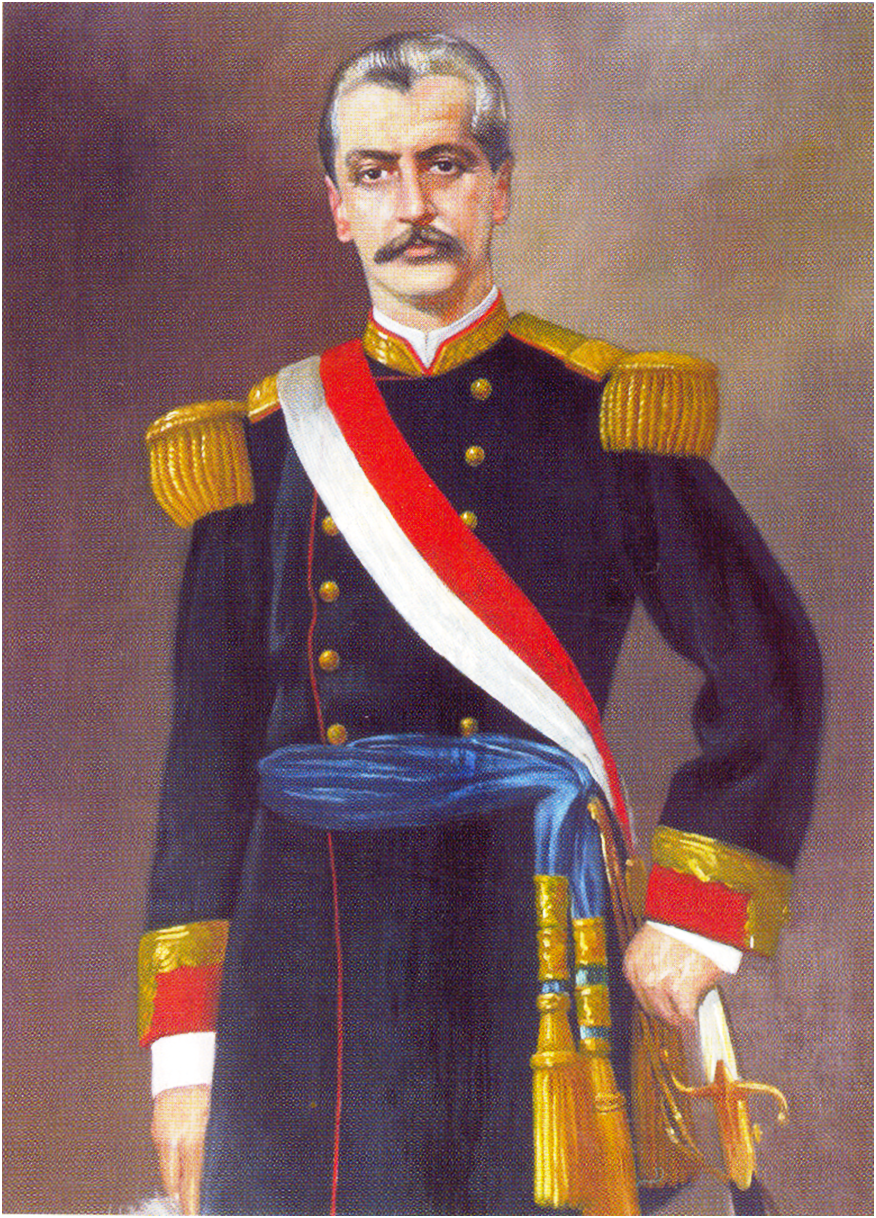
Miguel Iglesias, presidente provisional del Perú (1882-1885).

Tras la guerra del Pacífico, se inició un período de "Reconstrucción Nacional", es decir, de resurgimiento económico, político y social. Aunque fue este un período de relativa calma, en realidad el país no conoció la reactivación económica ni la paz política sino hasta 1895.
Esta etapa es también conocida como la del Segundo Militarismo, pues los caudillos militares volvieron al ruedo político, pero ya no como héroes triunfadores, sino como vencidos. No obstante, eran los únicos que poseían la fuerza suficiente para ejercer el poder ante la desastrosa situación en que quedó el sector civil luego de la derrota ante Chile.
El país quedó dividido en dos bandos: los "hombres de Montán" seguían al general Miguel Iglesias, y "los de kepí rojo" al general Andrés Avelino Cáceres, héroe de la resistencia. Iglesias había sido proclamado presidente regenerador en 1882 y, luego de la firma del tratado de Ancón, una Asamblea Constituyente lo confirmó en el cargo. Con los pocos recursos existentes, Iglesias intentó sacar al país adelante, pero sufrió la tenaz oposición de Cáceres.

### Gobierno provisional de Andrés Avelino Cáceres
Pese a que el país recién había salido de una guerra desastrosa se desató la guerra civil. En 1884 Cáceres logró “huaripampear” o poner fuera de juego al ejército principal de Iglesias en la sierra central, en una brillante estrategia militar, luego de lo cual atacó Lima, donde puso sitio al Palacio de Gobierno, en noviembre de 1885. Iglesias, derrotado, renunció a la presidencia.

### Gobierno provisional de Antonio Arenas
El poder quedó provisoriamente en manos del Consejo de Ministros presidido por Antonio Arenas. Este convocó a elecciones en las que ganó abrumadoramente Cáceres.

### Primer gobierno de Andrés Avelino Cáceres

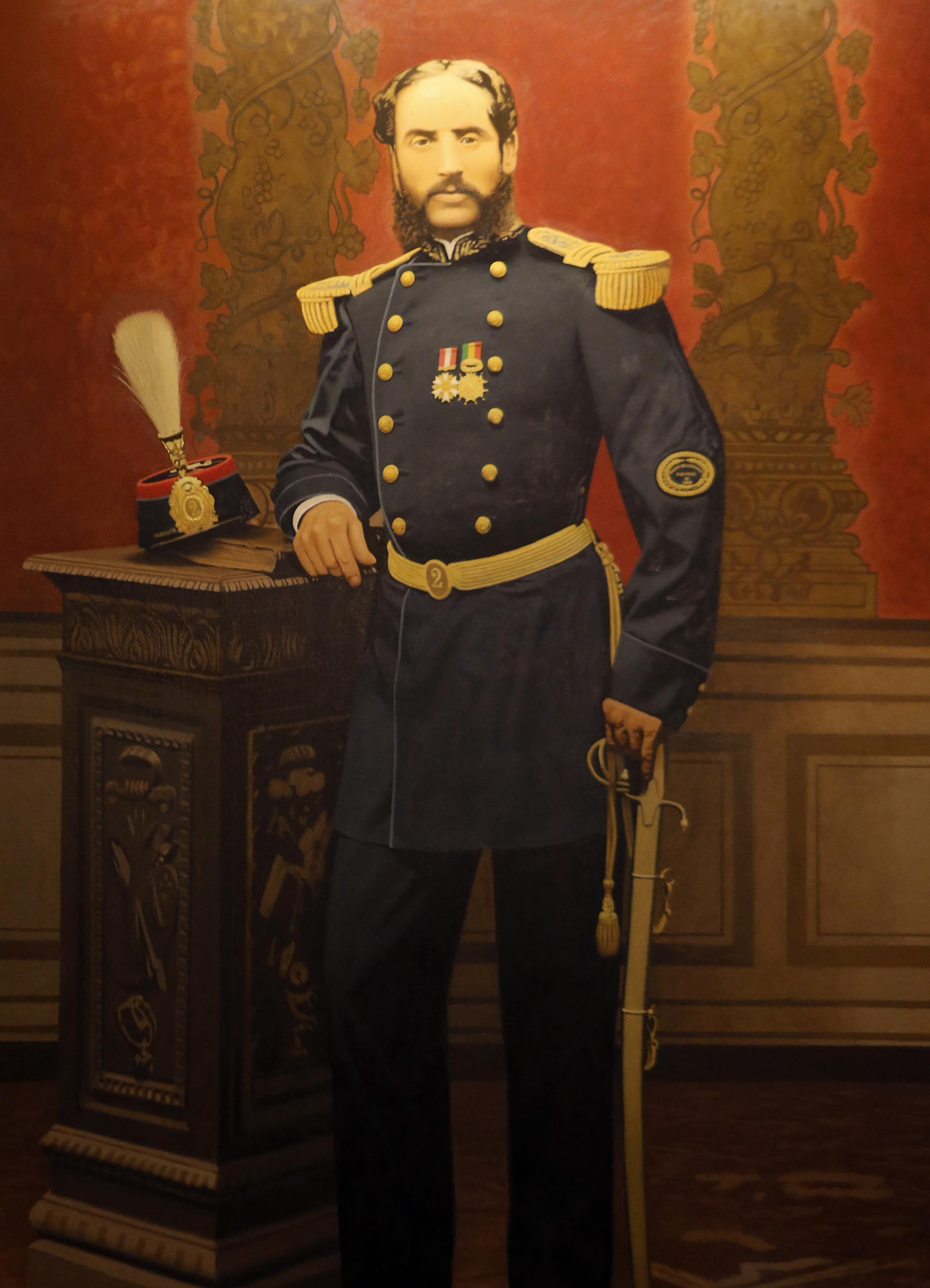
Retrato del mariscal Andrés Avelino Cáceres, dos veces presidente del Perú (1886-1890 y 1894-1895).

Cáceres gobernó de 1886 a 1890, período que sería su primer gobierno constitucional. Tuvo que afrontar la reconstrucción del país, especialmente en el campo económico. Puso fuera de curso el billete fiscal o papel moneda, muy devaluado para entonces; creó impuestos nuevos; intentó la descentralización tributaria; y para solucionar el problema de la enorme deuda externa firmó el Contrato Grace por el cual entregó los ferrocarriles a los acreedores. Su gobierno fue autoritario y tuvo que enfrentar una tenaz oposición desde la prensa y el parlamento.

### Gobierno de Remigio Morales Bermúdez
Finalizando el período de Cáceres, se convocaron a elecciones en 1890, en las que triunfó el coronel Remigio Morales Bermúdez, que pertenecía al mismo partido de Cáceres (el Partido Constitucional o cacerista), y por lo tanto, significó el continuismo político. Morales Bermúdez llevó a cabo un discreto gobierno y debió enfrentar la negativa de Chile a convocar el plebiscito que debía decidir el destino final de las provincias de Tacna y Arica, tras haber finalizado en 1894 el plazo de 10 años estipulado en el Tratado de Ancón de 1883. Chile fue prorrogando la realización de dicho plebiscito indefinidamente; finalmente nunca se realizó.

### Gobierno provisional de Justiniano Borgoño
Víctima de una enfermedad, Morales Bermúdez murió el 1 de abril de 1894, antes de concluir su mandato. Lo sucedió el segundo vicepresidente Justiniano Borgoño, en desmedro del primer vicepresidente Pedro Alejandrino del Solar, que fue marginado por oponerse al cacerismo. Borgoño allanó el camino para la vuelta al poder del general Cáceres y convocó a unas elecciones que fueron muy cuestionadas. Con el apoyo del gobierno, Cáceres triunfó en dichos comicios.

### Segundo gobierno de Andrés Avelino Cáceres

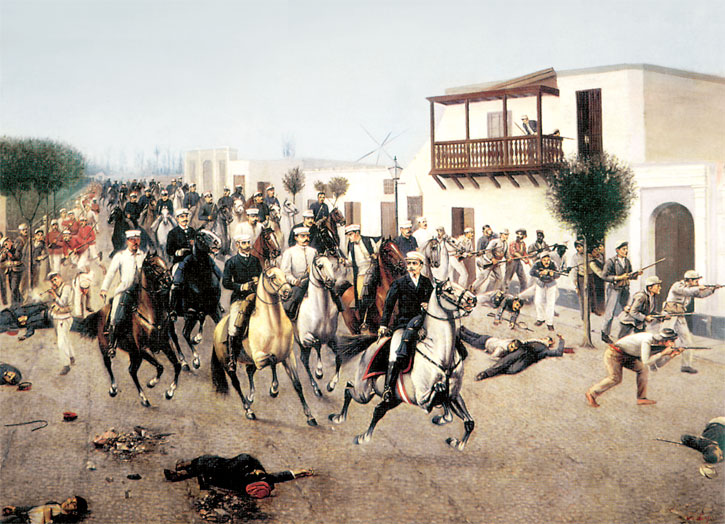
Nicolás de Piérola y sus montoneros entran a Lima por la Puerta de Cocharcas (17 de marzo de 1895).

Por segunda vez Cáceres asumió la presidencia, el 10 de agosto de 1894. Pero carecía de legitimidad y popularidad, por lo que era inevitable que surgiera la guerra civil. El anticacerismo formó la Coalición Nacional, integrada por los demócratas y civilistas, que eligieron como líder a Nicolás de Piérola (jefe de los demócratas), entonces desterrado en Chile. En todo el Perú surgieron partidas de montoneros que se sumaron a la causa de la Coalición. Piérola retornó al Perú, desembarcó en Puerto Caballas (costa de Ica) y pasó a Chincha donde dio un Manifiesto a la Nación, tomando el título de Delegado Nacional, y poniéndose de inmediato en campaña sobre Lima, al frente de los montoneros. Estos atacaron la capital del 17 al 19 de marzo de 1895, desatando una lucha muy sangrienta. Al verse desprovisto del apoyo del pueblo, volcado masivamente hacia los coaligados, Cáceres renunció y partió al exilio.

### Gobierno provisional de Manuel Candamo
Se instaló una Junta de Gobierno tras el triunfo en Lima de las montoneras de Piérola y la partida de Cáceres al exilio, Manuel Candamo fue elegido presidente de una Junta de Gobierno, a la que no pertenecía, encargándosele del ministerio de Relaciones Exteriores; en ese cargo estuvo seis meses, del 20 de marzo al 8 de septiembre de 1895, cuando entregó el mando a Piérola, triunfador de las elecciones.
Presidió nuevamente la Cámara de Comercio (1896-1903) y participó en la creación de la Sociedad Anónima Recaudadora de Impuestos.

## República aristocrática (1895-1919)

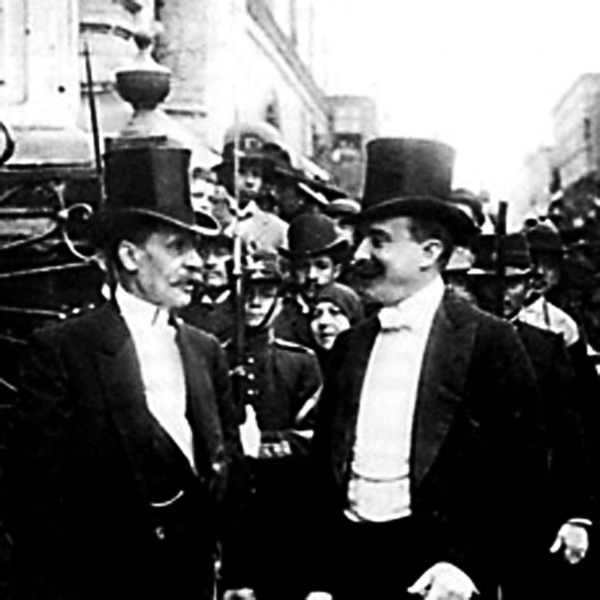
Manuel Candamo y José Pardo y Barreda, dos de los principales miembros de Los veinticuatro amigos, grupo oligárquico que gobernó al Perú durante la república aristocrática.

Con el advenimiento al poder de Nicolás de Piérola en 1895, se dieron las condiciones para la formación de la República Oligárquica, llamada también República Aristocrática, término este acuñado por Basadre. Se extiende desde el 8 de septiembre de 1895 hasta el 4 de julio de 1919, período en el que se sucedieron una serie de gobiernos elegidos democráticamente, con excepción del período de 1914-1915. Fue entonces cuando se materializó una política pluto - oligárquica, con unas clases alta y media que vivían acomodadamente y un pueblo llano con diversas carencias. Se acentuó la dependencia económica hacia el capitalismo inglés y el estadounidense y se desarrolló de nuevas actividades económicas: agroexportación (azúcar y algodón), extracción cauchera y la extracción petrolera. Sin embargo, el país no se industrializó debido a que se formó una perspectiva de desarrollo puramente economicista mediante un estado rentista y primario exportador el cual incremento la discriminación y la explotación hacia los pueblos indígenas mediante Correríos, Yanaconajes y Enganches. El malestar de las clases populares se manifestó en el surgimiento del movimiento obrero anarcosindicalista y el estallido de huelgas.

### Segundo gobierno de Nicolás de Piérola

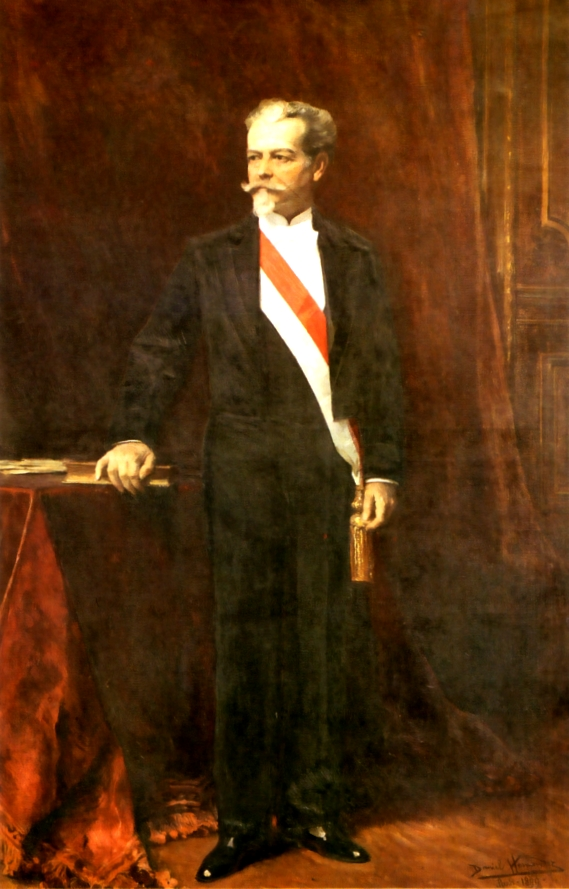
Nicolás de Piérola, presidente constitucional del Perú de 1895 a 1899. Años atrás, durante la guerra del Pacífico, había sido dictador (1879-1881).

Las principales fuerzas políticas eran el Partido Demócrata o pierolista y Partido Civil o civilista, que se habían aliado en la coyuntura de 1894-1895. A partir de 1903 predominaría el civilismo en el gobierno, lo que se conoce como el Segundo Civilismo, por distinción del primero de 1872-1874. Otras fuerzas importantes fueron el Partido Constitucional o cacerista y el Partido Liberal.
El gobierno de Piérola (1895-1899) fue notable, contando con el apoyo de demócratas y civilistas. Piérola convocó a los más capaces para ocupar funciones en el gobierno, sin tener en cuenta antecedentes partidarios; respetó escrupulosamente la Constitución; fortaleció las instituciones públicas e impulsó el desarrollo integral del país. Destacan las importantes reformas en el campo económico y financiero, como la implantación de una nueva moneda (Libra peruana), la primera ley normativa de la ejecución presupuestal, la creación de la Compañía Recaudadora de Impuestos. Además, fomentó el ahorro público, aplicó una política de austeridad gubernamental y evitó el endeudamiento externo. Asimismo, fomentó y protegió la industria nacional, impulsó el desarrollo de la Amazonía, llevó a cabo un plan de obras públicas sin recurrir a los empréstitos, impulsó la prolongación de caminos y ferrocarriles y la modernización de ciudades. En el aspecto de la defensa nacional, contrató a una misión francesa para que modernizara al Ejército, fundó la Escuela Militar de Chorrillos y estableció el servicio militar obligatorio. En el aspecto material, continuó la expansión urbana de Lima, construyendo el Paseo Colón e iniciando la Avenida de la Colmena, hoy llamada Avenida Nicolás de Piérola.
Ya finalizando su mandato, Piérola intentó mantener la coalición política que lo había apoyado y planteo una convención civil-demócrata para presentar una fórmula común en el proceso electoral. Los demócratas quedaron facultados para elegir el candidato y optaron por el ingeniero Eduardo López de Romaña, quien logró la presidencia con relativa facilidad.

### Gobierno de López de Romaña
López de Romaña (1899-1903) continuó el desarrollo de la agricultura, la minería y la industria; promovió la colonización de los valles interandinos y zonas orientales, hasta entonces aislados; promulgó el Código de Minería, el nuevo Código de Comercio y el Código de Aguas; creó el Estanco de la Sal para financiar la recuperación de las provincias de Tacna y Arica en poder chileno; y afrontó los problemas derivados de la política de chilenización en dichos territorios, que buscaban perpetuar la ocupación. Al término de su mandato, una nueva alianza, ahora entre los civilistas y el Partido Constitucional de Cáceres, llevó a la presidencia al acaudalado hombre de negocios Manuel Candamo, quien asumió el 8 de septiembre de 1903, siendo el segundo civilista en llegar a la presidencia, después de Manuel Pardo en 1872. Pero Candamo murió antes de finalizar su mandato, el 7 de mayo de 1904. El poder quedó a cargo del jurista cuzqueño Serapio Calderón, quien convocó a nuevos comicios, en las que ganó José Pardo y Barreda, cabeza de una nueva generación de civilistas con anhelos renovadores.

### Primer gobierno de José Pardo

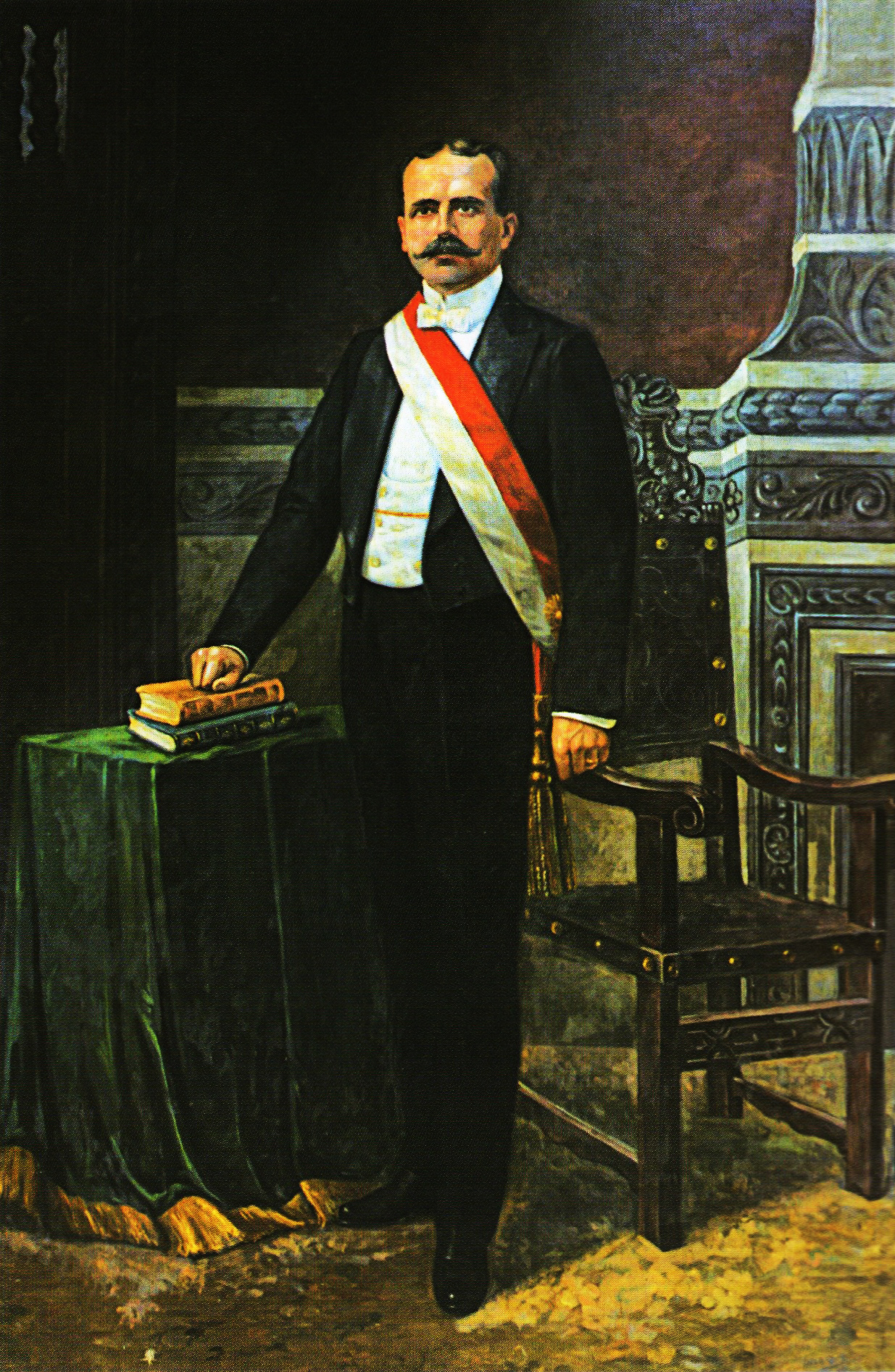
José Pardo y Barreda, presidente del Perú en dos ocasiones (1904-1908 y 1915-1919). Fue hijo de Manuel Pardo, el fundador del Partido Civil.

El primer gobierno de José Pardo (1904-1908) apoyó firme y eficazmente a la educación pública, fomentó la cultura e inició la legislación social. Se preocupó también por defensa nacional, repotenciando al Ejército y la Marina. En el aspecto internacional enfrentó conflictos limítrofes con Colombia, Ecuador y Bolivia. Pero el problema que más demandaba entonces la atención de la Cancillería peruana era el enfrentado con Chile, país que retenía ilegalmente las provincias peruanas de Tacna y Arica. El gobierno chileno no solo prorrogó indefinidamente la realización del plebiscito estipulado en el tratado de Ancón, sino que acentuó su desalmada política de «chilenización» contra los peruanos de Tacna y Arica, así como los que residían en Tarapacá. En las elecciones de 1908 el candidato oficialista fue Augusto B. Leguía, quien ante la ausencia voluntaria del pierolismo, pudo ganar fácilmente.

### Primer gobierno de Augusto Leguía
El primer gobierno de Leguía (1908-1912) enfrentó problemas limítrofes con los cinco países vecinos, de los cuales sólo logró solucionar definitivamente aquellos que mantenía con Brasil (8 de septiembre de 1909) y con Bolivia (17 de septiembre del mismo año). Con Ecuador hubo un conato de conflicto en 1910, con Colombia se libró el conflicto de La Pedrera (1911) y con Chile se rompieron las relaciones diplomáticas, ante el recrudecimiento de la desalmada política de chilenización en Tacna y Arica.
En el orden interno, Leguía afrontó también mucha perturbación. Enfrentó con valentía una intentona golpista promovida por Carlos de Piérola, Isaías de Piérola y Amadeo de Piérola (el primero, hermano de Nicolás de Piérola, y los restantes, hijos de este caudillo) que fue reprimida severamente (29 de mayo de 1909). De carácter personalista y autoritario, Leguía se separó del Partido Civil, que se fraccionó en dos: los leales a Pardo y los leales a Leguía. En los dos últimos años de su gobierno se manifestó una aguda crisis económica, motivada por el endeudamiento interno acelerado, los gastos de la defensa nacional y el déficit presupuestal.
En las elecciones presidenciales de 1912 Leguía quiso imponer a su candidato Ántero Aspíllaga pero surgió entonces la candidatura opositora del exalcalde de Lima Guillermo Billinghurst, que pronto obtuvo una rápida y arrolladora popularidad. Los billinghuristas exigieron la anulación de los comicios, vista la falta de garantías. Presionado por la opinión pública, el Congreso se vio obligado a elegir como presidente a Billinghurst

### Gobierno de Guillermo Billinghurst

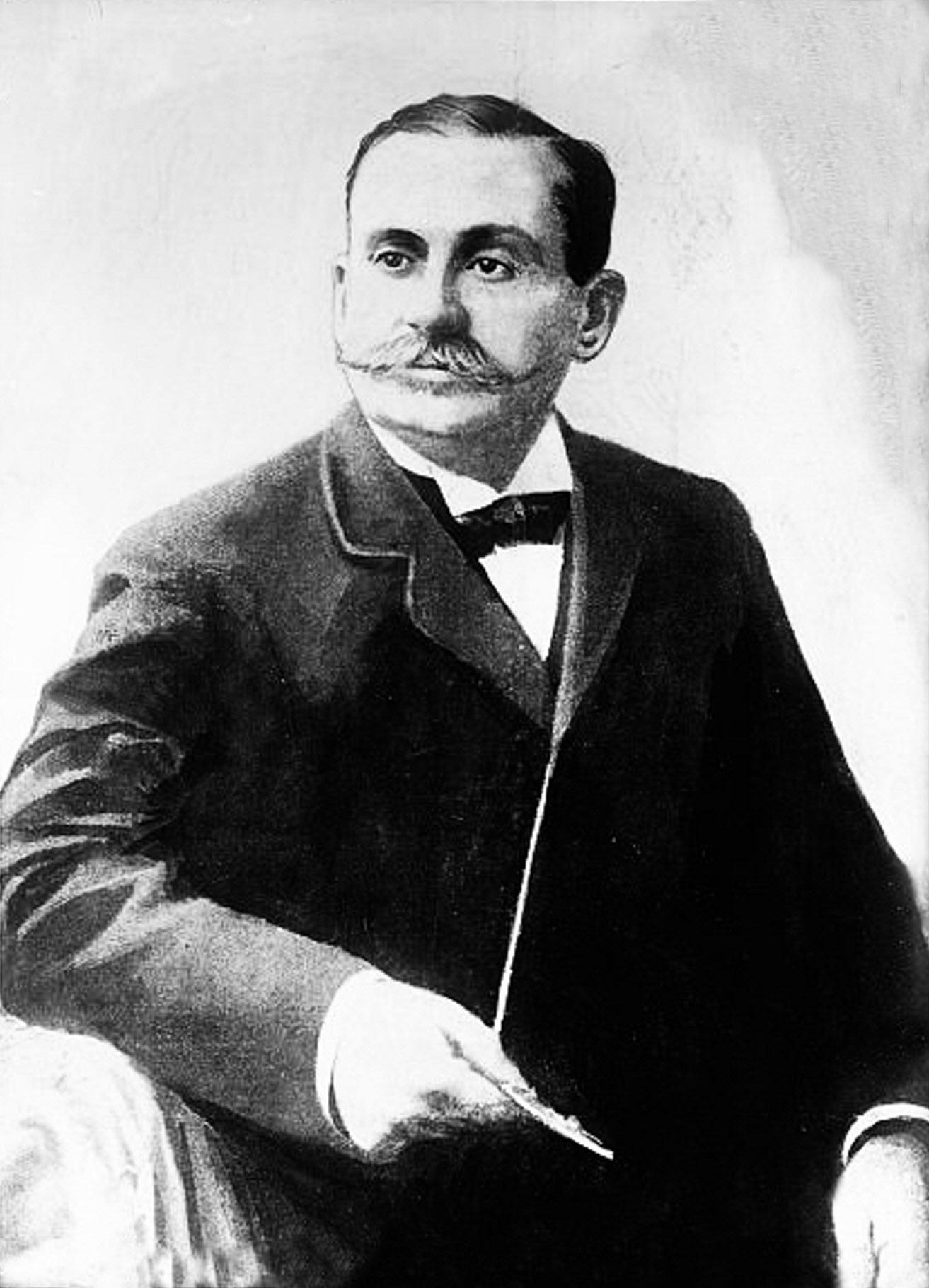
Guillermo Billinghurst, presidente del Perú (1912-1914).

Billinghurst (1912-1914) quiso favorecer a la clase obrera, lo que le ganó la oposición de los elementos conservadores. Tuvo una pugna tenaz con el Congreso, dominado por los civilistas y leguiístas, sus enemigos políticos. Se propuso entonces disolver el parlamento y convocar al pueblo para realizar reformas constitucionales fundamentales, lo que provocó el levantamiento militar del coronel Óscar R. Benavides, héroe de La Pedrera, que derrocó a Billinghurst el 4 de febrero de 1914.

### Primer gobierno de Óscar Benavides
Benavides asumió el poder, primero a la cabeza de una Junta de Gobierno y luego como presidente provisorio designado por el Congreso (1914-1915). Enfrentó el problema monetario y se comprometió a restaurar el orden legal. En 1915 convocó a una Convención de los partidos civilista, liberal y constitucional, para que lanzaran una candidatura unificada. El elegido fue el expresidente José Pardo, del Partido Civil, quien ganó abrumadoramente las elecciones de ese año, derrotando a la simbólica candidatura de Carlos de Piérola, del Partido Demócrata.

### Segundo gobierno de José Pardo
El segundo gobierno de José Pardo (1915-1919) se caracterizó por la violencia política y social, síntoma del agotamiento del civilismo y de la crisis mundial. Por efecto de la Primera Guerra Mundial se agravó la condición económica de la clase trabajadora y se preparó el campo para el desenvolvimiento de la acción sindical. Se produjeron sucesivas huelgas que tenían como exigencia el abaratamiento de las subsistencias y la implantación de la jornada de las «8 horas de trabajo»; esta última fue concedida finalmente, por decreto del 15 de enero de 1919. En el sur andino, los abusos de los hacendados y gamonales sobre la población nativa y campesina motivaron muchas sublevaciones de indígenas, como la encabezada por Teodomiro Gutiérrez Cuevas en 1915.
Pardo convocó a elecciones en 1919, en las que postuló el expresidente Augusto B. Leguía, que enfrentó a la candidatura oficialista representada por Ántero Aspíllaga. Los comicios, que no fueron muy limpios, dieron por ganador a Leguía, pero en el recuento oficial se le anularon numerosos votos. Ante el peligro de que fueran anuladas las elecciones y que estas se trasladaran al Congreso, donde los civilistas tenían mayoría, Leguía y sus partidarios dieron un golpe de Estado, contando con el apoyo de la gendarmería (4 de julio de 1919). Finalizó así la «República Aristocrática» y se inició una nueva etapa en la historia republicana del Perú.

## Oncenio de Leguía (1919-1930)

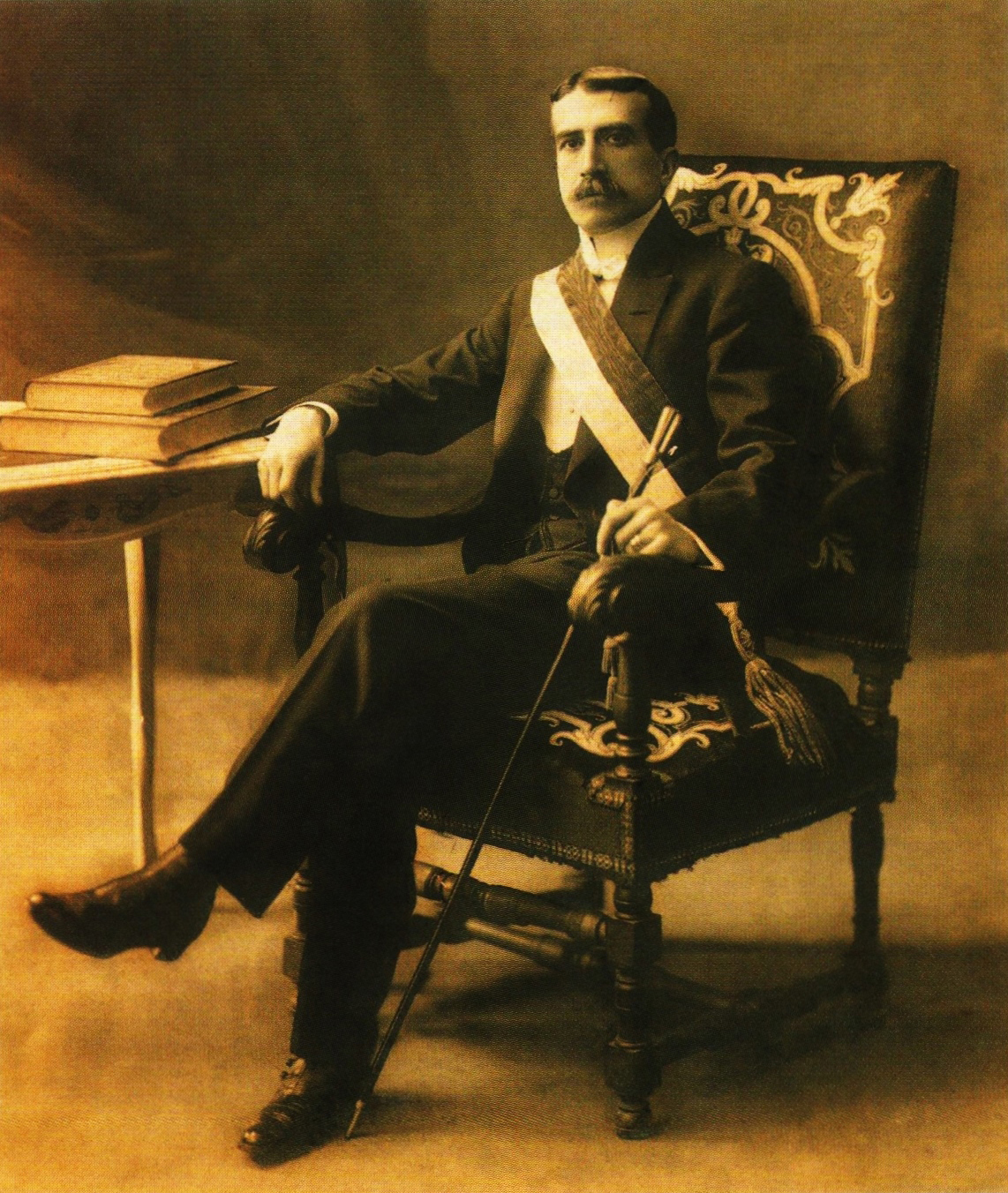
Augusto B. Leguia, presidente del Perú en dos ocasiones (1908-1912 y 1919-1930), este último se conoce como el "Oncenio", debido a que albergo once años de gobierno.

### Segundo gobierno de Augusto Leguía
Consumado el golpe de Estado de 1919, Leguía asumió el poder como presidente transitorio. Disolvió el Congreso y convocó a un plebiscito para someter al voto de la ciudadanía una serie de reformas constitucionales que consideraba necesarias; entre esas reformas se contemplaba elegir al mismo tiempo al Presidente de la República y al Congreso, ambos con períodos de cinco años (antes, el mandato presidencial era de cuatro años y el Parlamento se renovaba por tercios cada dos años). Simultáneamente convocó a elecciones para elegir a los representantes de una Asamblea Nacional, que durante sus primeros 30 días se encargaría de ratificar las reformas constitucionales, es decir, haría de Asamblea Constituyente, para luego asumir la función de Congreso ordinario. Esta Asamblea se instaló el 24 de septiembre de 1919 y fue presidida por Mariano H. Cornejo, ideólogo del gobierno. Una de las primeras labores de dicha Asamblea fue hacer el recuento de votos de las anteriores elecciones presidenciales, tras lo cual ratificó como ganador a Leguía, quien fue proclamado Presidente Constitucional el 12 de octubre de 1919. La Constitución vigente (la de 1860) fue sustituida por la Constitución de 1920.
Este segundo gobierno de Leguía se prolongaría por once años, ya que, tras sendas reformas constitucionales, se reeligió en 1924 y en 1929. Por eso se le conoce como el Oncenio y también como la «Patria Nueva», pues pretendía modernizar el país a través de un cambio de relaciones entre el Estado y la sociedad civil.
Fue una época en que se restringieron las libertades públicas. El diario La Prensa, donde se había parapetado la oposición, fue asaltado y confiscado. Se barrió también con la oposición en el parlamento, que quedó sometido al Ejecutivo. Se puso fin a las municipalidades elegidas por voto popular, siendo reemplazadas por organismos con personal designado por el gobierno. Los opositores políticos fueron perseguidos, presos, deportados y hasta fusilados.
La figura del presidente fue adulada hasta límites extremos, se habló del «Siglo de Leguía», del «Gigante del Pacífico», del «Júpiter Presidente», del «Wiracocha», y se le comparó hiperbólicamente con personajes como Bolívar, Julio César, Alejandro Magno, Bonaparte, etc.

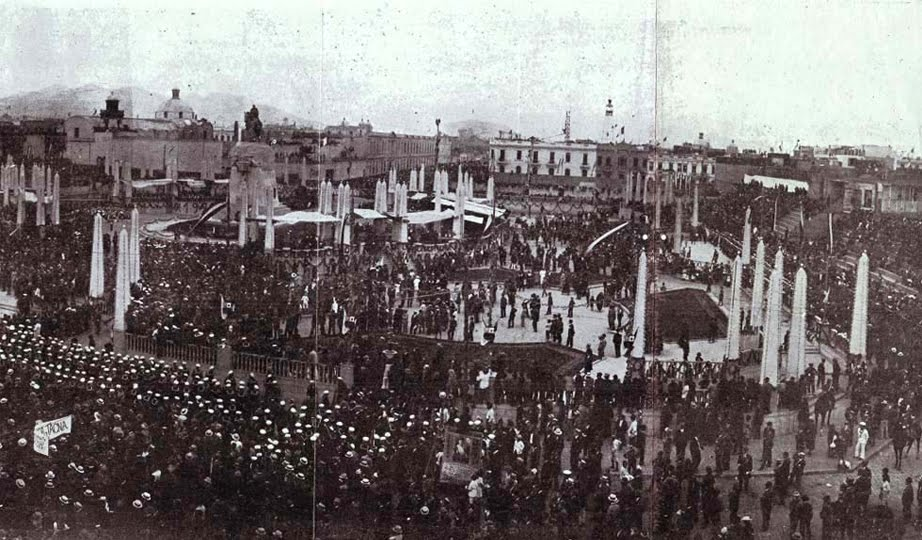
Plaza San Martín, en el centro de Lima, en el marco de la celebración del Centenario de la Independencia.

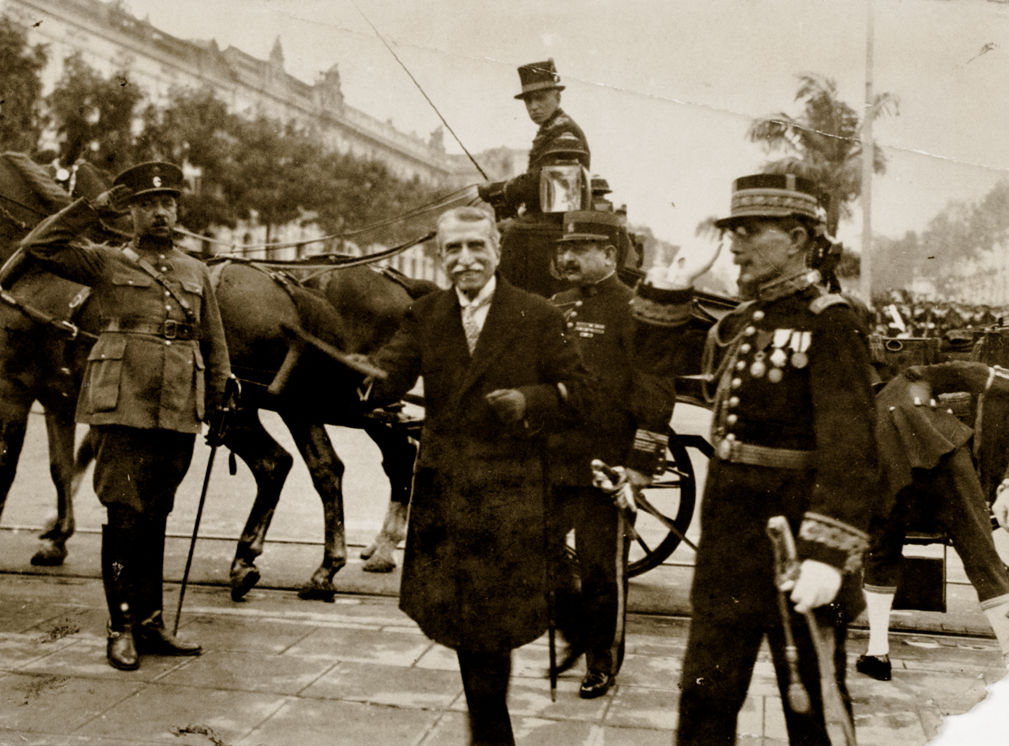
Saludo de sombrero de Augusto Leguía (1928).

La preocupación esencial de Leguía fue la modernización del país, lo que quiso imponer a paso acelerado. Suceso notable de este período fue la celebración pomposa del Centenario de la Independencia en 1921, cuyo acto central fue la inauguración de la Plaza San Martín, en el centro de Lima. Un gigantesco programa de obras públicas fue financiado con empréstitos obtenidos del exterior. Se arreglaron y pavimentaron muchas avenidas, calles y plazas limeñas, se abrieron varias avenidas a fin de ampliar el radio urbano, como la Avenida Progreso (hoy Venezuela) y la Avenida Leguía (hoy Arequipa).
Se fomentó la política colonizadora, se realizaron importantes obras de irrigación en la costa; entre ellas en la pampa de Imperial (Cañete) y en las pampas de Olmos (Lambayeque). Se estudió también la irrigación de las pampas de La Joya, en Arequipa. Se realizó una importante obra vial en toda la República. Medida impopular fue la ley de Conscripción Vial (1920) que obligaba a todos los hombres de 18 a 60 años de edad a trabajar gratuitamente en la construcción y apertura de carreteras, por espacio de 6 a 12 días al año, lo que en la práctica afectó mayormente a la población indígena.
Fueron creadas la Escuela de la Guardia Civil y Policía (a cargo de instructores españoles), la Escuela de Aviación de Las Palmas y el Ministerio de Marina (el cual en 1929 pasó a llamarse de Marina y Aviación).
En el aspecto internacional, se firmaron dos tratados internacionales muy polémicos:
- El Tratado Salomón-Lozano, con Colombia, el 24 de marzo de 1922, que fue aprobado por el Congreso en 1927. Ello significó ceder a Colombia una porción territorial comprendida entre los ríos Caquetá y Putumayo y el llamado "Trapecio Amazónico", donde se hallaba la población de Leticia. Este tratado fue considerado excesivamente entreguista y generó resistencia entre los peruanos que habitaban las zonas afectadas.
- El Tratado Rada Gamio-Figueroa Larraín, con Chile, firmado el 3 de junio de 1929, en Lima (por lo que se le conoce también como Tratado de Lima). Puso término a la cuestión limítrofe con Chile, tras más de 40 años de la firma del Tratado de Ancón de 1883. Ambas partes renunciaron a la realización del tantas veces postergado plebiscito de Tacna y Arica, y acordaron el siguiente arreglo: Tacna regresaría al seno de la patria peruana, pero Chile se quedaría con Arica.

En el aspecto político se eclipsaron los viejos partidos (el Civil, el Demócrata, el Constitucional y el Liberal) y surgieron los primeros partidos modernos que aglutinaron a los sectores medios y populares de tendencias reformistas o revolucionarias: el Partido Aprista, fundado por Víctor Raúl Haya de la Torre y el Partido Socialista Peruano, fundado por José Carlos Mariátegui.
En el aspecto económico, se incrementó notablemente la dependencia hacia los Estados Unidos debido a los fuertes empréstitos contraídos a los bancos norteamericanos para realizar obras públicas; la deuda llegó a los 150 millones de dólares en 1930. Ello provocó una aparente bonanza, que finalizó al estallar la crisis mundial de 1929 afectando directamente a la población, siendo el factor que aceleró la caída de Leguía, sumado al descontento por la evidente corrupción administrativa y por la firma de los tratados con Colombia y Chile con cesión territorial.
El 22 de agosto de 1930 el comandante Luis Miguel Sánchez Cerro, al mando de la guarnición de Arequipa, se pronunció contra Leguía. El movimiento revolucionario se propagó rápidamente por el sur del país. También en Lima el ambiente era favorable para la revolución. Para dominar la situación Leguía pretendió formar un gabinete militar, pero en las primeras horas de la madrugada del 25 de agosto la guarnición de Lima lo obligó a renunciar. Finalizó así el Oncenio de Leguía.

## Tercer militarismo (1930-1939)

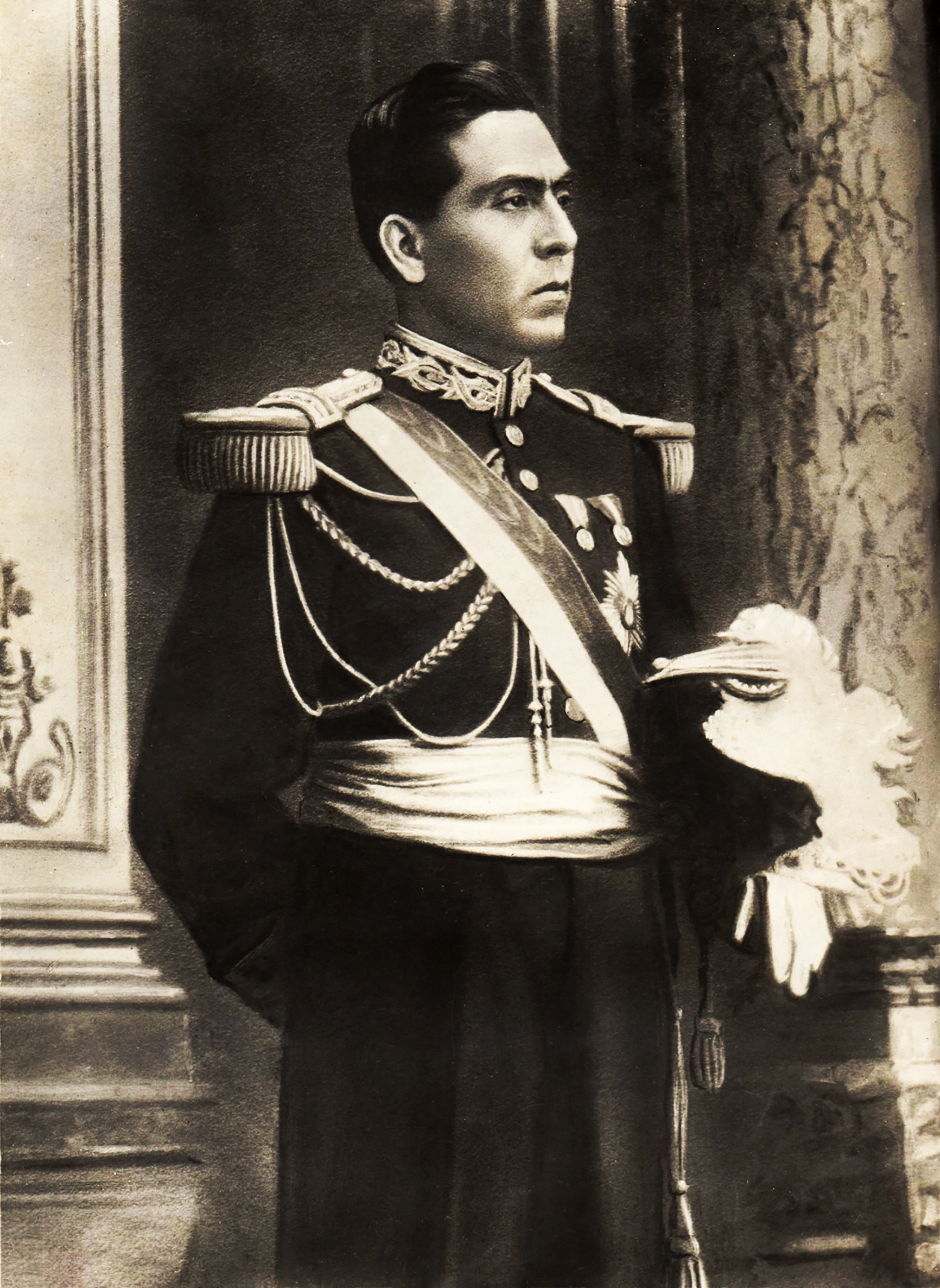
Luis Miguel Sánchez Cerro, presidente de la Junta de Gobierno de 1930-1931 y presidente constitucional de 1931 a 1933.

El fin del Oncenio trajo consigo la irrupción de los militares en la vida política, fenómeno que Basadre ha denominado el “Tercer Militarismo”, el cual surgió a consecuencia del vacío político (al estar los partidos tradicionales debilitados o en trance de extinción) y ante los peligros que aparentemente, acechaban al Estado y a la nación como consecuencia de la crisis mundial. El historiador también resalta otros fenómenos descollantes de este período: el comienzo de la irrupción de las masas organizadas en la política y el crecimiento de las clases medias.

### Gobierno provisional de Ponce Brousset
Tras la renuncia de Leguía, el poder quedó en manos de una Junta Militar de Gobierno presidida por el general Manuel María Ponce Brousset. Pero este no contaba con popularidad. La ciudadanía se inclinó por el caudillo de Arequipa, el comandante Luis Miguel Sánchez Cerro, que el 27 de agosto arribó en avión a Lima, siendo recibido apoteósicamente.

### Gobierno provisional de Sánchez Cerro
En el acto, Sánchez Cerro constituyó una Junta Militar de Gobierno bajo su presidencia. Leguía, que había zarpado en un buque de la armada rumbo al exilio, fue apresado y obligado a desembarcar. Murió 16 meses después, en prisión.
La situación del país era crítica; se produjeron disturbios obreros, universitarios y militares. Sánchez Cerro dictó una serie de medidas, como la creación del Tribunal de Sanción Nacional para juzgar los casos de enriquecimiento ilícito durante el Oncenio, la derogación de la ley de conscripción vial, el matrimonio civil obligatorio, la disolución de la Confederación General de Trabajadores del Perú (CGTP), de inspiración comunista. Para remediar la crisis económica contrató una misión de expertos financistas estadounidenses, encabezado por el profesor Edwin Kemmerer, que sugirieron la aplicación de una serie de medidas, de las que solo se acogieron parcialmente unas cuantas.
Sánchez Cerro prometió convocar a elecciones, pero cometió el error de querer postular a la presidencia estando en el poder. Una nueva rebelión que estalló en Arequipa lo obligó a dimitir el 1 de marzo de 1931.

### Gobierno provisional de Mariano Holguín
Interinamente, por unas horas, asumió el poder el jefe de la Iglesia católica peruana, monseñor Mariano Holguín, como presidente de una junta de notables, que inmediatamente dio pase a una Junta Transitoria presidida por el presidente de la Corte Suprema Ricardo Elías Arias.

### Gobierno provisional de Leoncio Elías
Arequipa y el sur peruano se negaron a reconocer la junta transitoria; en esa zona, el caudillo popular era David Samanez Ocampo. Tampoco el teniente coronel Gustavo Jiménez (que había sido enviado al sur para reprimir a los rebeldes) quiso acatar la autoridad de Elías y decidió retornar a Lima por vía marítima. El día 4 de marzo de 1931 Elías convocó en Palacio de Gobierno una reunión de ciudadanos distinguidos, con quienes acordó entregar el mando a Samanez Ocampo. Pero al día siguiente Jiménez desembarcó con sus tropas en el Callao y se dirigió a Palacio, ordenando a Elías a que abandonara dicho lugar

### Gobierno provisional de Gustavo Jiménez
Gustavo Jiménez no tenía apoyo, la presión popular impuso al viejo líder apurimeño David Samanez Ocampo como presidente de una Junta Nacional de Gobierno, con representación de todo el país (11 de marzo de 1933).

### Gobierno provisional de Samanez Ocampo
Samanez pacificó momentáneamente al país y convocó a elecciones para Presidente y los representantes de la Asamblea Constituyente. Con tal fin dio un nuevo Estatuto Electoral y creó el Jurado Nacional de Elecciones. Estas elecciones generales se realizaron el 11 de octubre de 1931 y fueron las primeras elecciones modernas de la historia peruana. Los principales candidatos fueron Sánchez Cerro, por la Unión Revolucionaria, y Víctor Raúl Haya de la Torre, por el Partido Aprista Peruano. Sánchez Cerro, auroleado por ser el caudillo que derrocó a Leguía, triunfó en las urnas por un amplio margen, pero los apristas no reconocieron el resultado y denunciaron fraude. El país quedó así dividido, con el germen de la guerra civil.

### Gobierno de Sánchez Cerro

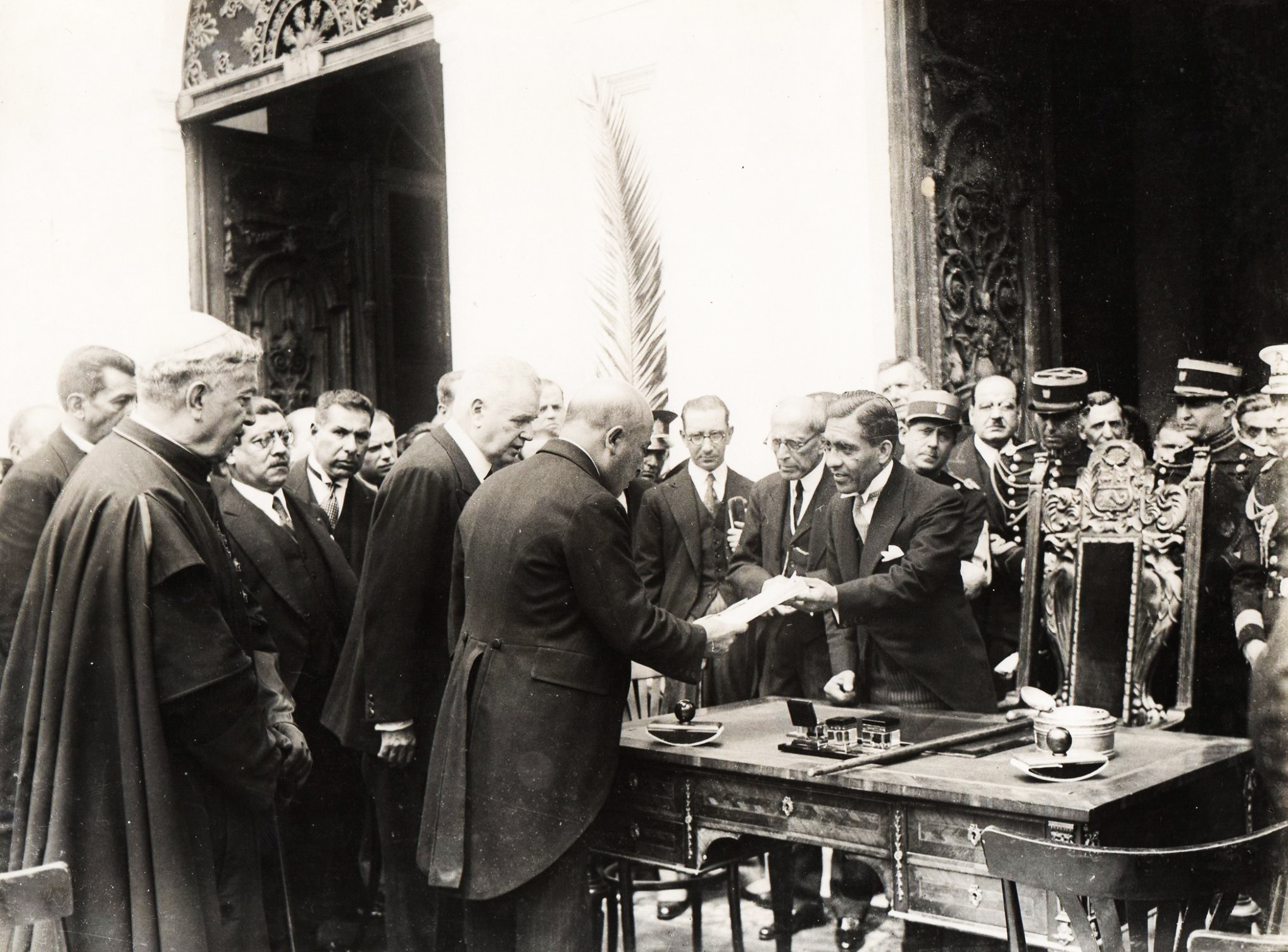
El presidente Luis Miguel Sánchez Cerro en la ceremonia de promulgación de la Constitución de 1933.

Sánchez Cerro asumió como presidente constitucional el 8 de diciembre de 1931. Ese mismo día se instaló el Congreso Constituyente cuya misión primordial sería dar una nueva Constitución al país. El nuevo gobierno contaba con mayoría parlamentaria. Los diputados apristas elegidos tomaron posesión de sus escaños y conformaron en una combativa minoría opositora al gobierno.
La oposición del aprismo al gobierno sanchecerrista se tornó exacerbada. Menudearon los atentados, las revueltas y los actos terroristas. El Congreso aprobó leyes severas, entre ellas una llamada Ley de Emergencia, que dio al gobierno poderes especiales para reprimir a los opositores, en especial a los apristas, aunque también a los comunistas. Los diputados apristas fueron desaforados.
En 1932 ocurrieron una serie de sucesos sangrientos provocados por los apristas: un atentado criminal contra la vida del mismo Sánchez Cerro, que se salvó fortuitamente (6 de marzo); una rebelión de la marinería de la escuadra del Callao (7 de mayo), que fue sofocada severamente, siendo fusilados ocho marineros; y la llamada revolución aprista de Trujillo (7 de julio), que fue reprimida sangrientamente por el gobierno. Trujillo fue tomada por el ejército, que en represalia por la masacre de los oficiales prisioneros en el cuartel O’Donovan, fusiló a un número no determinado de ciudadanos, que desde entonces fueron considerados como los “mártires del aprismo”. Al año siguiente estalló una sublevación militar en Cajamarca encabezada por el comandante Gustavo Jiménez, quien al ser vencido en Paiján se quitó la vida disparándose un tiro en la cabeza (14 de marzo de 1933).
Obra importante del gobierno sanchecerrista fue la promulgación de la Constitución Política de 1933, el 3 de abril de 1933. Otras obras importantes fueron el otorgamiento a los obreros de vacaciones y el descanso remunerado por el día del trabajo, la creación de los restaurantes populares, el equipamiento de las Fuerzas Armadas, la continuación de la carretera Central, etc.
En el aspecto internacional, Sánchez Cerro declaró inicialmente su intención de respetar los tratados firmados por sus antecesores, pero presionado por la opinión pública, se vio obligado a respaldar a los patriotas peruanos de Leticia, que querían que su territorio, cedido a Colombia por el Tratado Salomón-Lozano, volviera al seno del Perú (episodio conocido como el incidente de Leticia). Ello que provocó un enfrentamiento bélico con dicha nación. Estando precisamente Sánchez Cerro pasando revista a los reclutas en el Hipódromo de Santa Beatriz (hoy Campo de Marte, en Lima), el 30 de abril de 1933, cuando fue víctima de un atentado: un individuo, llamado Abelardo Mendoza Leyva, se le acercó y le disparó varios tiros, que le cegaron la vida. Se supo después que el magnicida se había afiliado al partido aprista años antes, pero no se sabe hasta hoy si actuó solo o formó parte de un complot. Ese mismo día el Congreso, violando la Constitución, nombró presidente de la República al general Óscar Benavides, para que completara el período del difunto presidente, o sea hasta 1936.

### Segundo gobierno de Óscar Benavides

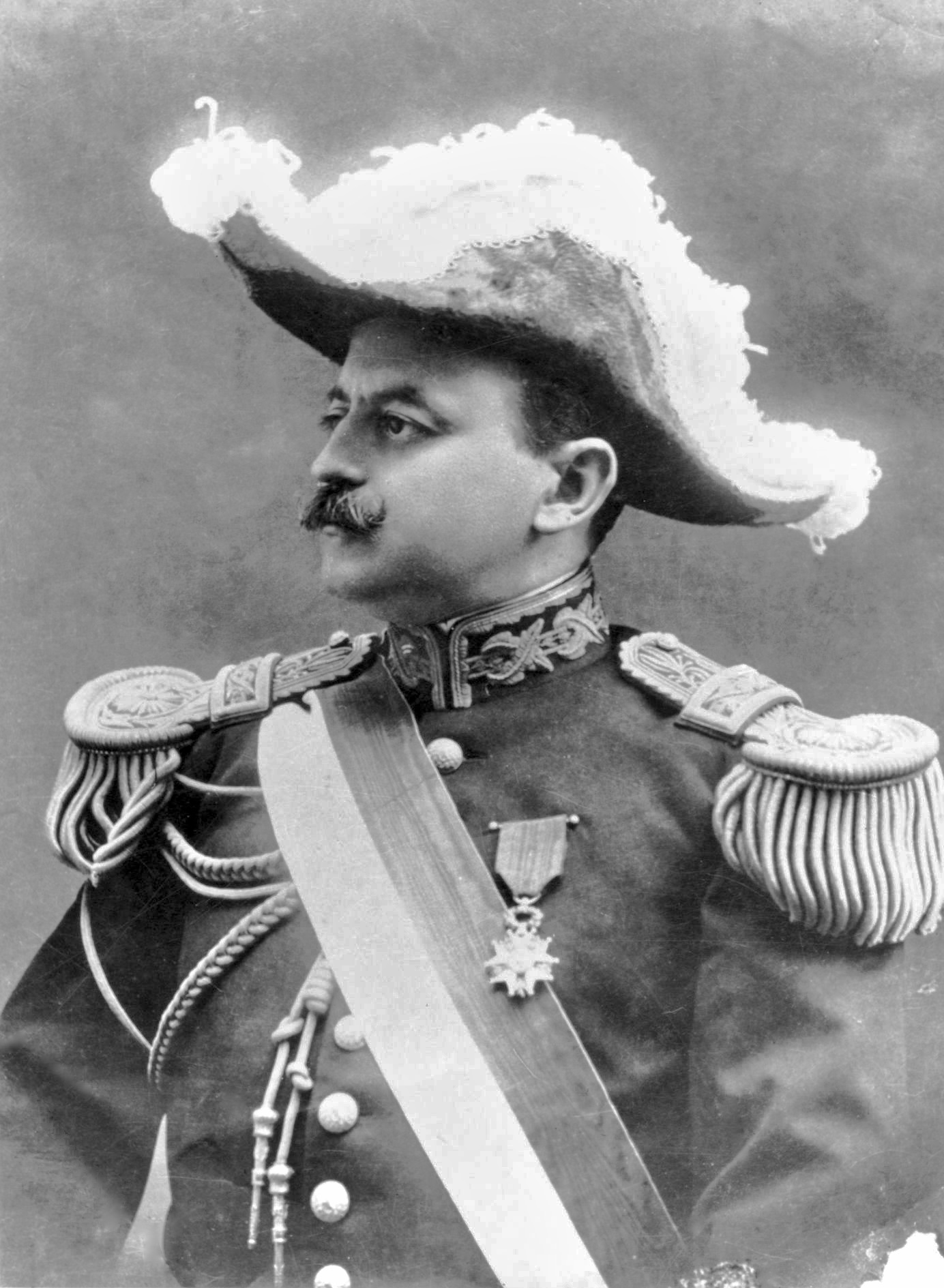
El general Óscar R. Benavides fue presidente provisorio del Perú en dos ocasiones (1914-1915 y 1933-1939).

La tarea inicial de Benavides fue buscar el fin del conflicto con Colombia, país con el que se llegó a un acuerdo de paz en mayo de 1934, previo compromiso del Perú de respetar el Tratado Salomón-Lozano. En el aspecto interno, Benavides dio la Ley de Amnistía General, el 9 de agosto de 1933, que favoreció a los apristas. Pero tras un intento revolucionario aprista en Lima (la llamada conspiración de El Agustino), se reinició la persecución antiaprista. Los apristas respondieron con actos terroristas en todo el país. El 15 de mayo de 1935 ocurrió el asesinato del director del diario El Comercio, Antonio Miró Quesada de la Guerra, y el de su esposa, a manos de un militante aprista. La represión recrudeció. Tanto el Partido Aprista como el Comunista fueron proscritos según ley por ser partidos “internacionales”.
Como su período debía culminar en 1936, Benavides convocó a elecciones en las que el candidato favorito era Luis Antonio Eguiguren; pero estas elecciones fueron anuladas por el Jurado Nacional de Elecciones, con el argumento de que los votos de los apristas favorecían a Eguiguren, y por tanto, eran ilegales por provenir de un partido proscrito. Consultado el Congreso, este decidió que Benavides extendiera su mandato por tres años más, hasta 1939, y por añadidura le cedió la facultad de legislar. Acto seguido, el Congreso se disolvió.
Bajo el lema de «orden, paz y progreso», Benavides gobernó apoyado por la alta finanza y las Fuerzas Armadas. Logró superar la crisis económica, mejoró notablemente el aspecto financiero, especialmente en lo relacionado con la banca y la captación de impuestos, aplicándose algunos proyectos que había dejado la misión Kemmerer en 1931. El país comenzó a entrar a un período de prosperidad debido a las exportaciones, especialmente agrícolas. Se promulgó el Código Civil de 1936, se creó el Ministerio de Salud Pública, Trabajo y Asistencia Social y el Ministerio de Educación Pública, se fomentó el turismo. Se realizaron grandes obras de modernización en la capital, como la construcción de las actuales sedes de los poderes ejecutivo (Palacio de Gobierno), legislativo (Palacio Legislativo) y judicial (Palacio de Justicia). Se realizaron también obras de saneamiento en diversas ciudades, se culminaron varias obras de irrigación iniciadas por Leguía, se construyeron barrios y comedores para los trabajadores y sus familias, se instituyó el Seguro Social Obligatorio para Obreros, entre otras obras de tipo social.
Sin embargo, en el último tramo del gobierno de Benavides se hizo notorio el hastío de la población. El 19 de febrero de 1939 ocurrió la intentona golpista del general Antonio Rodríguez Ramírez, al parecer con gran apoyo de diversos sectores. Aunque dicho caudillo resultó muerto en Palacio de Gobierno tras ser ametrallado por un oficial de la policía, Benavides entendió el mensaje.
Viendo pues el panorama, que le era adverso, Benavides decidió convocar a elecciones y hacer el traspaso de poder. Pero antes convocó a un plebiscito, que se realizó el 18 de junio de 1939, y por el cual se aprobaron importantes reformas constitucionales, como la ampliación del período presidencial de 5 a 6 años, el restablecimiento de los dos vicepresidentes y la disminución de las facultades legislativas del Congreso en materia económica. Su intención era robustecer el Poder Ejecutivo en desmedro del Legislativo.
Las elecciones generales se realizaron el 22 de octubre de 1939. El candidato del gobierno, el banquero Manuel Prado Ugarteche (hijo del expresidente Mariano Ignacio Prado), ganó con facilidad a su contrincante, el abogado José Quesada Larrea. Se habló de fraude electoral.

## Primavera Democrática (1939-1948)

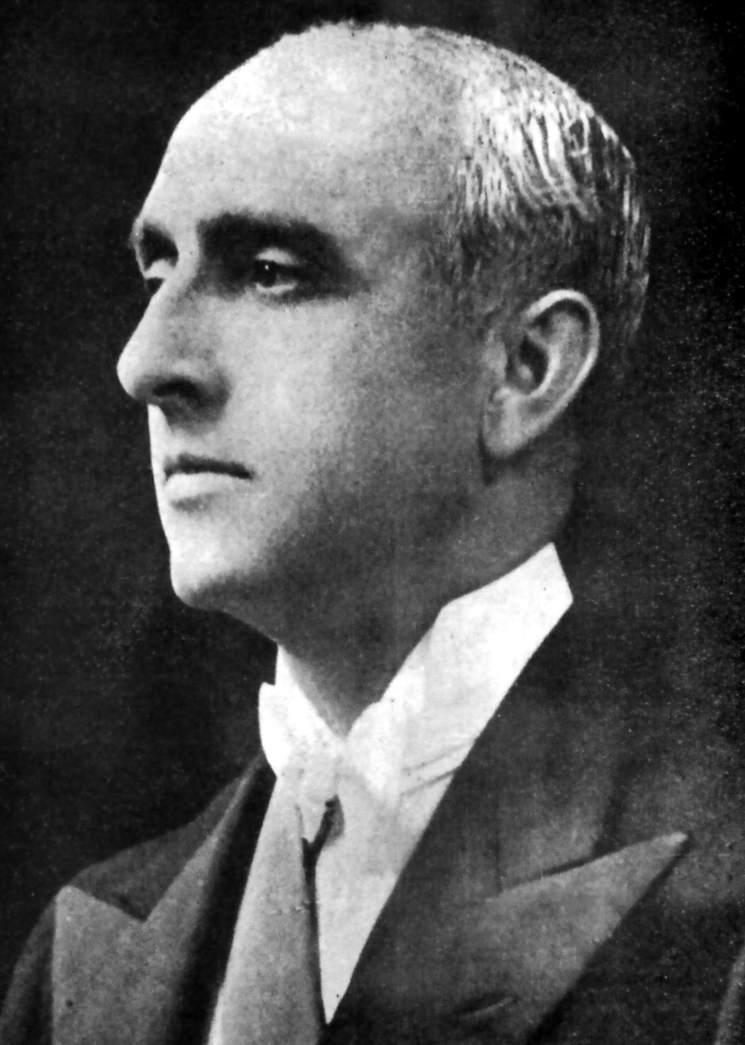
Manuel Prado Ugarteche, presidente constitucional del Perú en dos períodos: 1939-1945 y 1956-1962.

### Primer gobierno de Manuel Prado
Manuel Prado asumió la presidencia el 8 de diciembre de 1939, iniciando lo que sería su primer gobierno (1939-1945). Político hasta entonces casi desconocido, se vaticinó que no duraría mucho en el cargo, pero desplegó una combinación de astucia táctica, flexibilidad estratégica y encanto personal, que le permitió gozar de respaldo. Su gobierno continuó en gran parte la obra realizada por el general Benavides, manteniendo fuertes vínculos con la oligarquía. Fue de una relativa democracia. Mantuvo proscrito al Partido Aprista y recibió el apoyo del Partido Comunista.
Este primer gobierno de Prado coincidió con el desarrollo de la Segunda Guerra Mundial en la cual el Perú se alineó decididamente con el bando aliado, siendo el primer país de Latinoamérica en romper relaciones con las potencias del Eje. Durante una reunión extraordinaria de cancilleres realizada en Río de Janeiro, a principios de 1942, fue la actitud peruana la que inclinó a los representantes de los demás países americanos a apoyar a Estados Unidos.
Otro éxito internacional del gobierno de Prado fue la victoria sobre el Ecuador tras una breve guerra librada en 1941, firmándose luego el Protocolo de Río de Janeiro (29 de enero de 1942), que zanjó la centenaria disputa limítrofe con dicha nación, aunque los problemas derivados por la demarcación fronteriza habrían de ocupar todavía el resto del siglo XX.
Prado tuvo que enfrentar las consecuencias económicas y sociales de la guerra mundial. Las importaciones bajaron notablemente pero los productos de exportación aumentaron. La escasez de productos de importación para el consumo nacional hizo surgir nuevas industrias que reemplazaron a los productos extranjeros con buen éxito. La guerra hizo aparecer a numerosos "nuevos ricos".
Para las elecciones de 1945 se conformó por Frente Democrático Nacional (FDN), conformado las más dispares partidos y movimientos, siendo el más importante el Partido Aprista, que para eludir la prohibición constitucional por su calidad de “partido internacional”, adoptó el nombre de “Partido del Pueblo”. Este Frente se logró gracias a un acuerdo entre el líder aprista, Haya de la Torre, y el mariscal Óscar Benavides, que aún conservaba ascendiente en el Ejército. El FDN lanzó la candidatura del jurista José Luis Bustamante y Rivero, mientras que el gobierno apoyó la candidatura del general Eloy Ureta, el vencedor de la guerra del Ecuador.

### Gobierno de Bustamante y Rivero

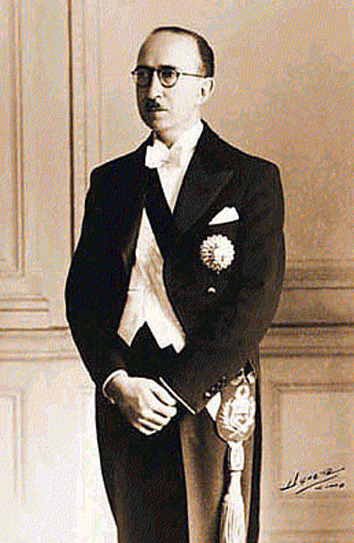
José Luis Bustamante y Rivero, presidente del Perú (1945-1948).

Bustamante y Rivero resultó triunfador y asumió la presidencia el 28 de julio de 1945, gobernando con un apego a las leyes inusual en la historia peruana. Hecho notable de su gestión fue extender la soberanía peruana en una extensión de doscientas millas marinas, por Decreto Supremo expedido el 1 de agosto de 1947.
En el aspecto económico se produjeron serias dificultades. La inflación creció y los salarios perdieron su poder adquisitivo. Frente al malestar social, que se manifestó en huelgas, Bustamante aplicó una política de asistencia social, de inspiración aprista. Escasearon los productos de primera necesidad, que solo podían obtenerse en los “estanquillos” si se presentaba el carné de militante aprista. Otras medidas aplicadas, como el control de cambios y los controles de precios, no variaron la aguda situación. Por su parte, el sector exportador agro-minero reclamó la eliminación total del control de cambios y de la restricción de las importaciones, que les afectaba directamente a los bolsillos.
En el aspecto político, Bustamante perdió pronto el apoyo del aprismo, pues se negó a someterse a su influencia. El asesinato de Francisco Graña Garland, director del diario La Prensa (de tendencia antiaprista), ocurrido el 7 de enero de 1947, fue atribuido al aprismo y marcó el inicio de la ruptura del gobierno con este partido. Los apristas pasaron a ejercer una desaforada oposición y los más exaltados de sus miembros planearon una revolución. Mientras que la oligarquía, que exigía mano dura contra los apristas, pasó también a conspirar, entendiéndose con los militares. El 3 de octubre de 1948, el sector extremista del aprismo fomentó la rebelión de la marinería en el Callao, que fue aplastada sangrientamente. Bustamante puso fuera de la ley al partido aprista, pero ya era muy tarde.
El 27 de octubre de 1948, el general Manuel A. Odría, a la cabeza de la guarnición de Arequipa, se levantó en contra del gobierno, proclamando una “Revolución Restauradora”. Otras guarniciones importantes, como la del Cuzco, dudaron en plegarse, pero el triunfo del movimiento se decidió cuando la guarnición de Lima, al mando del general Zenón Noriega se sumó a Odría. Bustamante, que se negó a renunciar, fue deportado hacia Buenos Aires, Argentina. Nuevamente el país se sumía en una dictadura militar de derecha.

## Ochenio de Odría (1948-1956)

El presidente Manuel Odría junto a algunos de sus ministros.

El período conocido históricamente como el Ochenio de Odría se divide en dos fases: la Junta Militar de Gobierno (1948-1950) y la Presidencia de la República (1950-1956). Algunos lo definen como una “dictadura de derecha”, para otros fue solo un gobierno autoritario y popular en que se construyeron numerosas obras públicas, grandes unidades escolares y varios colegios militares. Retornaban así los militares al poder, tras ocho años de gobierno civil. Depuesto el presidente José Luis Bustamante y Rivero, los militares golpistas instauraron una Junta Militar, presidida por el general Manuel A. Odría, quien impuso un gobierno autoritario, enérgicamente antiaprista y anticomunista.

### Primer gobierno provisional de Zenón Noriega
Al efectuarse el pronunciamiento militar de Arequipa del general Manuel A. Odría, el 27 de octubre de 1948, Zenón Noriega se hallaba en Lima, desde donde observó atentamente el desarrollo de los acontecimientos. Finalmente, optó por quitar su apoyo al presidente Bustamante y así decidió el triunfo de la llamada “revolución restauradora”, asumiendo interinamente la presidencia de una Junta Militar de Gobierno el 29 de octubre de 1948. Poco después Manuel Odría llegó a la ciudad de Lima y asumió la presidencia de dicha Junta, en la que Zenón Noriega pasó a ser ministro de guerra y primer vicepresidente de la República.

### Primer gobierno provisional de Manuel Odría
Se suprimieron las garantías individuales, consagrada indefinidamente con una arbitraria Ley de Seguridad Interna, dirigida con especial dureza contra el APRA. Cerebro de la represión fue el director de gobierno, Alejandro Esparza Zañartu (luego ministro de Gobierno). Los líderes apristas fueron encarcelados o deportados. Haya de la Torre fue perseguido y Bustamante, deportado. Haya se refugió en la embajada de Colombia en Lima en la que estuvo cinco años asilado puesto que la dictadura odriísta se negaba a otorgar el salvoconducto para que saliera del país. La Junta Militar decidió convocar las elecciones generales de 1950. Odría sería el candidato, pero existía un problema formal: de acuerdo a la constitución, el ciudadano que aspirara a la presidencia no debía ejercer al mismo tiempo el poder, al que debía renunciar, mínimo, seis meses antes de las elecciones. Odría dio entonces su famosa “bajada al llano”: faltando apenas un mes para las elecciones dejó el poder al general Zenón Noriega el 1 de junio de 1950. 

### Segundo gobierno provisional de Zenón Noriega
La oposición, reunida en una Liga Nacional Democrática, presentó a su vez la candidatura del general Ernesto Montagne Markholz. En protesta, estalló la rebelión de Arequipa que fue reprimida sangrientamente por el gobierno. Montagne fue apresado y desterrado, quedando así Odría como único candidato y vencedor de las elecciones generales del 2 de julio de 1950.

### Gobierno de Manuel Odría

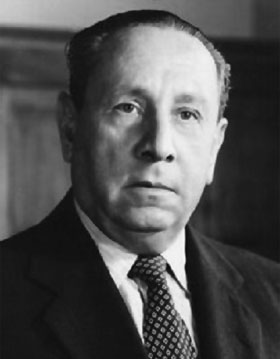
Manuel Odría, presidente de la Junta Militar (1948-1950) y presidente constitucional del Perú (1950-1956).

Odría juró como Presidente Constitucional el 28 de julio de 1950. De su gobierno merece destacarse la gran obra educacional y de seguridad social, así como la relativa recuperación económica y financiera del país, favorecido en parte por una beneficiosa coyuntura internacional: la guerra de Corea, que trajo un aumento las exportaciones y el repunte de sus precios. Se formaron grandes Oligopolios en todo el litoral costero que se dedicaron a la extracción y exportación de matéria primas, sin embargo las ventajas económicas no se distribuyeron uniformemente lo que ocasionó un centralismo en términos políticos, económicos y sociales, también hubo un centralismo dentro de los mismos departamentos. Odría aplicó medidas populistas y clientelistas en las periferias de Lima con las que ganó un importante apoyo popular. Su lema fue "Hechos y no palabras" que luego lo cristalizó en “Salud, Educación y Trabajo”. Impulsó un ambicioso programa de obras públicas, lo que trajo como consecuencia un pleno empleo y consecuentemente una momentánea paz social. Fue así como se erigieron grandes unidades escolares (como el Melitón Carvajal, Mercedes Cabello, Teresa González de Fanning, etc.), universidades nacionales, edificios públicos (como el del Ministerio de Educación), complejos de vivienda, hospitales (como el Hospital del Empleado, hoy “Edgardo Rebagliati Martins”; y el Hospital Militar Central), carreteras, hoteles, puentes, estadios (como el Estadio Nacional de Lima) y autopistas como la Panamericana, entre muchas otras obras de gran envergadura. La abundancia de obras públicas y la falta de una fiscalización originaron inevitablemente una gigantesca corrupción pública, de la que se beneficiaron tanto Odría como sus allegados. Hacia 1954 empezaron a darse señales de la descomposición del régimen. Acusado de conspirador, el general Zenón Noriega fue desterrado y Haya de la Torre fue autorizado a salir del Perú gracias a la presión internacional. 

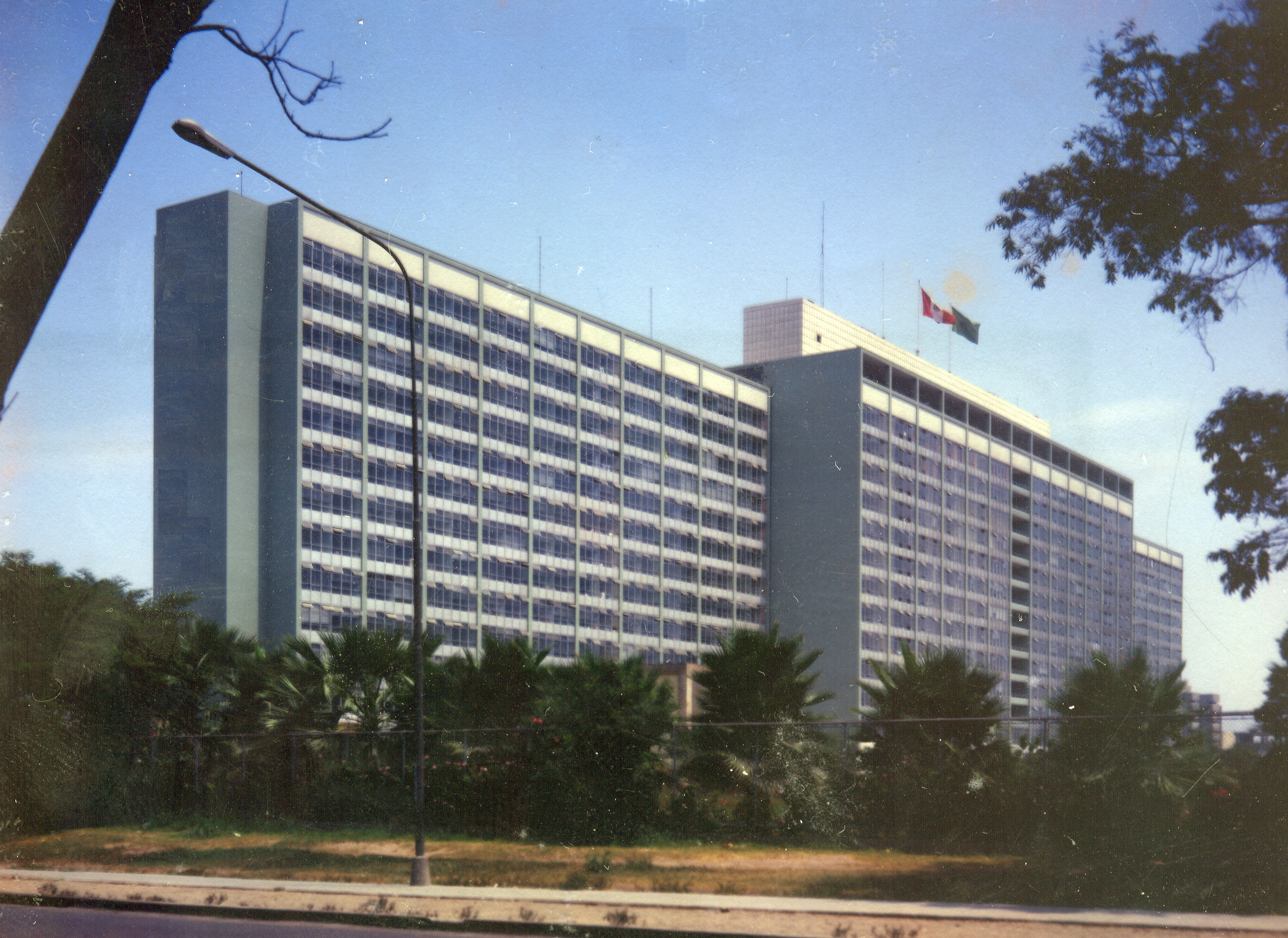
Hospital del Seguro Social del Empleado (actualmente el Hospital Nacional Edgardo Rebagliati Martins) en el año 1952. El Ochenio de Odría se caracterizó por la construcción de grandes obras públicas.

El 20 de julio de 1955, los redactores del diario La Prensa prepararon una declaración en la que exigían la derogatoria de la Ley de Seguridad Interior, la reforma electoral y la amnistía política general. Este documento sirvió de punto de partida para la fundación de la Coalición Nacional, encabezada por Pedro Roselló, Manuel Mujica Gallo, y Pedro G. Beltrán. Una reunión de la Coalición, realizada en el teatro de Arequipa, fue atacada por matones al servicio del gobierno, iniciándose una masiva protesta, similar a la de 1950. La ciudad se declaró en huelga general y pidió la destitución del ministro de Gobierno, Alejandro Esparza Zañartu. Estalló así la llamada Revolución de Arequipa de 1955. Odría se abstuvo de enviar a las fuerzas militares para reprimir la revuelta y Esparza tuvo que renunciar, a fines de diciembre de 1955, partiendo al exilio. Este episodio marcó el comienzo del fin del régimen odriísta. El 7 de septiembre de 1955 se promulgó la Ley que permitió el sufragio femenino. La crisis económica empezaría a arreciar a finales de su gobierno. Odría decidió convocar las elecciones generales de 1956, anunciando a la vez que no se presentaría como candidato. Se presentaron tres candidatos: Hernando de Lavalle y García, inicialmente apoyado por el gobierno y por el recientemente fundada Democracia Cristiana; el expresidente Manuel Prado Ugarteche, por el Movimiento Democrático Peruano (MDP); y el arquitecto Fernando Belaúnde Terry, lanzado por un improvisado Frente Nacional de Juventudes Democráticas, cuya inscripción fue impuesta al Jurado Nacional de Elecciones, tras una protesta memorable realizada en el centro de Lima, conocida como el “Manguerazo” el 1 de junio de 1956. Como el partido aprista se hallaba impedido de participar en las elecciones, los votos de sus militantes serían decisivos en la contienda. Los dirigentes apristas decidieron negociar sus votos, a cambio de la mejor oferta que hicieran los candidatos. Lavalle ofreció un estatuto de partidos que otorgaría la legalidad al APRA en fecha no determinada, lo que para los apristas no era suficiente. Fue Prado quien tuvo la habilidad de ganarse el apoyo de los apristas, a quienes prometió levantarles la proscripción no bien iniciado su gobierno, prometiendo derogar la famosa Ley de Seguridad Interior. El gobierno también optó por apoyar a Prado, con quien convino el llamado el Pacto de Monterrico, a cambio de una total impunidad en lo que respecta a los casos de corrupción del Ochenio. Las elecciones se realizaron el 17 de junio de 1956 y dieron por ganador al expresidente Manuel Prado.

## Reformismo civil moderado (1956-1968)

### Segundo gobierno de Manuel Prado

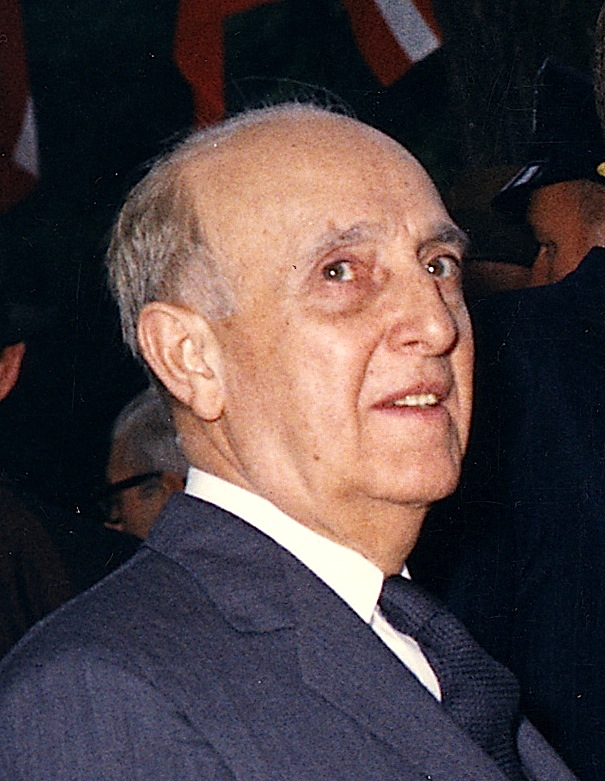
Manuel Prado Ugarteche, presidente del Perú por segunda vez (1956-1962).

Manuel Prado Ugarteche asumió el gobierno por segunda vez el 28 de julio de 1956. Cumpliendo la promesa hecha a los apristas, derogó la Ley de Seguridad Interior, comprendiendo en la amnistía subsiguiente a todos los presos políticos y a los que se hallaban exiliados. Por ello esta nueva gestión fue llamada el «período de la convivencia», ya que se produjo un entendimiento entre el pradismo y el aprismo.
El segundo gobierno de Manuel Prado se desarrolló en un clima de agitación motivada por tres razones principales:
- Por la crisis económica, originada por la recesión producida en Estados Unidos en 1957. Se depreciaron notablemente los productos de exportación y los dólares escasearon, por lo que se devaluó la moneda peruana.
- Por la agitación que surgió en el campo a favor de la realización de la reforma agraria; y
- Por la enérgica campaña de alcance nacional a favor de la recuperación de los yacimientos petrolíferos de La Brea y Pariñas que ilegalmente seguía explotando la compañía norteamericana International Petroleum Company.

Para enfrentar la crisis económica se nombró como ministro de Hacienda y presidente del Consejo de Ministros a Pedro G. Beltrán, el director del diario La Prensa, hasta entonces tenaz crítico del gobierno (1959). Su misión era poner en orden las finanzas, equilibrar el presupuesto y estabilizar la moneda, lo que se logró, no sin antes adoptarse medidas antipopulares de corte liberal, como el alza de la gasolina, el recorte de los subsidios a los alimentos y el aumento de la carga tributaria.
Por esos años se desarrollaron mucho las migraciones de la sierra y se incrementaron las barriadas en torno a Lima, al punto de hablarse del “cinturón de miseria” que empezaba a rodear la capital. También por entonces empezó el despegue de la industria de la harina de pescado, hasta convertir al Perú en la primera potencia pesquera del planeta, mérito que se debió a un talentoso empresario peruano: Luis Banchero Rossi.
Al aproximarse el final del gobierno de Prado, el descontento popular era innegable. Menudearon las huelgas y se hicieron protestas bulliciosas y hasta violentas en las calles. En medio de ese ambiente se convocaron a las elecciones generales de 1962, siendo los principales candidatos los siguientes:
- Víctor Raúl Haya de la Torre, por el Partido Aprista.
- El arquitecto Fernando Belaúnde Terry, por el partido Acción Popular.
- El general y expresidente Manuel A. Odría, por su partido Unión Nacional Odriista.

Las elecciones se realizaron el 10 de junio de 1962. Al finalizar el escrutinio ningún candidato había obtenido el tercio de votos que exigía la Constitución Política vigente, teniendo entonces que elegir el Congreso entre los candidatos que más votación habían obtenido, que eran los tres arriba mencionados. La situación obligaba a un pacto entre por lo menos dos de estos tres principales contrincantes. Insólitamente para algunos, el pacto se realizó entre los dos enemigos acérrimos, Haya y Odría, acordándose que este último asumiría la presidencia de la república. Pero se acusó al gobierno de haber cometido fraude en algunos departamentos.

### Gobierno provisional de Pérez Godoy

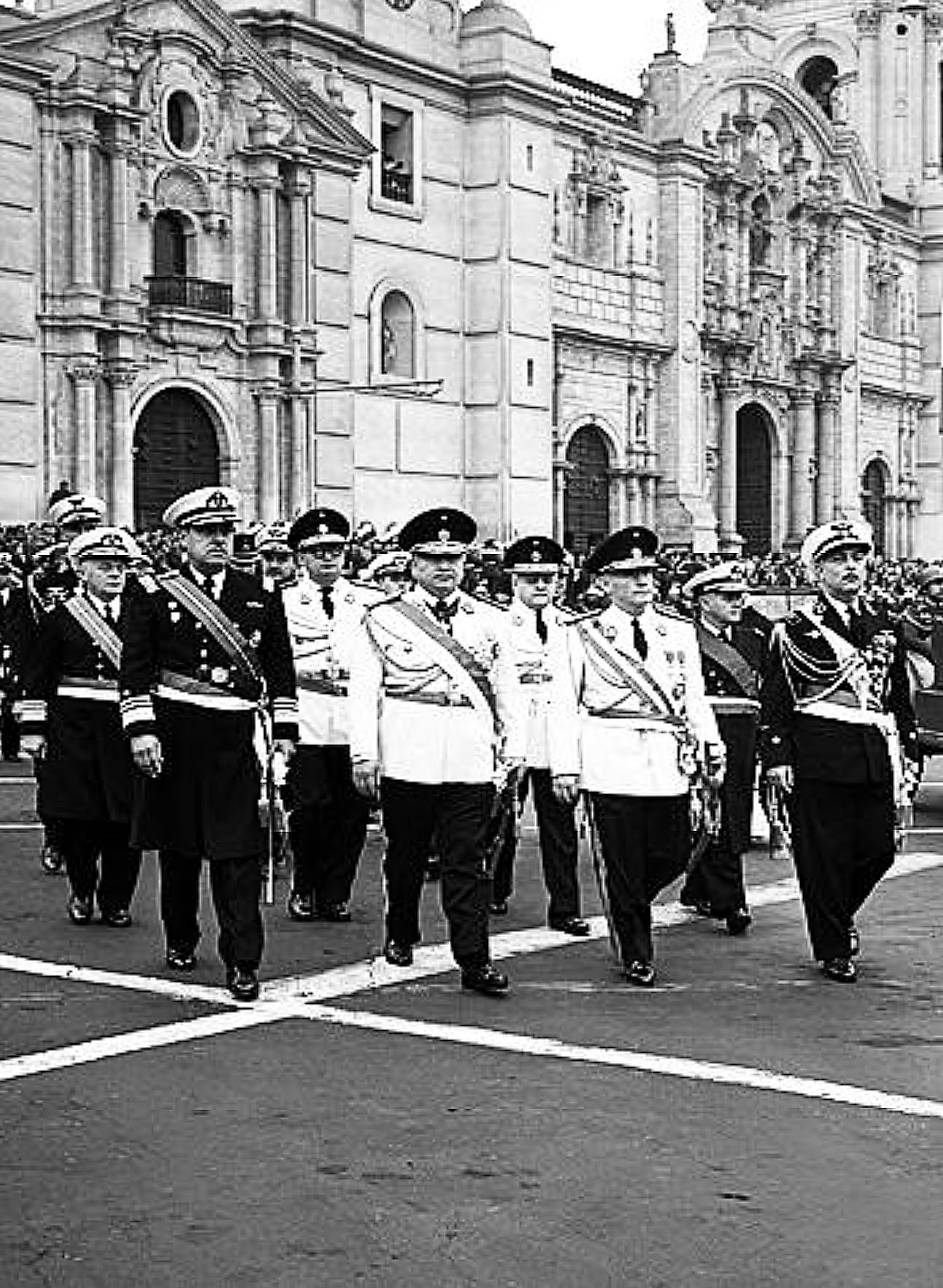
Junta Militar de Gobierno fue presidida por el general Ricardo Pérez Godoy y luego por el general Nicolás Lindley López, que anuló las elecciones y convocó a otras nuevas.

El Comando Conjunto de las Fuerzas Armadas, presidido por el general Ricardo Pérez Godoy, exigió al gobierno la anulación de las elecciones. Al recibir una respuesta negativa de parte del Jurado Nacional de Elecciones, los militares depusieron al presidente Prado en la madrugada del 18 de julio de 1962, cuando faltaban solo once días para finalizar su mandato presidencial. Se conformó una Junta Militar de Gobierno que anuló las elecciones y convocó a otras nuevas. Se ha dicho que el móvil verdadero de este golpe fue el antiaprismo muy arraigado todavía entre los militares. Cabe destacar que la acción de las Fuerzas Armadas fue de carácter institucional y no de tipo caudillesco, como habían sido hasta entonces todos los golpes de estado de la historia republicana del Perú.
Entre las medidas adoptadas por esta junta militar, destacan las destinadas a la planificación estatal y a la promoción cultural:
- La creación del Sistema Nacional de Planificación del Desarrollo Económico y Social del Perú, que, posteriormente se denominó Instituto Nacional de Planificación (INP). Su finalidad fue proyectar el desarrollo del país de manera orgánica.
- La creación de la Comisión Nacional de Cultura, el 24 de agosto de 1962, entidad autónoma encargada de la promoción, desarrollo y difusión de las manifestaciones culturales del país, que en 1971 empezó a llamarse Instituto Nacional de Cultura (INC), hoy Ministerio de Cultura.

La junta militar promulgó también la ley de bases de la Reforma Agraria, ante el agravamiento de la tensión campesina en el país, incitada por los sucesos de los valles de La Convención y Lares, en el departamento del Cuzco, donde los campesinos, acaudillados por Hugo Blanco, habían ocupado la mayor parte de los latifundios.
Estas primeras medidas tenían como objetivo realizar una serie de reformas ante el temor de que el descontento social pudiera ser canalizado por sectores radicales de izquierda.

### Gobierno provisional de Nicolás Lindley
En marzo de 1963, Pérez Godoy fue desalojado del Palacio de Gobierno por su segundo, el general Nicolás Lindley López porque, al parecer, empezaba a mostrar inclinaciones a continuar en el gobierno por más tiempo que el planeado originalmente. Lindley cumplió con la convocatoria de nuevas elecciones generales, que se realizaron el 9 de junio de 1963, con la participación de los tres candidatos importantes de la anteriores elecciones, es decir Haya de la Torre, Belaúnde y Odría. Pero esta vez funcionó en contra de Haya de la Torre la teoría del “voto perdido”: para muchos era muy probable que si ganaba nuevamente el APRA los militares insistirían en no reconocer el resultado, por lo que apostaron por Belaúnde, que resultó así triunfador. Los resultados oficiales fueron los siguientes: 
- Belaúnde, 708 662 votos (39.0 %)
- Haya de la Torre, 623 501 votos (34.5 %)
- Odría, 463 085 votos (25.5 %).

### Primer gobierno de Fernando Belaúnde

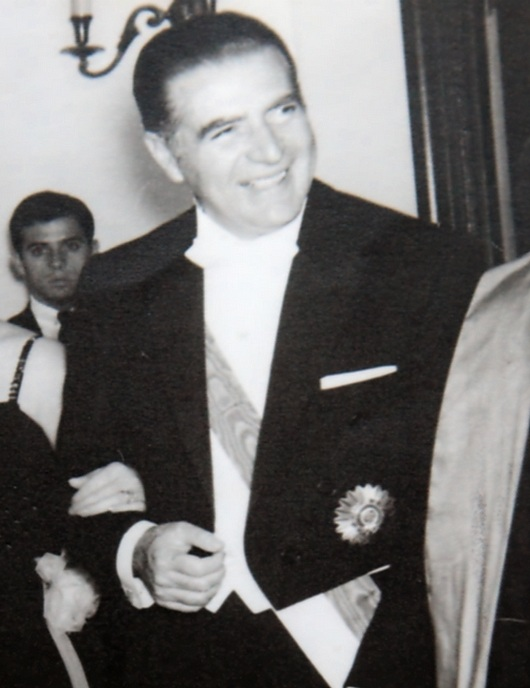
Fernando Belaúnde Terry, presidente del Perú (1963-1968).

El arquitecto Fernando Belaúnde resultó así elegido Presidente Constitucional para el período 1963-1969. Su obra estuvo orientada mayormente a las grandes obras públicas: construcción de carreteras (principalmente la Marginal de la Selva), aeropuertos, conjuntos habitacionales, reservorios, etc. Así mismo, restituyó el origen democrático de las autoridades municipales. Sin embargo, su labor fue obstaculizada constantemente en el parlamento por la oposición de los partidarios del general Odría (agrupados en la ultraderechista UNO) y del APRA; estos dos partidos, que años antes habían sido encarnizados enemigos, formaron la llamada COALICIÓN, poniendo en minoría parlamentaria a los representantes de los partidos de gobierno: Acción Popular y la Democracia Cristiana, que formaron la llamada ALIANZA.
En cuanto a política económica, Belaúnde no pudo controlar la inflación y la moneda nacional sufrió una drástica devaluación el 1 de septiembre de 1967. Asimismo se elevó la deuda externa. Se produjeron algunos levantamientos de campesinos y brotes guerrilleros en zonas andinas afectadas por la pobreza y la opresión de los terratenientes y que fueron reprimidas rápidamente con ayuda del ejército. Se acrecentaron las migraciones internas, del campo a la ciudad, especialmente en Lima, donde surgieron numerosos barrios marginales, que se denominaron después “pueblos jóvenes”, que agudizaron el problema de la vivienda y aumentaron el índice de desocupación.
Belaúnde inició la reforma agraria que afectaba principalmente a los latifundios no cultivados de la sierra y la costa, pero sin tocar a los que tenían un rendimiento eficiente, como los agroindustriales de la costa. Trató también de resolver el asunto del petróleo con la International Petroleum Company (IPC). El 13 de agosto de 1968 se suscribió el Acta de Talara, por el cual todos los campos petroleros pasaban a poder de la estatal Empresa Petrolera Fiscal (EPF), mientras que la IPC conservaba la refinería de Talara, el sistema de distribución nacional del combustible y las llamadas Concesiones Lima. La IPC se obligaba a comprar todo el petróleo que la EPF le quisiera vender, para procesarla en su refinería de Talara. Toda la prensa se hizo eco de este suceso, estallando la ciudadanía en alegría. Sin embargo, la opinión pública cambió cuando un sector de la prensa (la revista Oiga) dio a conocer las condiciones que había impuesto la IPC para la firma del Acta. El momento cumbre del escándalo llegó cuando el renunciante presidente de la EPF, ingeniero Carlos Loret de Mola, denunció que faltaba una página en el contrato de precios de petróleo crudo entre la EPF y la IPC (10 de septiembre de 1968). Esa fue la famosa "Página Once", que sirvió de pretexto para que un grupo de oficiales del ejército dieran un golpe de Estado menos de un mes después, acusando al gobierno de “entreguismo”.
En efecto, el 3 de octubre de 1968 el general Juan Velasco Alvarado encabezó el golpe de Estado contra Belaúnde, quien fue sacado a la fuerza de Palacio de Gobierno y desterrado a Argentina. Se inició así el llamado Gobierno Revolucionario de las Fuerzas Armadas.

## Reformismo militar radical (1968-1980)

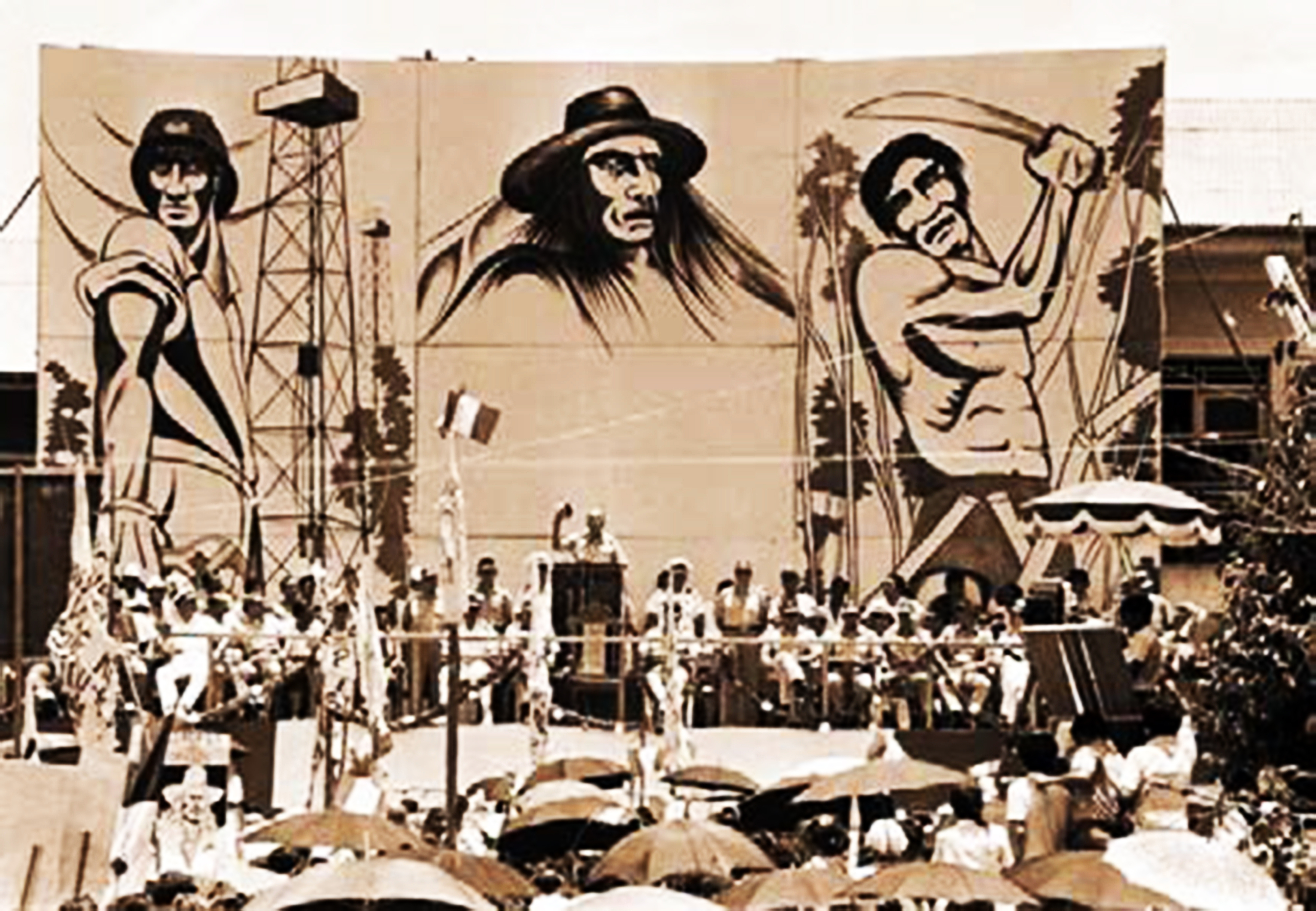
Discurso de miembros del régimen militar, en la parte superior imágenes de un obrero (izquierda), un campesino indígena (derecha) y Túpac Amaru II (centro).

El autodenominado Gobierno Revolucionario de las Fuerzas Armadas, también conocido como el reformismo militar radical, se instaló el 3 de octubre de 1968, tras el golpe de Estado contra Belaúnde, este se divide en dos fases, la primera estuvo encabezada por el general Juan Velasco Alvarado (1968-1975) en la que se aplicó el “Plan Inca” de índole estatista y nacionalista y la segunda fue impulsada por el general Francisco Morales Bermúdez (1975-1980) en la que se aplicó el “Plan Túpac Amaru" de índole institucionalista y progresista. Durante la década de 1970 el Perú asumió un carácter claramente de izquierda nacionalista, socialista, agrarista y antiimperialista. Además se realizaron una serie de reformas que tuvieron un gran impacto a nivel nacional, sin embargo muchas de las políticas redujeron drásticamente la inversión extranjera, aumentó la inflación y la escasez de algunos productos debido a la intensa fuga de capitales extranjeros, pero a pesar de dicha política económica las reformas radicales contribuyeron a construir un estado de justicia e igualdad social que destruyó el predomino de la Oligarquía clasista y dignificó a la población humilde e indígena, que comenzó a tener mayor participación en la vida política y social.

### Gobierno de Velasco Alvarado

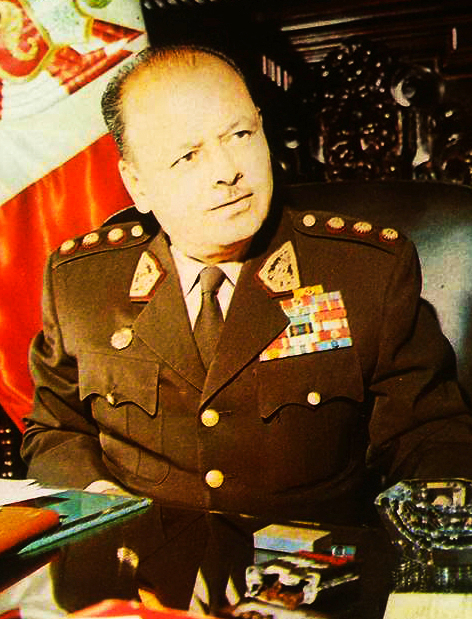
Juan Velasco Alvarado, presidente del gobierno revolucionario de las fuerzas armadas (1968-1975).

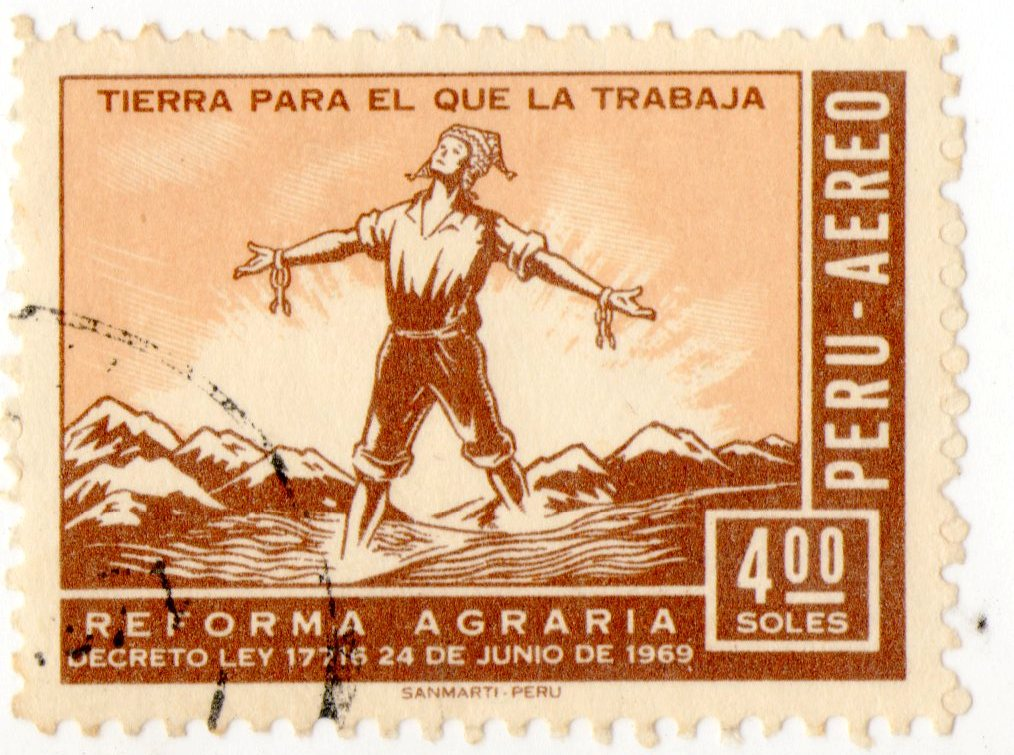
Sello postal de la reforma agraria promovida por el gobierno de Velasco.

El general Juan Velasco Alvarado se alzó contra el reformismo de los gobiernos anteriores y se propuso realizar cambios sustanciales en las estructuras del país. Su gobierno se reclamó nacionalista, antiimperialista, (especialmente antiestadounidense) y antioligarca, claramente orientado hacia la izquierda, lo que lo diferenciaba del resto de las dictaduras latinoamericanas, que por lo general eran de derecha. Su plan de gobierno lo expuso en el llamado “Plan Inca”.
Las principales reformas que realizó el gobierno de Velasco fueron las siguientes:
- La toma de las instalaciones de la IPC en Talara, el día 9 de octubre de 1968, la misma que la realizaron las fuerzas de la Primera Región Militar con sede en Piura, al mando del general Fermín Málaga. Este hecho puso fin al viejo problema de La Brea y Pariñas y tuvo un gran impacto favorable en el país, ayudando al gobierno a consolidarse en el poder. Para dirigir la política petrolera nacional se creó un nuevo organismo, Petróleos del Perú (PETROPERÚ).
- Se dio la ley de Reforma Agraria, el 24 de junio de 1969, que modificó el régimen de tenencia de la tierra, proscribió el latifundio, promovió la integración de minifundios y su cultivo en armonía con el interés social. Se expropiaron los fundos agroindustriales de la costa y se crearon las Cooperativas Agrarias de Producción (CAP).
- Estableció la Comunidad Industrial, por medio de la cual los trabajadores participarían corporativa e individualmente en las utilidades, gestión y administración de las empresas y la propiedad misma.
- Se reformó el sistema bancario, creándose la Banca Comercial Asociada. Se puso bajo control directo del Estado al Banco Central de Reserva del Perú. Se prohibió a los bancos extranjeros la apertura de nuevas sucursales y se trató de captar mayor ahorro a través de la Corporación Financiera de Desarrollo (COFIDE).
- Se estatizó la industria pesquera, creándose para tal efecto la entidad PESCAPERÚ. Se creó el Ministerio de Pesquería.
- Se dio la ley general de minería para promover la actividad minero-metalúrgica, con participación estatal. Para tal efecto de creó la entidad MINEROPERÚ. Los centros mineros de Cerro de Pasco fueron expropiados, creándose la entidad CENTROMIN PERÚ. También se crearon las entidades de HIERRO PERÚ (para la explotación del yacimiento de Marcona) y SIDER PERÚ (para la producción de acero en Chimbote):
- Se creó el Ministerio de Transportes y Comunicaciones (1970). Se promulgó la ley general de telecomunicaciones que permitía la intervención estatal en la radio y la televisión. Se creó el organismo ENTELPERÚ como ente rector de las comunicaciones. En las postrimerías de este gobierno, fueron confiscados todos los diarios de la capital, en la medianoche del 27 de julio de 1974. También se confiscaron diarios en provincias.

Estas grandes reformas emprendidas con el propósito de cambiar la fisonomía del país agravaron la situación económica, debido a sus costos enormes. Se multiplicaron las empresas estatales, con un número crecido de empleados, que por corrupción o ineficiencia, produjeron enormes pérdidas. De otro lado, el gobierno aplicó políticas económicas demagógicas, como los subsidios a la gasolina. Se empeñó también en no devaluar la moneda, en momentos en que esta medida era necesaria. Cuando finalizó su gobierno en 1975, ya no existían reservas en el Banco Central. Pero fue el atropello a la libertad de prensa lo que originó que por primera vez surgieran en las calles de Lima manifestaciones populares contra la dictadura. Los días 28 a 30 de julio de 1974 la juventud del distrito de Miraflores se apoderó de las calles y plazas, alzando su voz de protesta. Más de 400 manifestantes fueron detenidos.
En febrero de 1975 se inició en Lima una huelga de policías, quienes se quejaban de maltratos y exigían aumento de sus sueldos. Los policías se acuartelaron pacíficamente en Radio Patrulla, en la avenida 28 de julio del centro de Lima. En la medianoche del 4 al 5 de febrero, fueron despiadadamente atacados por la tropa y las unidades blindadas del ejército. Muchos policías huyeron; otros se rindieron. Se produjo también un número indeterminado de muertos y heridos. En la mañana del 5 de febrero estalló la más grave protesta popular, el llamado Limazo. Grupos de revoltosos recorrieron la ciudad e incendiaron el Casino Militar de la Plaza San Martín, el local del diario Correo y las oficinas de SINAMOS (entidad estatal que oficiaba como base política del régimen). El ejército salió a la calle, y en el transcurso de la tarde y la noche de ese mismo día, restableció el orden e hizo un número indeterminado de víctimas. El gobierno suspendió las garantías constitucionales e impuso el toque de queda. El saldo oficial fue de 86 muertos, 155 heridos, 1,012 detenidos y 53 policías enjuiciados. Velasco acusó a la CIA y al Partido Aprista de alentar los disturbios. Pero su régimen ya estaba herido de muerte.
El 29 de agosto de 1975, el general Francisco Morales Bermúdez, entonces Presidente del Consejo de Ministros, lideró un golpe de Estado incruento desde la ciudad de Tacna, acción conocida como el Tacnazo. Morales Bermúdez lanzó un manifiesto al país, el cual estaba respaldado por las Fuerzas Armadas y Policiales, y donde explicaba que su propósito era “eliminar los personalismos y las desviaciones” que el proceso revolucionario venía sufriendo. Velasco, que desde hacía meses se hallaba enfermo, e incluso había sufrido la amputación de una pierna, abandonó pacíficamente Palacio de Gobierno y se retiró a su residencia de Chaclacayo. Oficialmente se le consideró “relevado” del alto mando. No volvió a intervenir en política y falleció en 1977.

### Gobierno de Francisco Morales Bermúdez

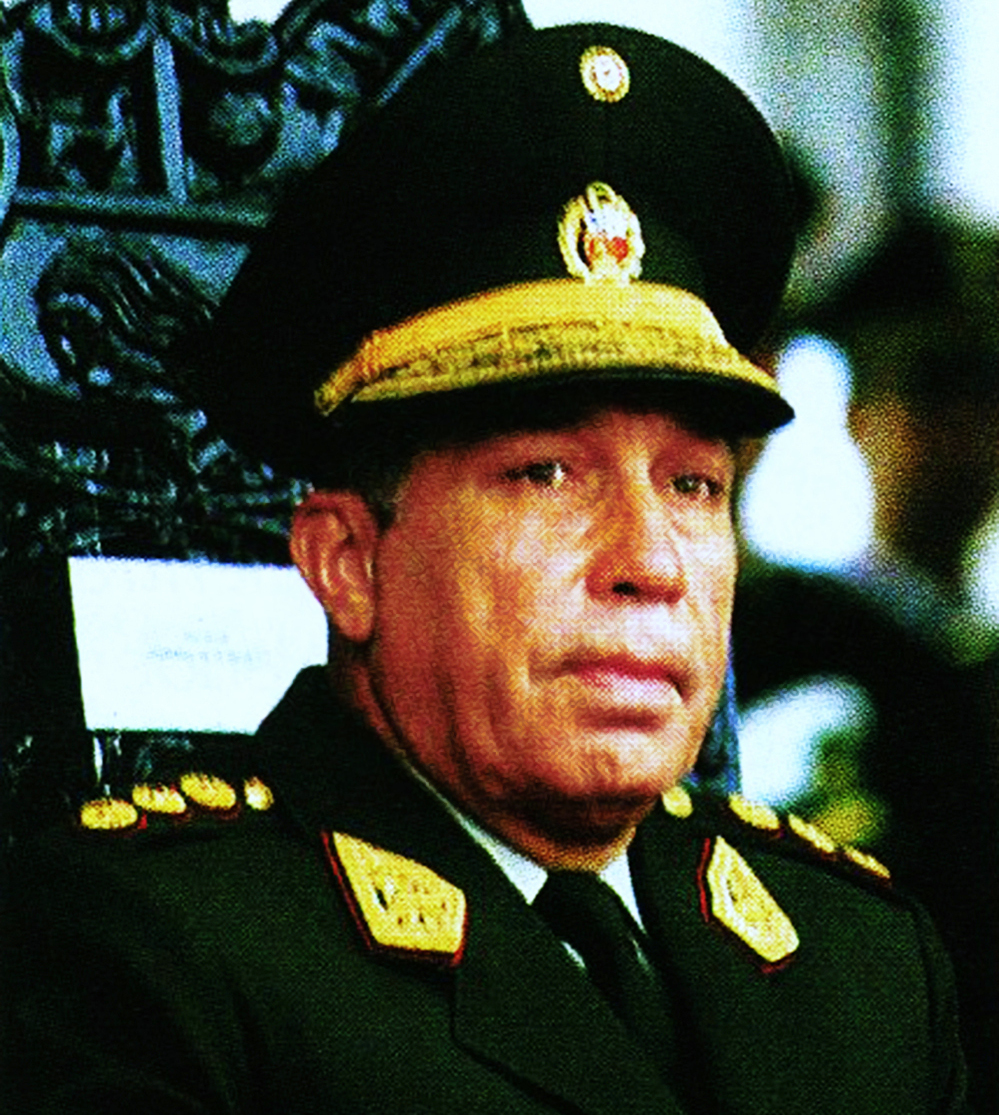
Francisco Morales Bermúdez, presidente del gobierno revolucionario de las fuerzas armadas (1975-1980).

Morales Bermúdez enfrentó el descontento y presión popular para retornar a la democracia. En el plano económico continuó la crisis financiera, caracterizada por las continuas devaluaciones de la moneda. El 19 de julio de 1977, se realizó un paro nacional impulsado por la CGTP, central sindical de tendencia comunista, que reclamaba un aumento general de sueldos y salarios de acuerdo con el alza del costo de vida. Este paro tuvo un masivo apoyo de parte de la ciudadanía. Lima quedó paralizada durante 24 horas de un modo nunca antes visto. Luego vinieron diversas movilizaciones nacionales. Morales Bermúdez convocó entonces a una Asamblea Constituyente, como un primer paso para el retorno a la legalidad. Dicha Asamblea se instaló el 28 de julio de 1978 y fue presidida por el líder aprista Víctor Raúl Haya de la Torre. Tras un año de debates se promulgó la Constitución de 1979, bajo cuya regencia se convocó a las elecciones democráticas de 1980, en las cuales triunfó el líder de Acción Popular y expresidente Fernando Belaúnde Terry, que volvió así nuevamente al poder, retornando la democracia

## Época del terrorismo y reconstrucción nacional (1980-2000)

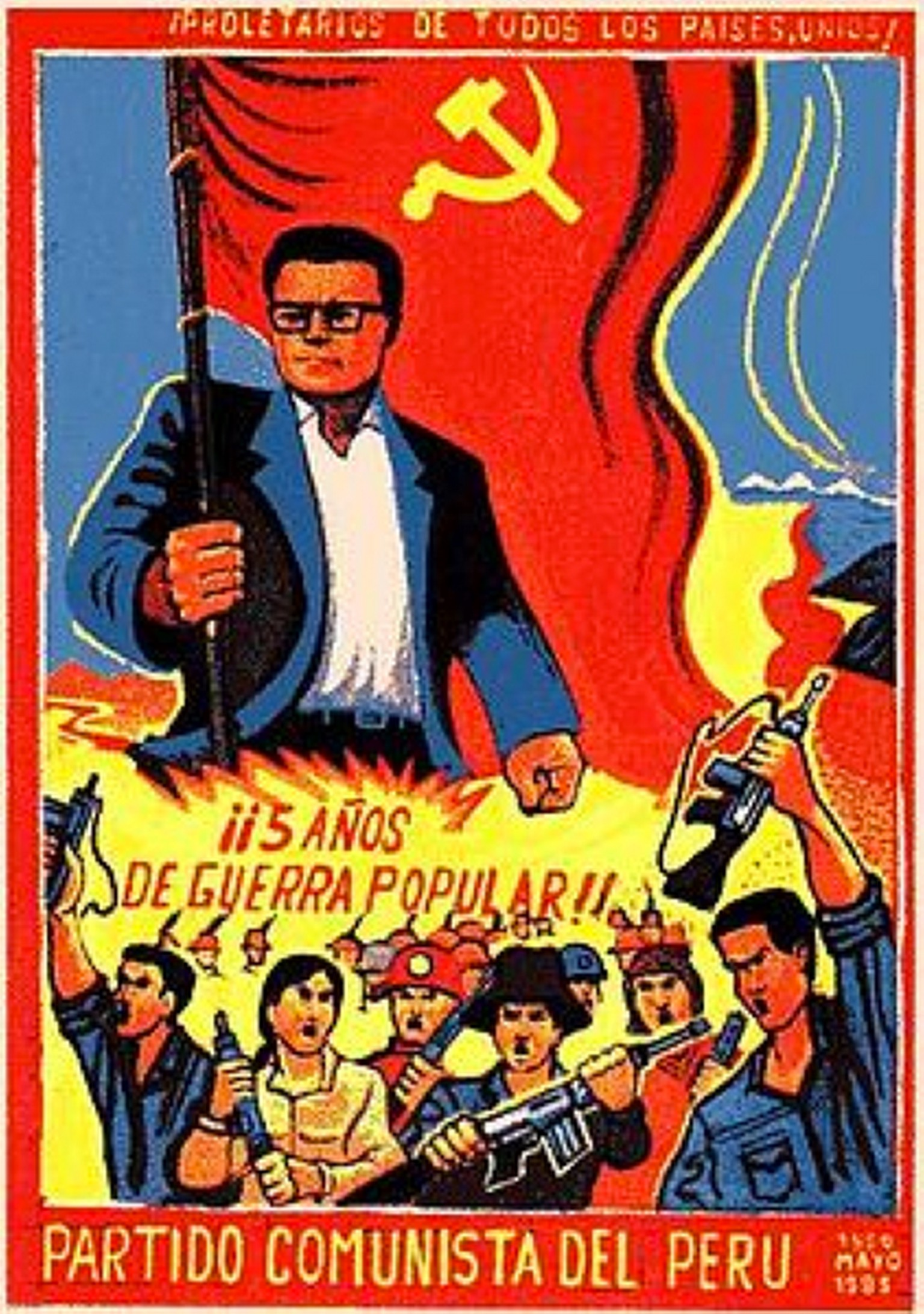
Cartel de Sendero Luminoso en la que se aprecia la imagen de su líder Abimael Guzmán.

Al finalizar la dictadura militar, el Perú retornó a la democracia. Sin embargo, durante la década de 1980, enfrentó una fuerte crisis política, económica y social heredada del último régimen, agravada por el inicio de la época de terrorismo en el Perú. Este fue iniciado por los grupos de extrema izquierda Sendero Luminoso y el MRTA, liderados por Abimael Guzmán y Víctor Polay Campos respectivamente, los cuales buscaban derrocar al gobierno para formar un Estado comunista, empleando tácticas subversivas y propaganda política. Sendero Luminoso se basaba en la doctrina maoísta inspirada en la Revolución Cultural, mientras que el MRTA se basaba en el marxismo-leninismo soviético aplicado en Cuba.
La CVR determinó que 69 280 personas habían muerto o desaparecido entre 1980 y 2000 como resultado de la violencia desatada, víctimas tanto de los grupos subversivos como de las propias Fuerzas Armadas y los grupos paramilitares del gobierno. En el aspecto económico, se generó una galopante hiperinflación, un inmenso déficit fiscal, se incrementó la deuda externa, aumentó el desempleo, el mercado negro, el crimen organizado y el narcotráfico. Ante esta situación, el gobierno ejecuta programas estructurales radicales, de fuerte disciplina fiscal.
Sin embargo, el conflicto interno hizo de este periodo el más violento debido a los innumerables secuestros, violaciones, torturas, asesinatos y genocidios. Por ende, se originó una nueva ola migratoria a Lima, que causó un desborde popular e hizo que el Estado no pudiera atender las demandas sociales básicas, lo que le costó perder la poca legitimidad que le quedaba. Tal carencia recrudeció el populismo, ensanchó el centralismo, aumentó las asimetrías sociales y formó una creciente violencia institucionalizada que derivó en un Estado fallido.

### Segundo gobierno de Fernando Belaúnde

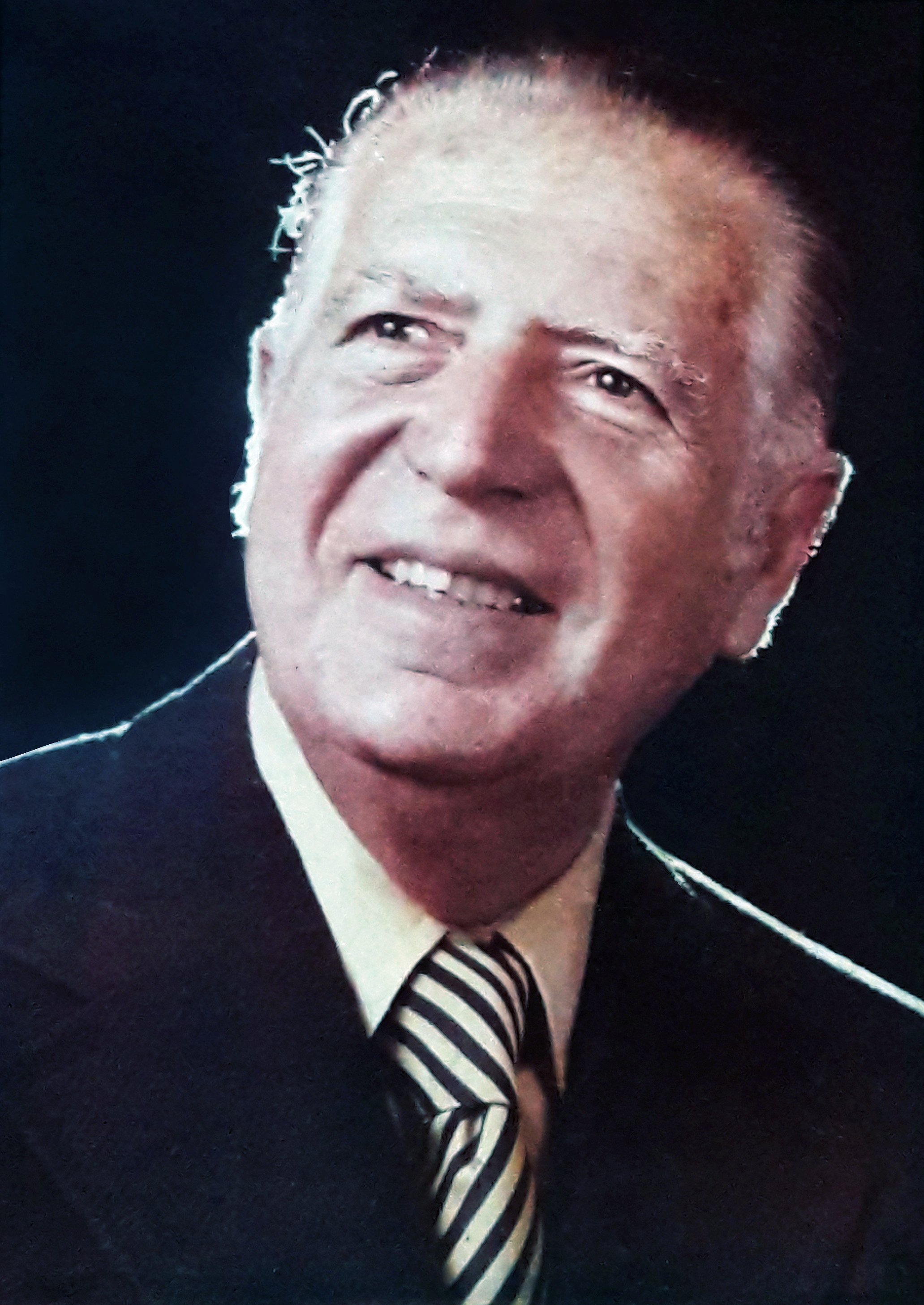
Fernando Belaúnde Terry, presidente del Perú por segunda vez (1980-1985).

Inaugurado el segundo gobierno de Fernando Belaúnde Terry, el Estado restituyó los medios de comunicación expropiados a sus propietarios, pero rechazó revertir la expropiación de las tierras hechas al amparo de la reforma agraria. El Estado también convocó a elecciones municipales y restauró el origen democrático de los gobiernos locales. En el aspecto internacional, Belaúnde se enfrentó a Ecuador en el conflicto del Falso Paquisha en 1981. Perú denunció el ataque a una de sus aeronaves en la cordillera del Cóndor y descubrió 6 puestos militares ecuatorianos que fueron destruidos por el ejército y la fuerza aérea peruanos. Ecuador envió numerosas divisiones guerrilleras, pero estas fueron eliminadas por las tropas peruanas. Estos movimientos agravaron el conflicto limítrofe entre los dos países. Belaúnde también apoyó a Argentina con la venta de armas y municiones en la guerra de las Malvinas.
Pese a tener mayoría en el Congreso, el segundo gobierno belaundista no colmó las expectativas de la ciudadanía y enfrentó el agravamiento de la crisis económica, cuyo signo más notorio fue la continua inflación que ocasionó una oleada de huelgas y paros laborales a nivel nacional.
Sin embargo, el suceso negativo más relevante de su administración fue el surgimiento de grupos subversivos de extrema izquierda (Sendero Luminoso y el MRTA) que pretendían instaurar un nuevo Estado mediante la lucha armada. Estos iniciaron la época del terrorismo con dinamitar torres eléctricas, el ahorcamiento y cuelgue de perros muertos en los postes de alumbrado público, y el uso de explosiones con coches bomba. El líder terrorista Abimael Guzmán adoctrinó a su organización con el pensamiento Gonzalo, cuya base era el maoísmo. Abimael sentía una obsesión por la revolución cultural que Mao Zedong había implementado en China y quería implementarla en el país. De este modo, insistió a los senderistas en realizar un golpe de Estado desde las zonas rurales hacia las ciudades, para luego asesinar y masacrar a toda la burguesía nacional.
El 3 de marzo de 1982, un comando armado de Sendero Luminoso asaltó la cárcel de Ayacucho. En el altercado, murieron dos policías y diez terroristas; sin embargo, los senderistas lograron liberar a 70 militantes y 304 presos comunes que aprovecharon la oportunidad para huir. La policía ejecuta a tres detenidos senderistas en el hospital de Huamanga. También aumentaron las desapariciones en la sierra, lo que impulsó una nueva migración hacia las periferias de Lima.
Además, ocurrieron miles de asaltos a puestos policiales, emboscadas a patrullas militares y masacres de poblaciones enteras. Ante estos hechos, Ayacucho fue declarada en estado de emergencia: se suspendieron las garantías constitucionales y el Ejército ejerce una brutal represión contrasubversiva. El fenómeno del Niño de 1983 ocurrió durante esta época, que mató a miles de personas. Sendero Luminoso empezó a asesinar a los principales dirigentes de las rondas campesinas, así como a profesores, médicos y alcaldes. En contraste, los Sinchis realizaron las matanza de Chalcos, Socos y del cuartel «Los Cabitos» de Huamanga.
El 26 de enero de 1983, Sendero Luminoso ejecutó la masacre de Uchuraccay, donde nueve periodistas fueron asesinados por campesinos al confundirlos con militantes senderistas. En represalia, el 3 de abril de 1983, estos ejecutan la masacre de Lucanamarca en el departamento de Ayacucho, donde mataron brutalmente a 69 personas entre las cuales había mujeres, ancianos y niños. Luego, el 11 de julio, los terroristas dinamitan el local central del partido Acción Popular y después matan a miles de campesinos. Miembros de la marina secuestran y ejecutan al periodista, Jaime Ayala y el ejército ejecutó la masacre de Putis, donde 120 civiles fueron torturados y masacrados brutalmente. No obstante, Belaúnde llevó adelante una política de obras públicas, especialmente en planes relacionados con la educación, vivienda y carreteras. El gobierno construyó las represas de Condoroma y Gallito Ciego, terminó una etapa más de la central hidroeléctrica del Mantaro, empezó la construcción de la central hidroeléctrica de Carhuaquero, continuó la carretera marginal de la selva; construyó hospitales, postas sanitarias y colegios al nivel nacional.
Sin embargo, durante este lapso de tiempo, Sendero Luminoso empieza a tomar varias universidades. Por su parte, el MRTA incendia varios locales públicos y privados e interfieren en las señales de radio y televisión. Sendero Luminoso intercepta el auto del presidente del JNE, Domingo García Rada y le disparan dos balas en la cabeza. El desgaste sufrido por la centroderecha, aseguraron el triunfo del APRA, al mando de Alan García, en las elecciones presidenciales de 1985 y poco antes de que asuma la presidencia el MRTA hace estallar un coche bomba en el Ministerio del Interior.

### Primer gobierno de Alan García

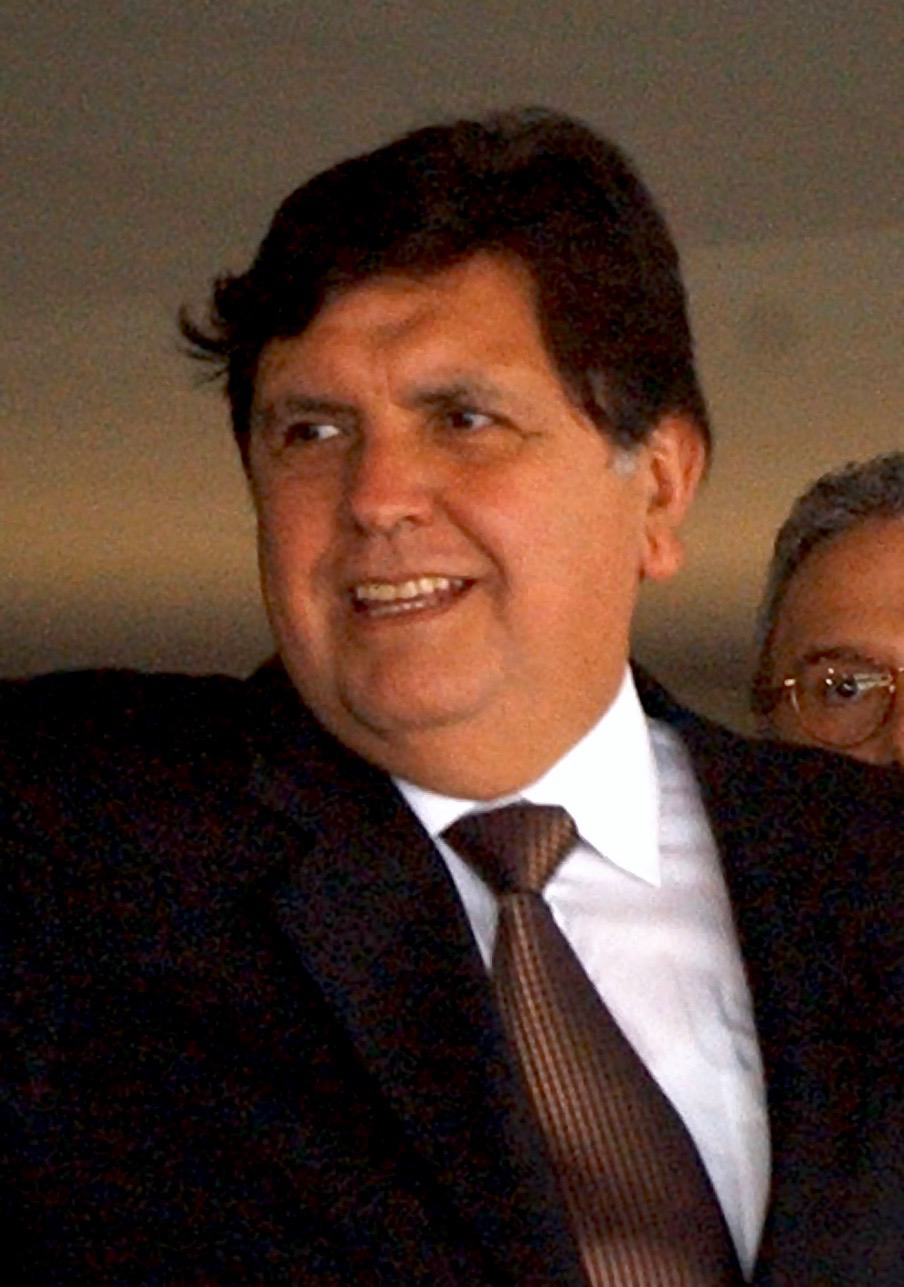
Alan García Pérez, presidente del Perú (1985-1990).

El primer gobierno de Alan García contó al principio con un masivo apoyo popular. Anunció modificaciones en la política antisubversiva y, en el aspecto económico, rompió relaciones con los organismos internacionales de crédito al anunciar que solo destinaría el 10 % de las exportaciones al pago de la deuda externa. Como reacción, el FMI declaró al Perú «inelegible» de recibir nuevos créditos, merced de las medidas populistas. La inflación se volvió a incrementar debido al cambio de moneda del sol al inti, la cual comenzó a devaluarse progresivamente. Así mismo, se produjo el aumento de la actividad terrorista de Sendero Luminoso y el MRTA. Los terroristas comenzaron a adentrarse en Lima y se expandieron por toda la sierra, en donde continuaron con los genocidios. Esta crítica situación, a su vez, desencadenó una desmedida represión militar como la masacre de Accomarca el 14 de agosto de 1985 en Ayacucho, en donde una patrulla del ejército comandada por el subteniente Telmo Ricardo Hurtado violaron y ejecutaron a 62 campesinos. En las semanas siguientes, miembros de las Fuerzas Armadas asesinaron paulatinamente a varios testigos del múltiple crimen. En contraste, Sendero Luminoso asesina a varios miembros de la Guardia Civil en emboscadas en la selva alta y matan a cientos de pobladores. Además, se produce el secuestro del capitán Álvaro Artaza Adrianzén y el ejército ejecutó a 59 campesinos en las localidades de Umaro y Bellavista como respuesta.
Un comando de Sendero Luminoso asesinó al contralmirante Carlos Ponce Canessa y, luego, varias unidades terroristas toman por completo los departamentos de Ayacucho, Junín, Huancavelica y Apurímac. También, se formaron escuadrones de la muerte, como el autodenominado Comando Rodrigo Franco. El 19 de junio de 1986, se produjo la Matanza en los penales en distintos centros penitenciarios de Lima: los terroristas se amotinaron y tomaron como rehenes a los guardias de las cárceles y a tres periodistas. Ante esta crisis, el ministro del interior Agustín Mantilla autorizó al comando conjunto de tomar la Isla El Frontón, en donde se libró un duro combate con fusiles y granadas. Horas más tarde, los 124 senderistas atrincherados yacían muertos junto a 176 presos comunes en las distintas cárceles, lo que ocasionó un despliegue de violencia en todo el país. Luego, el ejército realiza la Matanza de Ayaorcco. El 4 de mayo de 1987, varias torres eléctricas del Mantaro son derribadas por Sendero y, como consecuencia, nueve departamentos del país quedan en la oscuridad total. En Lima, al tiempo de iniciarse el apagón, se producen quince atentados a agencias bancarias. Frente a la gran inflación, el gobierno de Alan García impuso el dólar MUC, un tipo de cambio del dólar por debajo del precio real para ayudar a los «inversionistas privados». Pero, al agotarse la capacidad de gasto del Estado y en medio de denuncias de corrupción efectuadas por el fiscal Robert Morgenthau por cuentas en paraísos fiscales e enriquecimiento ilícito por el BCCI, Alan García culpó a los «circuitos financieros internacionales» y emprendió una fallida estatización de la banca. El 28 de julio, aplicó el denominado Plan Cero, el cual generó una inflación aún mucho mayor. Finalmente, García se vio obligado a sincerar la economía con la aplicación de un shock severo anunciado el 6 de septiembre de 1988, también conocido como el «paquetazo». La crisis económica alcanzó su peor nivel, con una hiperinflación galopante producto de la impresión de billetes que alcanzó el 7694,6 %, que destruyó toda política de inversión y de promoción industrial. El Perú fue considerado, en ese entonces, un Estado fallido. 
Otro episodio sangriento fue la masacre de decenas de campesinos en el pueblo de Cayara. En 1989, se desató una brutal oleada de violencia que dejó miles de muertos al nivel nacional. El gobierno organiza la creación del GEIN y los comités de autodefensa; sin embargo, en 1990, Víctor Polay Campos huye del penal Canto Grande con 47 terroristas a través de un túnel subterráneo. En las elecciones presidenciales de 1990, se presentaron como candidatos Mario Vargas Llosa por el FREDEMO y Luis Alva Castro por el APRA. No obstante, surgió la figura del ingeniero agrónomo y exrector de la Universidad Agraria, Alberto Fujimori, hasta entonces desconocido en política, quien encabezó un improvisado partido llamado «Cambio 90», que ganó las elecciones.

### Gobierno de Alberto Fujimori

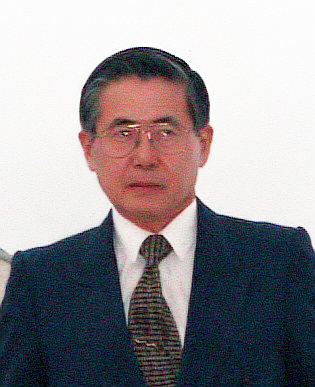
Alberto Fujimori, presidente del Perú (1990-2000).

#### Primer gobierno (1990-1995)
El gobierno de Alberto Fujimori, se inició el 28 de julio de 1990. El primer período se caracterizó por la lucha contra el grupo terrorista Sendero Luminoso y la recuperación económica luego de la crisis del anterior gobierno. El partido oficialista Cambio 90 no obtuvo mayoría en el Congreso frente a las mayorías relativas del APRA y el FREDEMO, en medio de la expectativa general para enfrentar la crisis política, económica y social. El 8 de agosto de 1990, el presidente aplicó el llamado «Fujishock» como medida drástica para controlar la hiperinflación, bajo las directivas del Fondo Monetario Internacional y el Banco Mundial. En el aspecto político, desarrolló un discurso contra los partidos y los políticos llamándolos «tradicionales», a los que culpó de la calamitosa situación del país.
El 31 de diciembre de 1991 el GEIN, entidad de lucha contra el terrorismo, ingresó a la casa en la que vivía Abimael Guzmán (Líder de Sendero Luminoso) en la calle Buenavista N.º 265, Chacarilla del Estanque, Lima. Sin embargo, Abimael logró escapar junto a otros terroristas porque una orden superior del ejército paralizó el operativo. La operación fue importante porque se recogieron pruebas de su existencia, además de documentos y un video que permitió identificar a los principales cabecillas de la cúpula senderista.
El Congreso no llegó a una mayoría favorable al presidente y no había un consenso en la mayoría de sesiones para aprobar los decretos del presidente, sobre todo en la lucha contra el terrorismo. Dada esta situación, el 5 de abril, Fujimori encabezó el autogolpe de 1992 con apoyo de las Fuerzas Armadas, mediante el cual disolvió las dos cámaras del Congreso e implementó una reforma del poder judicial. El ejército cerró los locales principales del APRA y Acción Popular. Así, el gobierno inició una fuerte represión contra los principales opositores políticos, mientras Fujimori gobernaba conforme a las circunstancias políticas que había en el país.
El 15 de febrero de 1992, terroristas de Sendero Luminoso convocan a un paro armado en todo el distrito de Villa El Salvador. Ante este hecho, María Elena Moyano, junto a varias mujeres salieron a las calles a desafiar contra los terroristas de Sendero Luminoso, quienes deciden asesinarla para, luego, dinamitar su cadáver. Más adelante, ocurre el asesinato de Pedro Huilca, líder sindicalista de la CGTP, quien fue tiroteado en la puerta de su casa. El 5 de junio, ocurre el atentado contra el canal 2 de Lima, en el que un coche bomba explota y destruye sus instalaciones, en donde mueren tres trabajadores. Luego, ocurre una oleada de cientos de secuestros y asesinatos en todo el país, perpetrado por células terroristas. 
El 12 de septiembre de 1992, tras meses de seguimiento, el GEIN ejecutó la Operación Victoria y capturó a Abimael Guzmán, junto a otros integrantes terroristas de Sendero Luminoso, en la casa de Maritza Garrido-Leca en Surquillo. La operación tuvo tal éxito que fue posteriormente llamada "La captura del siglo". Un mes después de su detención, la brigada antisubversiva captura a Martha Huatay y a otros siete cabecillas de Sendero Luminoso, así como también se da la recaptura de Víctor Polay Campos, líder del MRTA. Tras estos hechos, comenzó el declive de la acción subversiva y los terroristas fueron reducidos paulatinamente hasta el VRAEM. El 19 de agosto de 1993, una división de Sendero Luminoso asesino a ocho comunidades indígenas en el distrito de Mazamari. En respuesta, los Sinchis y el ejército realizaron numerosos operativos y matan a todos los implicados. 
El 29 de diciembre de 1993, el gobierno promulgó la Constitución de 1993, que significó la definitiva cancelación del modelo político, económico y social dirigido por el Estado desde la época del reformismo militar. Esta nueva constitución tuvo un carácter más liberal y promoción de la actividad empresarial, con la eliminación del inti y el modelo desarrollista de industrialización por sustitución de importaciones y, en su reemplazo, se creó el nuevo sol y se aplicó el modelo neoextractivo exportador, que plantaron los cimientos necesarios para la recuperación de la golpeada economía peruana y su posterior despegue. También, el Gobierno redujo el tamaño del Estado, abrió la economía al mercado internacional y se privatizaron varias empresas estatales quebradas que ocasionaban pérdidas millonarias. Esto ocasionó el despido de miles de trabajadores y su incursión en la informalidad, así como el crecimiento de la inestabilidad laboral. Desde entonces, los ciudadanos jubilados empezaron a perder su poder adquisitivo en sus pensiones ya magras dado el a que el sistema nacional de pensiones ya se encontraba quebrado.
El 24 de agosto de 1994, la esposa del presidente, Susana Higuchi, se divorció de Fujimori al acusarlo de haberla torturado física y psicológicamente en respuesta por sus acusaciones en contra de su esposo en 1992 por corrupción. Posteriormente, el presidente nombra a su hija Keiko Fujimori como primera dama de la Nación. En las elecciones presidenciales de 1995, Alberto Fujimori logró ser reelegido con mayoría absoluta en el Congreso, al derrotar la candidatura del embajador Javier Pérez de Cuéllar sin necesidad de ir a segunda vuelta.

#### Segundo gobierno (1995-2000)
En 1995, estalló la guerra del Cenepa contra Ecuador. En la cordillera del Cóndor, se producen varias escaramuzas fronterizas entre ambos ejércitos, liderados por el peruano Nicolás Hermoza y el ecuatoriano Paco Moncayo, respectivamente. Estos enfrentamientos dejaron decenas de muertos en ambos bandos, pero la diplomacia internacional logró que Perú y Ecuador delimiten la frontera en un tramo de 78 kilómetros de acuerdo a un dictamen que finalizó con la declaración de la Paz de Itamaraty. 

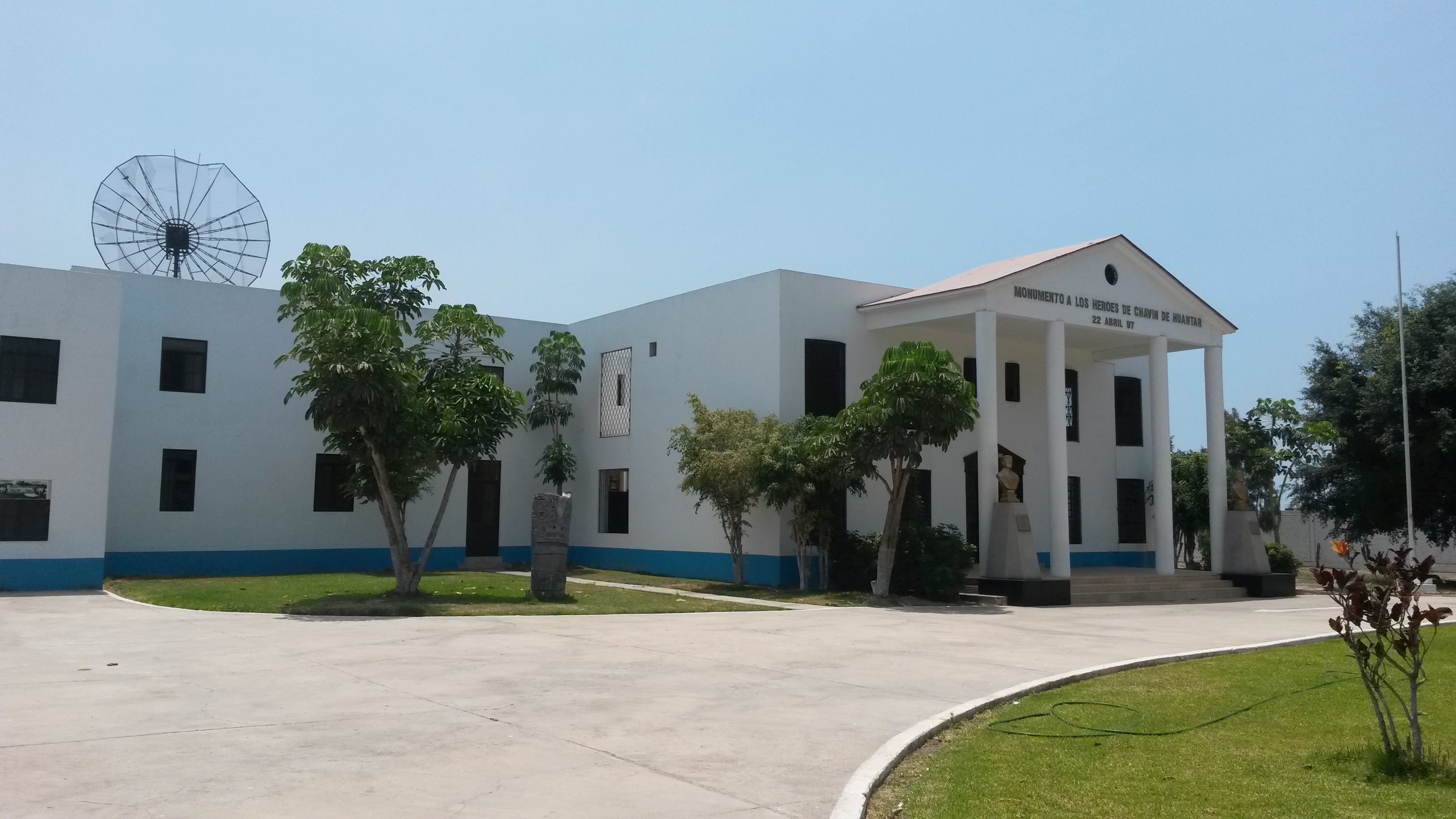
Réplica de la residencia del Embajador de Japón en Lima, construida para el entrenamiento de las fuerzas especiales que participaron en la operación chavín de huántar.

El 17 de diciembre de 1996, 14 miembros de la organización terrorista MRTA dirigidos por Néstor Cerpa Cartolini, tomaron como rehenes a cientos de diplomáticos, oficiales del gobierno, militares de alto rango y hombres de negocios que asistían a una celebración en la residencia del embajador de Japón, Morihisa Aoki, en Lima. Durante la crisis, el Estado actuó en busca de una salida pacífica y logró que liberen gradualmente algunas de las 500 personas secuestradas hasta mantener cautivas solo a 72 de ellas. El ejército cavó túneles para poder ingresar a la residencia y, simultáneamente, continuaron el diálogo con los terroristas. No obstante, con el pasar de los días, las negociaciones se volvieron más hostiles y, el 22 de abril de 1997, el gobierno ejecuta la Operación Chavín de Huántar: 148 comandos irrumpieron disparando por varios accesos, en esta acción militar, fueron liberados 71 de los rehenes y todos los terroristas emerretistas fueron abatidos. Sin embargo, el autoritarismo y la inmensa red de corrupción que tejió su principal asesor Vladimiro Montesinos, jefe del Servicio de Inteligencia Nacional, acabaron por socavar al régimen fujimorista. En 1998, Fujimori destituyó a todos los miembros del tribunal constitucional y aprobó la ley de interpretación auténtica para poder participar en nuevas elecciones. Desde el Poder Ejecutivo, Fujimori capturó a todas las instituciones mediante redes de corrupción que involucraron a cientos de políticos, empresarios, militares y periodistas. El gobierno ejerció un neopopulismo en los comedores populares y organizaciones sociales de supervivencia. Además, financió a los diarios chicha, periódicos controlados cuyo propósito era difamar a los opositores. Además, Montesinos compró los principales canales de televisión abierta del país, al Congreso, al Poder Judicial, a la ONPE y al JNE.
En las elecciones del 2000, Fujimori se presentó por tercera vez consecutiva como candidato presidencial contra el economista Alejandro Toledo, pero como estas elecciones estaban manipuladas, Toledo decidió no ir a la segunda vuelta. La oposición, conformada por varias organizaciones civiles se unieron para intentar evitar la juramentación de Fujimori. Del 26 al 28 de julio, Toledo lideró la marcha de los Cuatro Suyos organizada por el antifujimorismo. Durante la protesta, ocurrieron varios actos vandálicos que ocasionaron en pérdidas materiales en millones de soles, así como la explosión y el incendio de una sede del Banco de la Nación en la que murieron seis empleados. Tal hecho fue atribuido a agentes del gobierno para culpar a los manifestantes. Sin embargo, las protestas continuaron. 

#### Tercer gobierno (2000)
Seis semanas después, el 14 de septiembre, Canal N difunde los vladivideos donde se mostraba a Montesinos sobornando a políticos, periodistas y empresarios para que favorecieran al gobierno. El escándalo de corrupción desencadenó muchas protestas sociales en todo el país, como el levantamiento de Locumba. Frente a la gran inestabilidad, Vladimiro Montesinos, a bordo del velero Karisma, huyó del país, zarpando a Panamá para finalmente llegar a Venezuela, donde posteriormente sería capturado y extraditado. Fue recluido en la prisión de la Base Naval del Callao. Por su parte, Fujimori aprovechó el permiso para asistir a la cumbre de la APEC en Brunéi para huir y refugiarse en Japón, país del cual era ciudadano y desde el cual renunció por fax. Sin embargo, el Congreso no aceptó su renuncia y, luego de la aprobación de la destitución presidencial, Fujimori fue inhabilitado para ejercer todo cargo político por diez años. Martha Hildebrandt fue censurada de la Presidencia del Congreso y, después de la renuncia de Luz Salgado, el abogado Valentín Paniagua fue investido como nuevo Presidente, ante la renuncia de los dos vicepresidentes Francisco Tudela y Ricardo Márquez Flores el 22 de noviembre del 2000. Este hecho da inicio a la república empresarial.

## República empresarial (2000-2016)

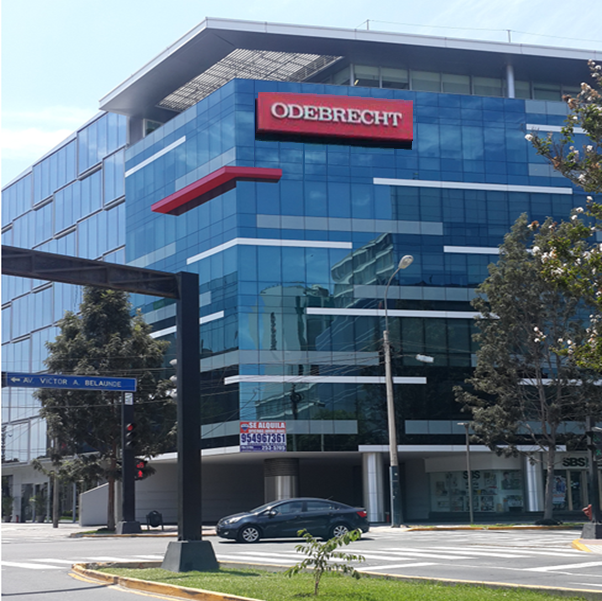
Local de Odebrecht en el distrito financiero de San Isidro, esta empresa ha sido una de las más vinculadas en la política nacional en las primeras décadas del.

El periodo de república empresarial, adoptado por Francisco Durand, se caracteriza por la consolidación del corporativismo impuesto desde el gobierno de Alberto Fujimori, y se extiende hasta el año 2016 (e inclusive las sucesivas crisis políticas). Durante las dos primeras décadas del siglo XXI se desempeñó por una serie de gobiernos elegidos democráticamente, bajo la regencia de la constitución de 1993, la imposición del sistema neoliberal materializó una política (corporato-oligárquica) que exigió recortes de impuestos para las grandes empresas, el aplastamiento de los sindicatos, la desregulación ambiental y la privatización del Estado. En el aspecto social, el país se polarizó en dos movimientos políticos opuestos diametralmente (fujimorismo y antifujimorismo) y en cuanto a los grupos de presión más relevantes se encuentran los empresarios en la derecha, los tecnócratas en el centro político y los movimientos sociales en la izquierda. Actualmente el poder fáctico del momento son las élites corporativas, tanto nacionales como extranjeras, aunque esta es una etapa de gran crecimiento económico, las desigualdades sociales se incrementaron debido a la esencial (captura del Estado) por parte de las élites empresariales que imponen un modelo único de desarrollo, neo extractivo exportador, frente a un estado rentista y a través de un capitalismo clientelista, las redes entre empresarios y políticos influyen en la economía y sociedad en la medida que corrompen a los sectores públicos mediante negociaciones privadas y lobbys con los que promueven decisiones lucrativas favorables a sus intereses y a los de sus socios aprovechándose de la gran desconfianza política y de las organizaciones sociales dispersas.

### Gobierno interino de Valentín Paniagua
El gobierno de transición de Valentín Paniagua (que contó con la colaboración del ilustre embajador Javier Pérez de Cuéllar, como primer ministro) se orientó a la organización de nuevas elecciones generales y a una profunda campaña de moralización del aparato público y las fuerzas militares que habían caído bajo la influencia del corrupto sistema fujimorista. También se descubrieron los yacimientos de gas de Camisea, se indulto a varios presos políticos y se convocó a una polémica Comisión de la Verdad para investigar la lucha contra el terrorismo entre los años 1980 y 2000. En las elecciones del 2001 el ganador fue Alejandro Toledo del partido Perú Posible.

### Gobierno de Alejandro Toledo

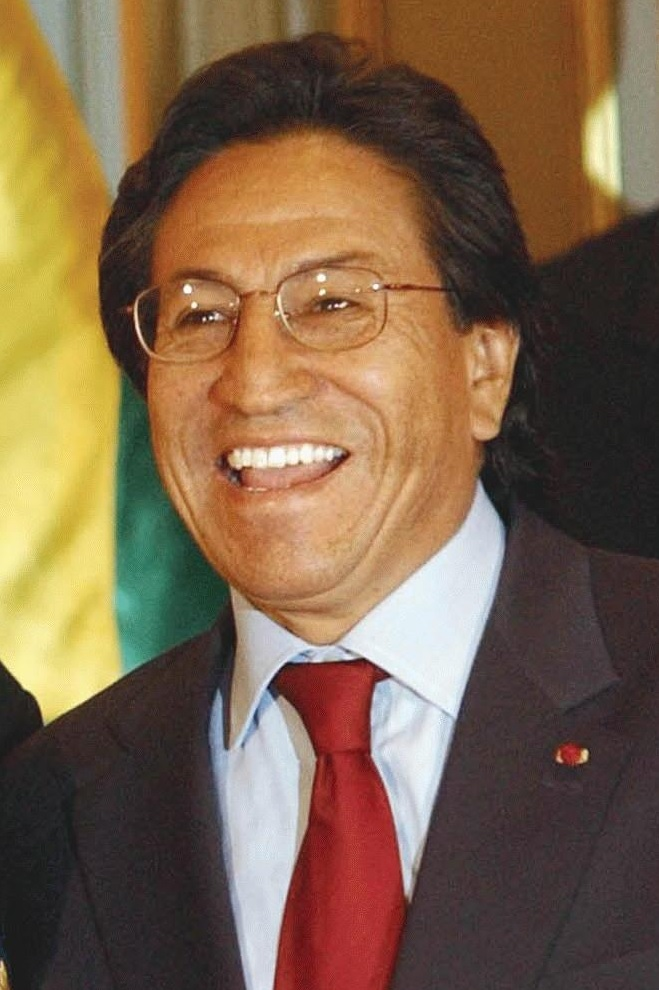
Alejandro Toledo, presidente del Perú (2001-2006).

El 28 de julio del 2001 el economista Alejandro Toledo juró como presidente de la república. La paradoja de su gestión fue que gozó de baja popularidad, envuelto en acusaciones de corrupción de la más variada índole, durante su gobierno la tasa de inflación fue negativa demostrando una estabilidad de precios, esto debido a que se alineó al modelo neoliberal, de esta manera la economía peruana logró superar la recesión y tuvo un gran crecimiento especialmente en la capital, la sierra central y la costa norte. También comenzó la insurgencia narcoterrorista, en el 2001, esta surgió específicamente en las zonas amazónicas de selva alta, del Alto Huallaga y del VRAEM, formándose así una red de narcotraficantes. Ante esto, el gobierno peruano desató variadas ofensivas. En el 2002 se levantó un movimiento en Arequipa por el frente amplio cívico, en rechazo al proyecto del gobierno de privatizar la empresa eléctrica Egasa para colocarla en manos de la transnacional Tractebel, ante las masivas manifestaciones y las innumerables críticas por parte de Alan García el gobierno suspendió las privatizaciones, semanas después, el primer ministro Roberto Dañino renunció junto a todo el gabinete. Otra protesta social ocurrió en Puno, en el distrito de Ilave, donde una turba enfurecida asesino a su alcalde y a dos regidores por motivos de corrupción, este hecho terminó con la desaparición de 17 personas. En contraste se aprobó la ley de gobiernos regionales que contribuyó al proceso de descentralización, también aumentó la construcción de inmuebles apartamentales, se dio un alza sin precedentes del precio internacional del oro, de la plata y del cobre que desató una nueva fiebre extractiva, pero esto también disparó la minería informal y la minería ilegal comenzó a operar en zonas protegidas. A los logros macroeconómicos de Toledo, habría que agregar a su favor el respeto al orden constitucional y a todas las libertades, principalmente la de prensa. Se creó el gasoducto sudamericano y se inició el llamado boom inmobiliario y el 18 de marzo de 2003 fue firmado el Tratado de Libre Comercio con los Estados Unidos. Sin embargo, un consorcio empresarial de Brasil aprovechó que las instituciones aún se encontraban muy debilitadas, al no haberse podido recuperar completamente de la gigantesca corrupción del gobierno de Fujimori y estas cayeron nuevamente en actos delictivos.
El llamado Club de la Construcción liderado por las empresas: Queiroz Galvao, Grupo OAS, Andrade Gutiérrez, Camargo Corrêa, Graña y Montero y en especial Odebrecht deformaron la democracia peruana y formaron una corporatocracia creando carteles y asociándose con la CONFIEP mediante un holding. En esta nueva coyuntura se edificó la ruta interoceánica aunque sin haber realizado una evaluación de impacto ambiental. Toledo firmó contratos de explotación de los yacimientos de gas de Camisea con varias empresas internacionales e inclusive se aprobaron contratos que favorecieron a los principales allegados al gobierno por medio de la constructora Odebrecht, las empresas privadas de Josef Maiman y la empresa ecoteva. Odebrecht creó una estrategia y construyó una oficina a la que llamaron (Sector de Operaciones Estructuradas) y desde la cual controlaron la inmensa red de mega corrupción que habían formado. El 30 de enero de 2004, el primer vicepresidente de Toledo, Raúl Díez Canseco Terry tuvo que renunciar debido a una serie de irregularidades tributarias. También enfrentó la renuncia de su primer ministro Carlos Ferrero Costa lo que provocó la crisis total del gabinete, ante esto Toledo nombró a Pedro Pablo Kuczynski, dueño de las empresas Westfield y First Capital, para que lo reemplace. El 1 de enero de 2005 se produjo el Andahuaylazo, el comandante Antauro Humala lideró este intento de golpe de Estado junto a la asonada con 150 seguidores del etnocacerismo, con quienes capturó la principal sede policial y se apropiaron de la ciudad de Andahuaylas, el presidente Alejandro Toledo declaró en estado de emergencia a Apurímac y coordinó el desplazamiento de más de 300 agentes de la DIROES al lugar de los hechos y tras el altercado que dejó un total de 7 muertos, Antauro fue capturado. Por otro lado, se produjo la llegada a Chile de Alberto Fujimori, procedente del Japón y el Poder Judicial inició los trámites para su extradición, además se realizó el censo del 2005 que dio a conocer que el Perú había una población de 27’219,264 habitantes. En las elecciones del 2006, los principales candidatos fueron el oficial Ollanta Humala, por Unión por el Perú; el expresidente Alan García, por el APRA y Lourdes Flores, por Unidad Nacional. Sin embargo la intromisión del chavismo, adverso a los intereses empresariales, a favor de Humala favoreció la candidatura de Alan quien resultó ganador.

### Segundo gobierno de Alan García

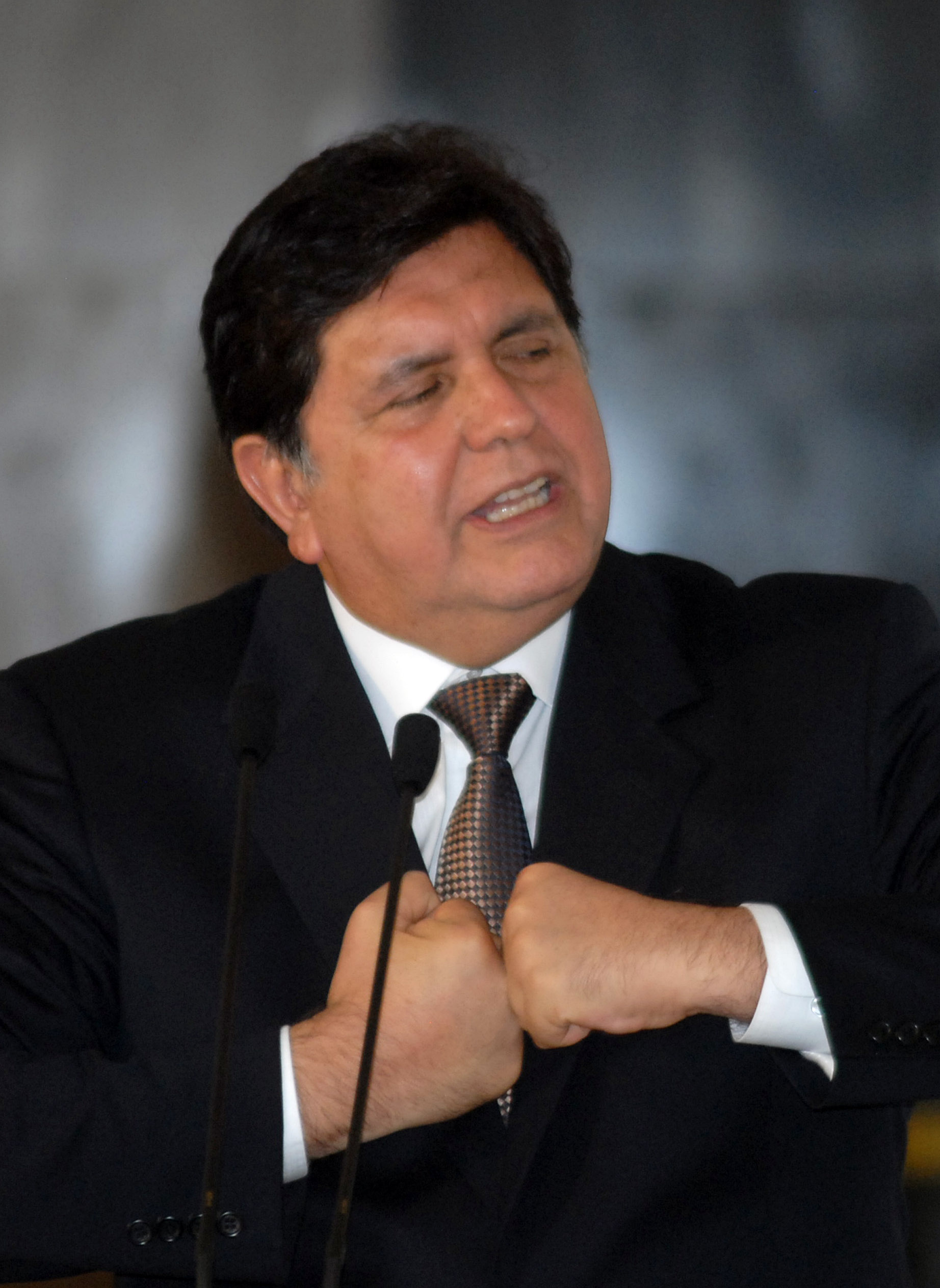
Alan García Pérez, presidente del Perú por segunda vez (2006-2011).

El segundo gobierno de Alan García se caracterizó por su marcado interés en favorecer la inversión extranjera, por el deseo de acelerar la integración del Perú con los grandes mercados mundiales y de alentar al empresariado a inyectar sus capitales. En definitiva, siguió los lineamientos de la política económica neoliberal. Entre otros acuerdos, logró finiquitar el TLC con los Estados Unidos, y acuerdos similares con China, Tailandia, Chile, Canadá, Corea del Sur y México. Parte de la bonanza en las exportaciones peruanas se debió al contexto internacional neo extractivo creado por esa política, que abrió amplios y nuevos mercados. También se realizó el censo del 2007 por los desacuerdos con el anterior. El 15 de agosto de 2007 ocurrió el Terremoto de Pisco de magnitud de 7,9 que dejó cientos de muertos y heridos. Ante esto el Perú recibido ayuda humanitaria de distintos países. Entre muchos factores externos y gracias a un adecuado manejo económico se pudo superar sin mayores sobresaltos la Crisis financiera de 2008 y la gran recesión que golpeó a los principales compradores, los Estados Unidos, la China, etc. Alan firmó un decreto conocido como la Ley de la Selva en el Perú que aumento las exportaciones de minerales, el cual desató una crisis política. Los días 5 y 6 de junio de 2008 se realizó el Moqueguazo un paro minero liderado por el entonces gobernador Martín Vizcarra, debido a que el canon y los impuestos de la Southern Peru Copper Corporation repartidos por el MEF iban en su mayoría a Tacna, los huelguistas bloquearon la Panamericana Sur, Alan García ordenó a sus ministros a que logren una negociación con el gobernador y el 19 de junio, mediante un acta de 8 puntos se aceptó una solución y se procedió al levantamiento del paro y rehabilitación de carreteras por los pobladores. El 5 de octubre de 2008 estalló el Caso Petroaudios, Jesús Ojeda asesor de la empresa (Business Track) difundió a la prensa audios, que mostraban como, ministros, allegados al gobierno y a Alan como Rómulo León, vendían de lotes petroleros a la Discover Petroleum para su beneficio personal. En medio del escándalo de corrupción apareció un audio que implicaba al mismo Jorge del Castillo y a varios apristas, ante esto los integrantes del gabinete pusieron sus cargos a disposición de Alan García quien aceptó la renuncia del consejo de ministros y formó un nuevo gabinete encabezado por Yehude Simon.
En noviembre de 2008 el Perú fue sede de la cumbre mundial del Foro de Cooperación Económica Asia-Pacífico y de la cumbre internacional. En el año 2009, en el proceso contra Fujimori, luego de 16 meses y 161 audiencias la corte suprema, dirigida por el juez César San Martín, condenó a 25 años de prisión al expresidente Fujimori, pues se le encontró culpable de los cuatro casos que comprendían el juicio. El gobierno ejecutó cientos de obras entre las que destacan Techo propio y Mi vivienda realizadas por el Club de la Construcción, pero también realizó numerosos Narco-Indultos con los cuales se liberó a más de mil presos por narcotráfico. El 16 de enero de 2009, el embajador peruano Allan Wagner Tizón, entregó a la corte internacional de justicia de La Haya, la demanda de controversia marítima entre Chile y el Perú. Por otro lado se inician los trámites para la finalización del metro de Lima. No obstante, el gobierno debió soportar de protestas sociales en diversas localidades como el conflicto de Bagua, siendo el episodio más sombrío la llamada masacre de Bagua, el 5 de junio del 2009, esto debido a un decreto que favorecería a las grandes empresas transnacionales y mineras a usar zonas protegidas con el fin explotar yacimientos de petróleo, gas y otros minerales. Esto afectaba directamente a las comunidades indígenas. Sin embargo el gobierno apoyo a las mineras. También se inició el Proyecto Conga que aumentó la rentabilidad financiera. Por otra parte, a García se le abrieron varias investigaciones por corrupción, pero ninguna porcedió ya que jueces apristas lo blindaron en los casos de cuentas en paraísos fiscales. Otro aspecto negativo fueron los Lobbys y contrataciones privadas por parte de Marcelo Odebrecht y Jorge Barata para financiar a cientos de políticos, jueces y periodistas desde el Club Nacional, luego le entregó doscientos mil dólares a la CONFIEP y financió el Cristo del Pacífico, debido a que dicha empresa junto a Graña y Montero tuvieron a su cargo gran cantidad de proyectos. En las elecciones del 2011, se presentó Ollanta Humala, por Gana Perú y Keiko Fujimori por Fuerza 2011. Pero, Humala resultó ganador, ya que se esforzó en demostrar sus distanciamiento del chavismo al modificar completamente su plan de gobierno.

### Gobierno de Ollanta Humala

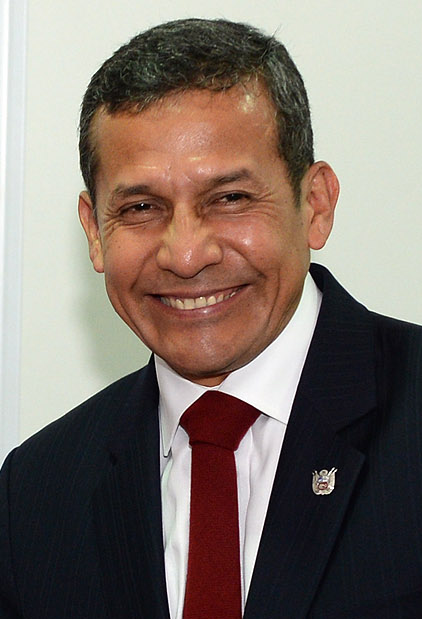
Ollanta Humala, presidente del Perú (2011-2016).

El gobierno de Ollanta Humala generó expectativa no solo en el Perú, sino a nivel internacional, pues se creyó que acabaría con el predominio de la derecha neoliberal en el país y que se aliaría con los gobiernos de izquierda del continente. Ni lo uno ni lo otro se cumplió. La llamada “Gran Transformación” que anunciaba en su programa de gobierno original y que implicaba un giro radical al modelo económico vigente, nunca se aplicó, lo que llevó a que varios de sus congresistas (entre ellos Verónika Mendoza), abandonaran su partido, acusándolo de traición. Desde un inicio sufrió también la baja de su segundo vicepresidente, Omar Chehade, al ser descubierto favoreciendo al grupo Wong así como también a familiares suyos, en desmedro de la azucarera Andahuasi. Tras ello la fiscalía le planteó una investigación, pero Chehade renunció. El gobierno, se caracterizó por el protagonismo de la esposa del presidente, Nadine Heredia, a tal punto que se habló de una posible usurpación de funciones. Ollanta Humala tuvo que afrontar un conflicto social originado por la oposición de la población al Proyecto Conga de la minera Yanacocha en Cajamarca. La intensiva extracción por parte de las empresas mineras causaron la erosión y la contaminación de varias regiones del país, en especial en la mina de Yanacocha. El 4 de julio de 2012, el gobierno declara estado de emergencia en las provincias de Celendín, Hualgayoc y Cajamarca. Debido a las protestas masivas que pedían la suspensión de las actividades mineras y luego de varios enfrentamientos entre la policía, la minera ha suspendido sus operaciones. Sin embargo el daño contra el medio ambiente y los ecosistemas de la zona ya estaba hecho, así como la destrucción de los principales recursos no renovables. En total, fueron más de 200 conflictos sociales los que tuvo que enfrentar Ollanta Humala, la mayoría relacionados con la contaminación medioambiental. Otro aspecto negativo fue el incrementó la inseguridad ciudadana y el recrudecimiento de la delincuencia. En contraste se logró capturar a varios traficantes en el marco de la insurgencia narcoterrorista. Entre los logros del gobierno está la asignación del PBI para el sector de educación del 2.4 % al 4 %, la creación del programa Beca 18, que benefició a más de 60.000 jóvenes, el impulso a la aprobación de la nueva ley universitaria, la creación el ministerio de inclusión social, la implementación de grandes programas sociales como Pensión 65, Qali Warma, el plan esperanza, Cuna Más y el sistema integrado de salud.
A pesar de los programas sociales, el gobierno destino a aprobar contratos que beneficiaron a las principales empresas de la CONFIEP, ya que el mayor aporte al PBI peruano era la  y exportación en el área de minería e hidrocarburos a cargo de la Sociedad Nacional de Minería y la mayor fuente de ingresos nacionales la controlaba la asbanc y la bolsa de valores de Lima. Por otro lado, se inició la concesión para la construcción del aeropuerto Internacional de Chinchero, se construyó la carretera longitudinal de la sierra tramo 2, se inició la línea 2 del metro de Lima, la modernización de la refinería de talara y de todo el Gasoducto Sur Peruano, la inauguración del proyecto de irrigación H2Olmos, el incremento de la infraestructura vial (más de 19 000 km). Si bien recibió un país creciendo a tasas de 6 % anual, durante este periodo solo se creció en un promedio de 3 % anual lo que se atribuye a factores externos y la reducción de la pobreza se desacelero disminuyendo solamente 2%. El gobierno tampoco estuvo exento de sospechas de corrupción. El 19 de junio de 2015, el empresario Marcelo Odebrecht fue imputado en la investigación conocida como operación Lava Jato en el contexto de la mayor red de mega corrupción empresarial internacional que involucró a miles de políticos y empresarios a escala global. En medio del escándalo se descubren agendas de Nadine Heredia que mostraban actos de corrupción, además de la captura del exasesor presidencial del Presidente Humala, Martin Belaunde Lossio en Bolivia. El Poder Judicial pone al juez Richard Concepción Carhuancho a cargo del caso. A inicios del 2016 se realizan las elecciones generales, los principales candidatos fueron la líder del fujimorismo, Keiko Fujimori por Fuerza Popular y el banquero, Pedro Pablo Kuczynski por Peruanos Por el Kambio, pero el fujimorismo tenía serias denuncias por corrupción que fueron revelados por la prensa y los distintos medios de comunicación. Tras una reñida contienda, el banquero, Pedro Pablo Kuczynski resultó ganador, pero con un ajustado margen de 2%, mientras que Fuerza Popular logró una gran mayoría en el Congreso.

## Primera crisis política (2016-2020)
La primera crisis política, surge a raíz de la investigación contra el expresidente Pedro Pablo Kuczynski, por estar vinculado al Caso Odebrecht, lo que originó que el Congreso, decidiera aprobar un pedido de destitución contra el mandatario, que no tuvo éxito. Más adelante, el expresidente Kuczynski, logró darle el indulto al exmandatario Alberto Fujimori, preso por los crímenes de Barrios Altos y La Cantuta, hecho que motivó que la ciudadanía protestara en contra del indulto. Al año siguiente, Kuczynski, renunció a la presidencia, tras descubrirse que congresistas disidentes del fujimorismo, (encabezados por Kenji Fujimori), estaban negociando con un parlamentario fujimorista para poder salvar a Kuczynski de un segundo pedido de destitución a cambio de obras. Más adelante, asumió el poder Martín Vizcarra, que se desempeñaba como vicepresidente. Sin embargo, la crisis continuaría cuando se difundieron audios donde jueces y magistrados del Consejo Nacional de la Magistratura, estaban envueltos en casos de corrupción y tráfico de influencias. Ante ello, Vizcarra, propuso que se convoque a un referéndum para reformar la Constitución actual, siendo aprobadas las tres normas, menos la bicameralidad del Parlamento. Al año siguiente, Vizcarra, propuso adelantar las elecciones generales para el 2020, motivo por el cual el Congreso archivó la propuesta. En septiembre, Vizcarra disolvió el Congreso, debido a que el Parlamento denegó fácticamente la cuestión de confianza planteada por Salvador del Solar, y llamó a elecciones congresales para el 2020. En el mismo año, Vizcarra fue destituido del cargo por incapacidad moral, al demostrarse que cometió actos de corrupción cuando fue gobernador regional de Moquegua. Más adelante, Manuel Merino, asumió la presidencia, desencadenándose una serie de protestas en su contra que dejaron un saldo de 2 muertos y más de 112 heridos. Tras estos hechos violentos, Merino renunció a la presidencia, y luego, asumiría el poder Francisco Sagasti.

### Gobierno de Pedro Pablo Kuczynski

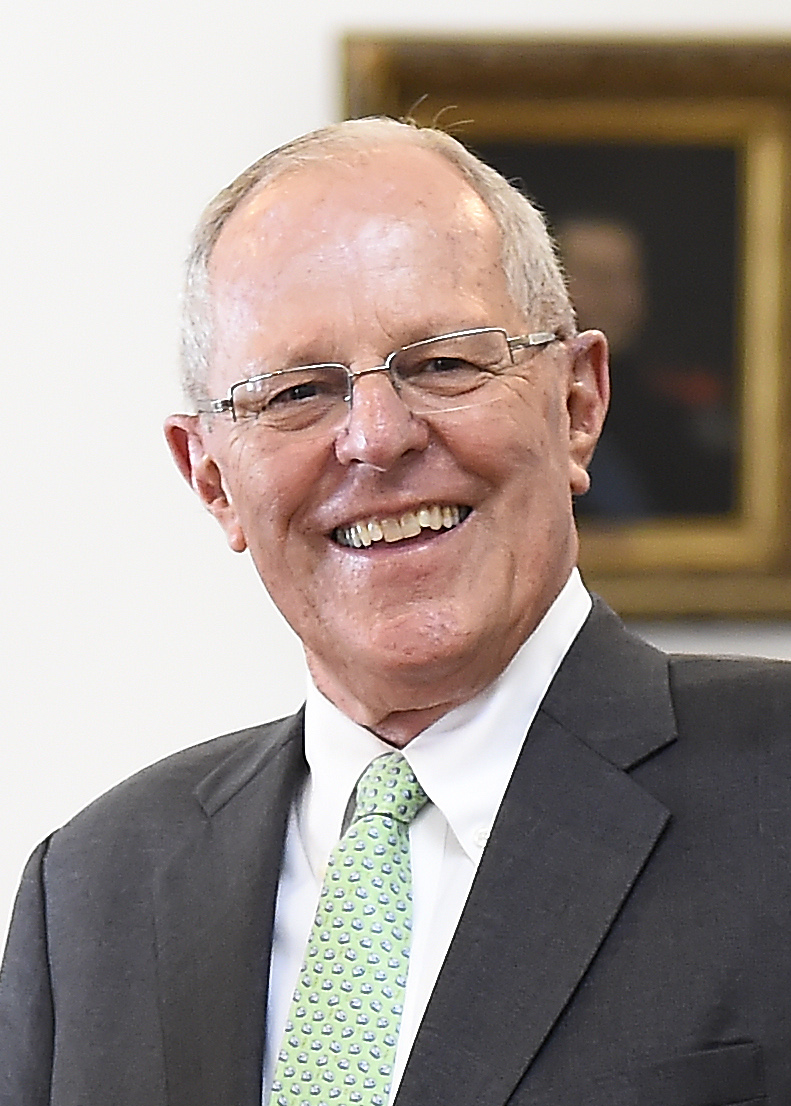
Pedro Pablo Kuczynski, presidente del Perú (2016-2018).

El gobierno de Pedro Pablo Kuczynski se inició el 28 de julio de 2016. Sin embargo, su mandato se vio envuelto en un enfrentamiento entre su Gobierno y el Congreso. Sus primeros meses en el poder se caracterizaron por la constante renuncia de sus ministros, quienes eran censurados o interpelados por el Parlamento. No fue hasta septiembre del 2017 cuando el Congreso le negó la confianza al premier Fernando Zavala, quien fue remplazado por la vicepresidenta, Mercedes Aráoz. 
Su gobierno coincidió con la llegada del Caso Odebrecht, un caso de sobornos internacional que involucraba a altos funcionarios de América Latina, incluyendo el Perú. Este caso generó el arresto del expresidente, Ollanta Humala y de su esposa, Nadine Heredia a prisión. Además, se anunció una orden de captura internacional contra el expresidente Alejandro Toledo. No fue hasta diciembre de 2017 que este caso internacional provocó un duro golpe para la administración Kuczynski. Se reveló que el entonces presidente tendría vinculaciones con Odebrecht tras hallarse montos de transferencia de sus empresas personales con tal empresa.
Ese mismo mes, el Congreso impulsó un primer pedido de destitución contra Kuczynski, quien alegaba una persecución política por parte del fujimorismo y del aprismo, además de mencionar un supuesto intento de Keiko Fujimori de querer capturar las instituciones y poderes del Estado. El pedido de destitución no fue aprobado por el Congreso, y Kuczynski salió victorioso del proceso.
El 24 de diciembre, a vísperas de la Navidad, el presidente Kuczynski le concedió el indulto al expresidente Alberto Fujimori, quien estaba preso por los asesinatos de Barrios Altos y La Cantuta, además de tener acusaciones por corrupción y malversación de dinero del Estado. Este hecho generó manifestaciones por parte de la ciudadanía a nivel nacional. En mensaje a la Nación, Kuczynski alegaba que lo hacia con el fin de ponerle fin a los odios y rencores que existían entre el fujimorismo y su gabinete, además de conocer el supuesto mal estado de salud que tenía Fujimori. Este indulto fue revocado un año después por la Corte Suprema, y el expresidente tuvo que volver a prisión en enero del 2019.
En 2018, Kuczynski decide conformar un nuevo gabinete ministerial, al que denominaría "Gabinete de la Reconciliación" con Mercedes Aráoz como primera ministra y que además estaba compuesto por miembros de diferentes partidos políticos. Sin embargo, no tuvo mucho éxito en el Parlamento, el cual decidió en marzo de ese mismo año organizar otro pedido de destitución contra el mandatario, alegando que habían surgido nuevas evidencias de su relación laboral con Odebrecht mientras ocupaba el cargo de ministro de Economía y primer ministro del gobierno de Alejandro Toledo. Este pedido fue impulsado por el congresista César Villanueva de Alianza para el Progreso, quien tenía el apoyo de los partidos de derecha Fuerza Popular y el APRA junto con las coaliciones de izquierda Frente Amplio y Nuevo Perú. Villanueva fue cuestionado dado los vínculos que tenía él con el vicepresidente Martín Vizcarra, además de recalcarse la desaparición de Vizcarra durante todo el proceso de destitución que afrontaba Kuczynski.
A pocos días de la votación en el Parlamento, algunos congresistas del partido Fuerza Popular difundieron audios y videos donde un grupo disidente del fujimorismo estaba negociando con un legislador fujimorista y un ministro del Gobierno para que apoyen a Kuczynski a cambio de obras para su región. Este caso fue denominado Kenjivideos dado que involucraba al legislador Kenji Fujimori, quien era el líder de este movimiento.
Luego del escándalo, y al saber que los votos en el Parlamento ya no estaban a su favor, Kuczynski presentó su renuncia a la presidencia, la cual fue aceptada por el Congreso. Asumió como presidente Martín Vizcarra, quien arribó a Lima el 22 de marzo del 2018 proveniente de Canadá, país donde ejercía labores como embajador diplomático.

### Gobierno de Martín Vizcarra

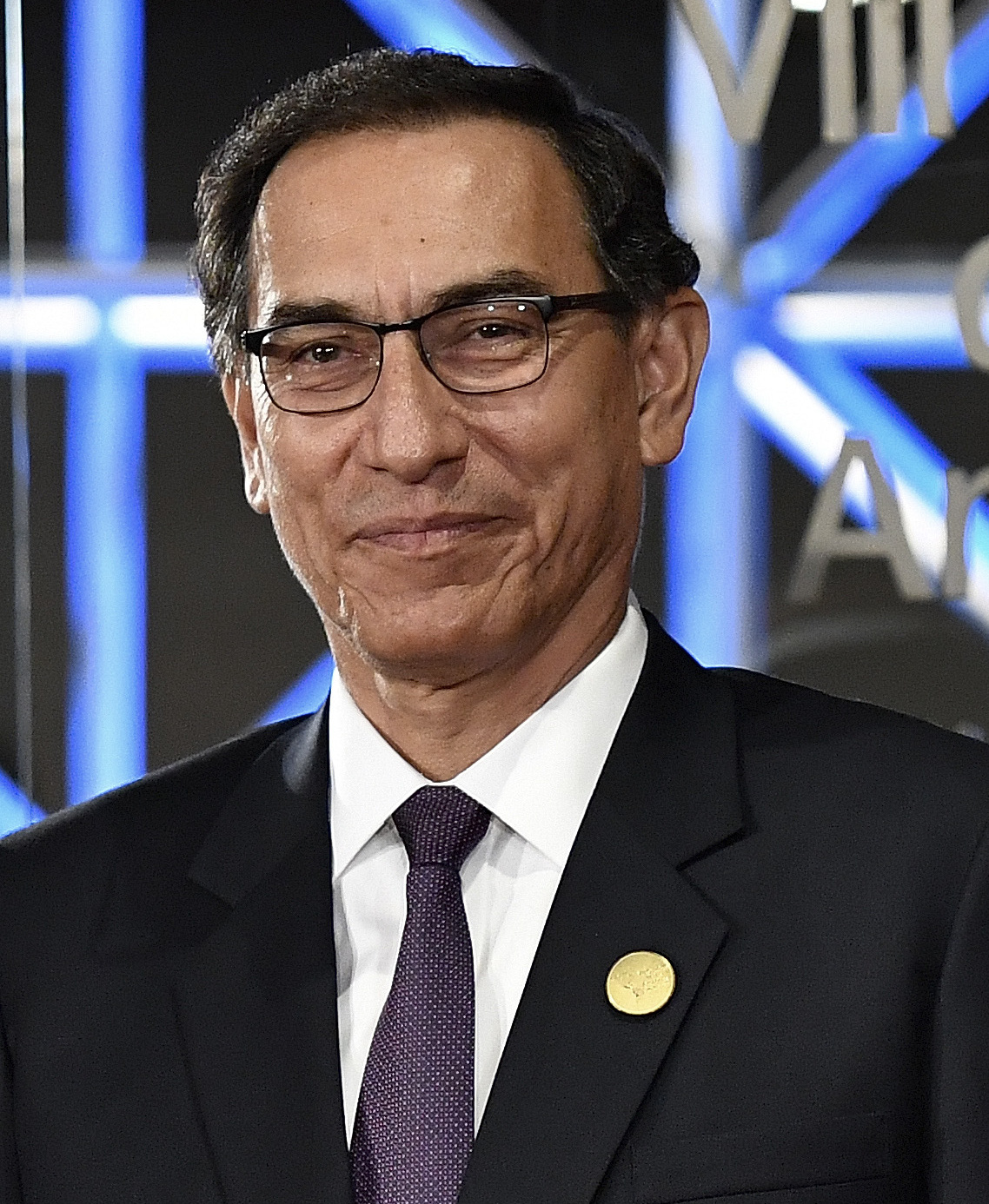
Martín Vizcarra, presidente del Perú (2018-2020).

El 23 de marzo de 2018, juramentó como nuevo presidente el ingeniero Martín Vizcarra por estar en la línea de sucesión en su condición de primer vicepresidente y el 2 de abril juramentó el nuevo gabinete ministerial dirigido por el legislador César Villanueva en una ceremonia realizada en Palacio de Gobierno. Su gobierno se caracterizó por los continuos enfrentamientos entre su gabinete y el Congreso, además de una serie de reformas políticas y judiciales.
En julio del 2018, se produce la crisis en el sistema judicial, un caso de tráfico de influencias y corrupción que involucraba a miembros de la Corte Suprema, del Consejo Nacional de la Magistratura, de la Junta de Fiscales Supremos, etc. Esto generó que el Gobierno implementara una serie de reformas políticas y judiciales con el fin de erradicar la corrupción que existía en este sector, y someterlas a un referéndum que se realizó en diciembre de 2018, las cuales implicaban la prohibición de la reelección de los congresistas, el financiamiento de las organizaciones políticas, la creación de la Junta Nacional de Justicia (órgano que reemplazaba al extinto Consejo Nacional de la Magistratura) y la bicameralidad en el Parlamento. Esta última reforma fue rechazada por la ciudadanía por una distorsión de la propuesta original en el Congreso de la República.
Fue durante este gobierno que también se generó el estrepitoso avance del Caso Odebrecht, generando el arresto de Keiko en octubre del 2018; la detención del expresidente, Kuczynski; de los exalcaldes de Lima Susana Villarán y Luis Castañeda Lossio; además del involucramiento del expresidente aprista Alan García en el caso, quien intento pedir asilo político a la embajada de Uruguay, tras una orden de impedimento de salida del país en su contra. El pedido de asilo fue denegado y no fue hasta abril del 2019 cuando se ordena su detención preliminar, pero enterado de esta orden judicial, Alan decide suicidarse el 17 de abril del 2019 mediante un disparo en la cabeza.
En 2019, sucede la crisis del Ministerio Público, generado por un conflicto entre el entonces Fiscal de la Nación Pedro Chávarry y miembros del Equipo Especial del Caso Lava Jato, tras la destitución de dos fiscales que gozaban de un gran apoyo popular por medidas radicales que habían tomado en contra de la corrupción. Estos hechos generaron manifestaciones ciudadanas en todo el país. La situación culminó con el involucramiento del Gobierno que intentó impedir la declaratoria de emergencia del Ministerio Público ante el Congreso, que condujo al retorno de los dos fiscales a las investigaciones y la posterior renuncia de Chavarry como fiscal.
En mayo de 2019, el gobierno intento pedir una serie de reformas políticas con el fin de mejorar el sistema político del país, entre ellos, el tema de la Inmunidad Parlamentaria, pero tras un enfrentamiento que terminó en la distorsión de los proyectos de ley por parte del Congreso. El 28 de julio, el presidente Vizcarra propuso el adelanto de elecciones generales del 2021 al 2020, que finalmente fue rechazado por el Congreso. En septiembre del 2019, ante el intento de los legisladores de colocar magistrados que tenían afinidad con organizaciones políticas en el Tribunal Constitucional, el primer ministro, Salvador del Solar, intento pedir una Cuestión de Confianza ante el Congreso para cambiar las reglas de la elección pero tras un enfrentamiento largo entre el Ejecutivo y Legislativo, y una posterior negación "Fáctica" de la confianza, el presidente Vizcarra disuelve el Congreso el 30 de septiembre del 2019, y llama a elecciones extraordinarias para un nuevo Congreso que tomo juramento en marzo de 2020, y quien nombra como titular de este poder del estado al congresista, Manuel Merino.
En septiembre de 2020, un legislador difundió unos audios donde se escucha al presidente sostener diálogos con sus trabajadores de Palacio de Gobierno para hablar sobre el caso "Richard Swing", en los audios se puede escuchar a la asistenta personal del mandatario y a la secretaria general del despacho presidencial dialogando con el presidente Vizcarra, tras este caso el Parlamento decidió promover un pedido de destitución contra Vizcarra, que no fue aprobado.
En octubre del mismo año, se difundió un reportaje periodístico en donde unos aspirantes a colaborador eficaz del Equipo Especial Lava Jato dijeron que la empresa constructora peruana, Obrainsa, le pagó al Presidente 1 millón de dólares, para la licitación de la construcción del Hospital Regional de Moquegua, cuando Vizcarra se desempeñaba como gobernador regional de dicha región, tras ello el Congreso decidió impulsar otro pedido de destitución, que fue aprobado con 105 votos a favor y 19 en contra, siendo Vizcarra destituido de la Presidencia el 9 de noviembre del 2020, fue sucedido por el Presidente del Congreso, Manuel Merino al no contar con un vicepresidente, tras la renuncia de Mercedes Aráoz a este cargo en octubre del 2019.

### Gobierno de Manuel Merino
El gobierno de Manuel Merino, se inició el 10 de noviembre de 2020, tras la destitución de Martín Vizcarra de la Presidencia de la República. Al día siguiente, jura a su nuevo Gabinete Ministerial que estaba conformado por el ex legislador, Antero Flores Araoz. Sin embargo tuvo muy poca duración debido a las protestas que se han originado en Lima en contra de su mandato, quienes tenían como objetivo que Merino renunciara al cargo debido a los supuestos vínculos que tenía con legisladores acusados de corrupción, pedir la eliminación de la inmunidad parlamentaria y la anulación de la destitución de Vizcarra. 
Estas manifestaciones dejaron a 2 jóvenes fallecidos, un total de 210 personas heridas de gravedad, además de 29 detenidos, y más de 40 personas desaparecidas, lo que se consideró un abuso contra los derechos humanos por parte del Gobierno de Turno. A raíz de ello y tras las presiones tanto políticas como ciudadanas, Merino decidió renunciar a la Presidencia en un mensaje a la Nación el 15 de noviembre del 2020. Su mandato solo duró 5 días.

### Gobierno de Francisco Sagasti

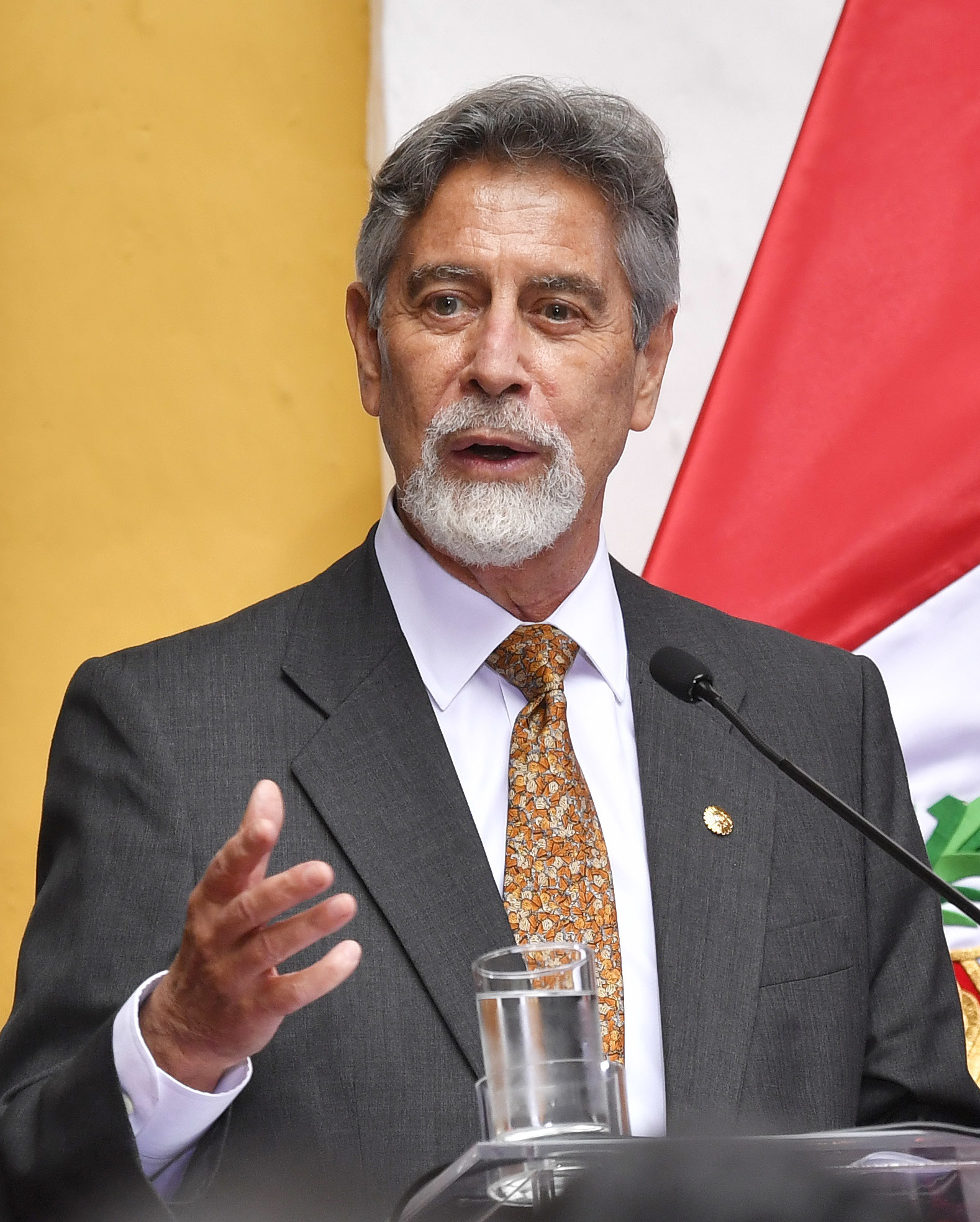
Francisco Sagasti, presidente interino del Perú (2020-2021).

El Parlamento decidió nombrar al legislador Francisco Sagasti del Partido Morado como nuevo Presidente de la República, esto tras la renuncia de Manuel Merino a la presidencia. Sagasti asumió el cargo el 17 de noviembre del 2020, en medio de una situación crítica para el Perú, que vino en contexto con la cuarentena por la pandemia del COVID-19, el intento de la Reactivación Económica, y el fin de la crisis política. El 18 de noviembre toma juramento a su nuevo Gabinete Ministerial que está encabezado por la primera ministra, Violeta Bermúdez.
Durante su gobierno, se produjeron drásticos cambios en la Policía Nacional del Perú tras las manifestaciones que ocurrieron en el mes de noviembre, y luego ocurrieron una serie de protestas por parte de trabajadores agrícolas, que dejaron doce muertos. Además de la convocatoria a elecciones generales para el 2021, y las medidas de prevención contra la pandemia de la COVID-19 para las fiestas de diciembre.
El 6 de enero de 2021, Sagasti, en mensaje a la Nación, anunció que su Gobierno decidió comprar las vacunas del laboratorio Sinopharm contra el COVID-19, y además dijo que las vacunas recién llegarían a Perú, a fines del mismo mes. Sin embargo, y debido al retraso de las compras, el Gobierno anunció que las vacunas llegarían el 7 de febrero. Ese día, se produjo la exitosa llegada de las vacunas al Perú, y luego, se inició la primera campaña de vacunación contra la enfermedad en Lima y Callao.
En las elecciones de 2021, en la primera vuelta el profesor Pedro Castillo del partido de izquierda Perú Libre se ubicó en el primer lugar de manera inesperada, quien luego pasaría a la segunda vuelta junto con Keiko Fujimori de Fuerza Popular, en unas elecciones muy polarizadas entre la población. El 6 de junio, se desarrolló la segunda vuelta donde, tras dar a conocer el resultado a boca de urna, se confirmó un empate técnico entre ambos candidatos. Más adelante, el fujimorismo denunció que la izquierda cometió un "fraude en mesa", y luego simpatizantes de ambos bandos políticos comenzaron a protestar a las calles, exigiendo los resultados de la ONPE, lo que daría inicio a una crisis electoral en el Perú. Sin embargo, los observadores internacionales que estuvieron presentes en las elecciones declararon que estas fueron realizadas de forma limpia y transparente. A este pronunciamiento se le sumaron declaraciones del gobierno de Estados Unidos, la Unión Europea y de la Organización de Estados Americanos reconociendo que no hubo fraude en los comicios. El 19 de julio, después de dos meses de incertidumbre política, el Jurado Nacional de Elecciones, proclamó a Castillo como virtual presidente electo de la República.

## Segunda crisis política (2021-presente)
La segunda crisis política aborda los inicios de las elecciones presidenciales de 2021. Se destacó inicialmente por el conflicto de los dos candidatos, Keiko Fujimori y Pedro Castillo, que conllevó una crisis electoral en ese año. Tras la elección de Castillo, en noviembre, fue investigado por hacer reuniones secretas en su domicilio del distrito de Breña, lo que motivó que el Congreso aprobara un pedido de destitución contra Castillo que no tuvo éxito. Al año siguiente, Castillo dio un intento de golpe de Estado, disolviendo el Parlamento e iniciando un régimen de excepción, hecho que fue condenado por el Congreso, quien decidió destituirlo por incapacidad moral. A raíz de la destitución de Castillo, surgió una etapa de convulsión social entre el nuevo oficialismo, de Dina Boluarte, y los manifestantes contra ella por motivos políticos, lo que produjo que la presidenta Boluarte, presentara ante el Congreso, una propuesta para adelantar las elecciones al 2024, que fuera aprobada por el Congreso. Al año siguiente, se desataron protestas violentas en contra de Boluarte, tanto en Lima como en diferentes regiones del Perú, por lo que la presidenta, anunció que decidió proponer el adelanto de elecciones para el 2023, sin embargo, dicha propuesta fue rechazada por el Congreso. Al año siguiente, la presidenta Boluarte, se vio envuelta en un escándalo por la compra valorizada de sus relojes Rolex, lo que produjo que la Fiscalía allane su vivienda del distrito de Surquillo, y que el Congreso presentara una moción de vacancia en su contra, que no fue aprobada.

### Gobierno de Pedro Castillo

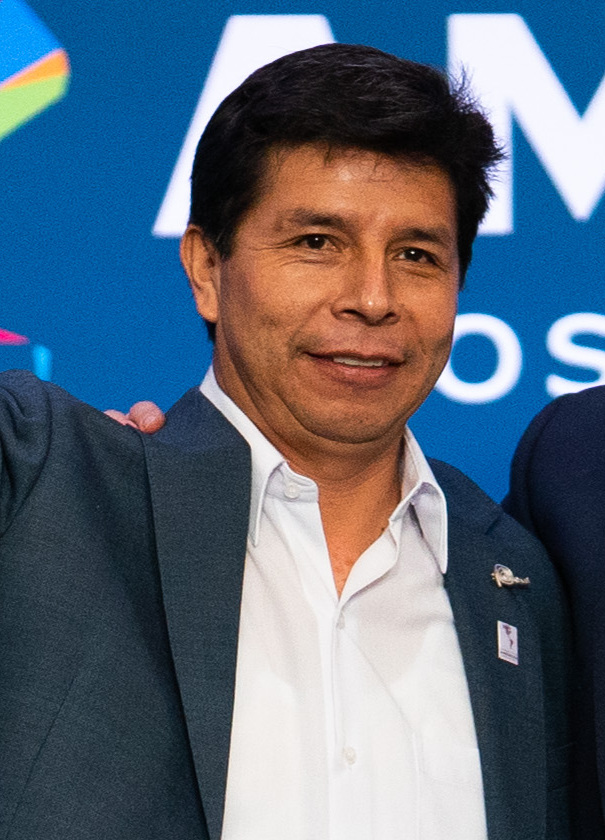
Pedro Castillo, presidente del Perú (2021-2022).

El gobierno de Pedro Castillo se inició el 28 de julio de 2021. Al día siguiente, toma juramento al nuevo Gabinete Ministerial presidido por el congresista de Perú Libre Guido Bellido. Sin embargo, la designación de Bellido como primer ministro generó diversas críticas por parte de los legisladores debido a que Bellido previamente había realizado declaraciones a favor de la organización maoísta Sendero Luminoso en una entrevista a una estación de televisión local de Cusco. Además, se criticó la designación de Héctor Béjar como ministro de Relaciones Exteriores por su pasado guerrillero en el Comando Javier Heraud del ELN y el asesinato de latifundistas durante la década de los 60. Béjar generó aún más controversia al declarar que Sendero Luminoso había sido financiado por la CIA, aunque dijo que no podía probar esas afirmaciones. En general, Castillo fue criticado por designar como ministros a personas ligadas al partido de gobierno Perú Libre — y personalmente a Vladimir Cerrón.
Castillo, una semana después de su proclamación como presidente, se reunió dos veces con el expresidente de Bolivia Evo Morales acompañado del presidente de Perú Libre, Cerrón. En el marco de estos hechos, se agudizaron las investigaciones contra la banda criminal «Los dinámicos del Centro», una organización dedicada al lavado de activos compuesta por militantes de Perú Libre desde la llegada de este partido al gobierno regional del departamento de Junín al ser elegido Cerrón como gobernador en 2011 hasta 2014. El caso se abrió en 2019 inicialmente para «identificar a una presunta organización enquistada en la Dirección Regional de Transportes y Comunicaciones (DRTC) del gobierno regional que se habría financiado a través de la emisión de licencias de conducir». Sin embargo, durante y después de la segunda vuelta electoral, las investigaciones se ampliaron. La fiscal Bonnie Bautista añadió a Cerrón en el caso y le atribuye haber tenido conocimiento de esta organización y haberla encubierto para financiar sus actividades políticas. Además, el fiscal encargado de la investigación, Richard Rojas, señaló que el dinero obtenido de algunas de las acciones emprendidas por este grupo, como el cobro de sobornos para obtener licencias de conducir, servía para «enfrentar la indemnización de la condena por corrupción que Cerrón tiene vigente y que le impidió ser candidato a cargos electorales por parte de su partido».
El 3 de octubre, el presidente Castillo, durante su visita a la región Cusco, anunció la ejecución de la llamada Segunda Reforma Agraria. Dos días después, el 6 de octubre, Guido Bellido renuncia como primer ministro bajo presión del presidente Castillo tras dos meses de estar en el cargo.
En noviembre de 2021, Castillo fue acusado de hacer reuniones secretas con sus trabajadores de Palacio de Gobierno y empresarios en su casa del distrito de Breña, por lo que la Procuraduría General y la Contraloría General de la República decidieron abrir una investigación sobre las reuniones clandestinas del presidente, así como también el Congreso, decidió promover un pedido de vacancia contra el mandatario, que en diciembre de 2021, no fue aprobada por falta de votos. En enero de 2022, la Fiscalía de la Nación decidió abrir una investigación contra el presidente Castillo, por las reuniones clandestinas en su casa del distrito de Breña.
En febrero de 2022, la lobista Karelim López, declaró ante la Fiscalía como aspirante a colaboradora eficaz, y dijo que el presidente Castillo, encabezó una mafia en el Ministerio de Transportes y Comunicaciones, junto al exministro Juan Silva y cinco legisladores del partido Acción Popular, es por ello que el Congreso, decidió promover otro pedido de vacancia contra el mandatario, que en marzo de 2022, no prosperó.
En abril de 2022, ocurrieron una serie de protestas por parte de un grupo de transportistas, que dejaron un saldo de 8 fallecidos, ante esto, el presidente Castillo, a través de un mensaje a la Nación, anunció que dispondrá el toque de queda para el 5 de abril, en Lima y Callao, tras las manifestaciones violentas que sucedieron. Sin embargo, y en plena inmovilización social obligatoria, miles de personas salieron a protestar a las calles, exigiendo la renuncia del presidente Castillo. En dichas manifestaciones, un grupo de vándalos provocó disturbios y vandalismo en la ciudad de Lima, por lo que el presidente Castillo, anunció el levantamiento del toque de queda en Lima y Callao.
En octubre de 2022, la fiscal de la Nación, Patricia Benavides, presentó una denuncia constitucional contra el presidente Castillo, al ser acusado de tráfico de influencias y colusión agravada. Dicha denuncia fue aprobada por el Congreso de la República. En diciembre, el Congreso admitió a debate la tercera moción de vacancia contra Castillo, sin embargo y faltando pocos minutos para el inicio del debate, el presidente Castillo dio un intento de autogolpe de Estado, disolviendo el Congreso de la República, e iniciando un gobierno de excepción. La medida generó el rechazo de los congresistas, y varios de sus ministros renunciaron en masa del gabinete, así como las Fuerzas Armadas y la Policía Nacional del Perú, desconocieron el autogolpe y no respaldaron a Castillo. Es así que los parlamentarios decidieron adelantar el debate de la moción de vacancia, donde Castillo fue revocado con 101 votos a favor y 6 en contra. Posteriormente a su destitución, fue detenido por las autoridades peruanas tras fugarse a la embajada de México, con el fin de solicitar asilo político.

### Gobierno de Dina Boluarte

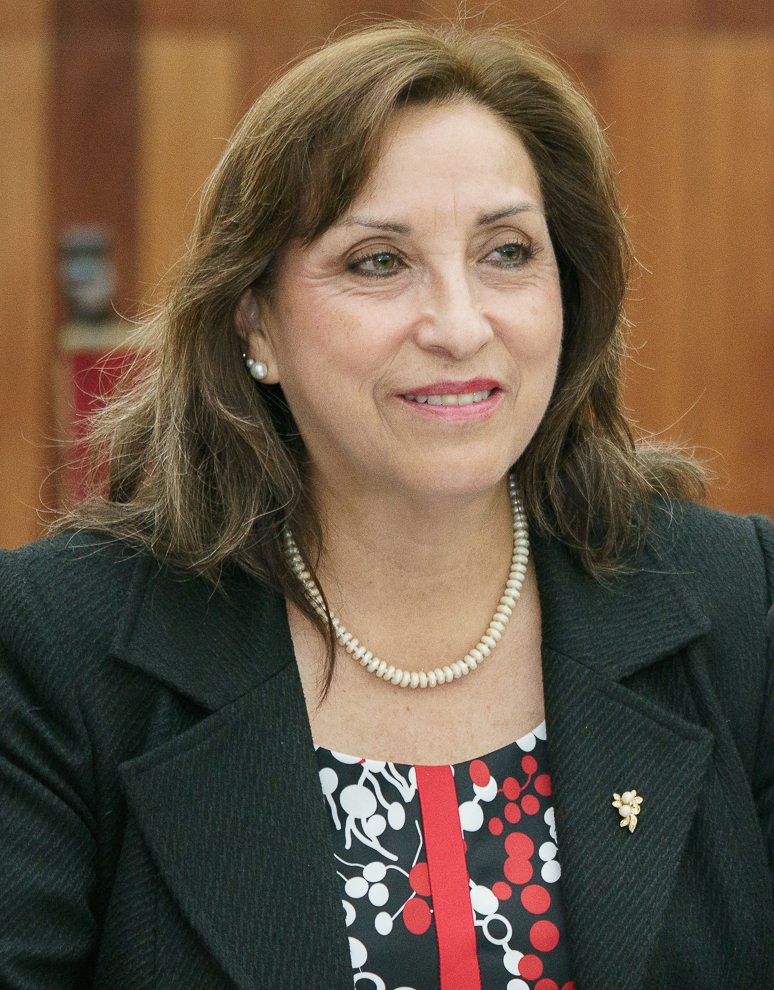
Dina Boluarte, primera presidenta del Perú (2022-presente).

El gobierno de Dina Boluarte inició el 7 de diciembre de 2022 tras la destitución de Pedro Castillo como presidente de la República. Boluarte se convirtió en la primera mujer en asumir el cargo.
Tras su juramentación, un grupo de simpatizantes del expresidente Castillo iniciaron protestas en diferentes departamentos del Perú en donde exigían la renuncia de Boluarte, el cierre del Parlamento y la instauración de una Asamblea Constituyente.
El 12 de diciembre, a través de un mensaje a la Nación, Boluarte anunció que su gobierno propuso el adelanto de elecciones para 2024, el cual fue aprobado en el Congreso de la República.
En enero de 2023, se llevó a cabo un paro nacional en 7 departamentos al nivel nacional. La región más afectada por las manifestaciones violentas fue Puno, la represión policial y militar fue muy violenta contra la población, dejando un saldo de 49 muertos a nivel nacional (sin considerar fallecimientos por bloqueo de carreteras) y más de 1000 personas gravemente heridas con perdigones, disparos con armas de fuego al pecho y a la cabeza. Ese mismo mes, manifestantes del interior del país llegaron a la ciudad de Lima para participar en la denominada «Toma de Lima», sin embargo, se produjeron enfrentamientos entre los manifestantes y la Policía. Además se reportó un incendio en un inmueble cerca a la Plaza San Martín. Boluarte, a través de un mensaje a la Nación, anunció que no iba a renunciar y que está dispuesta a que su gobierno dé con los responsables, que se barajó entre policías y manifestantes. 
Más adelante, Boluarte, ante el aumento de las protestas a nivel nacional, anunció que propondrá el adelanto de elecciones generales para 2023. No obstante, la propuesta fue rechazada por el Congreso y posteriormente desistida por Boluarte.
En noviembre de 2023, la fiscal de la Nación, Patricia Benavides, anunció que presentó una denuncia constitucional contra la presidenta Boluarte y el premier Alberto Otárola, por las muertes acaecidas durante las protestas de diciembre de 2022 y enero del mismo año. Benavides fue suspendida posteriormente tras un escándalo en el Ministerio Público. No obstante, mientras se investigaban las actuaciones de Benavides, miembros de la Junta Nacional de Justicia fueron destituidos por el Congreso, citando «causa grave».
En marzo de 2024, la presidenta Boluarte fue acusada de obtener irregularmente relojes Rolex, lo que llevó a la Fiscalía a abrir una investigación y allanar su vivienda en Surquillo. En un mensaje a la Nación, Boluarte denunció un «ataque sistemático» contra la democracia y anunció que rendiría testimonio sobre los relojes. El 5 de abril, declaró que los relojes fueron «prestados» por el gobernador de Ayacucho, Wilfredo Oscorima, su amigo. La bancada de Perú Libre solicitó su vacancia, pero no tuvo éxito.